# Kniprodestraße (Berlin)
Die Kniprodestraße ist ein rund zwei Kilometer langer Verkehrsweg im Berliner Ortsteil Prenzlauer Berg des Bezirks Pankow. Sie trägt diesen Namen seit 1901 auf einer alten Wegtrasse. Der Verkehrslauf liegt zwischen dem Norden des Volksparks Friedrichshain und der Michelangelostraße (um den Jüdischen Friedhof).
Der Artikel gibt gleichfalls einen Überblick der unmittelbar angrenzenden Umgebung, um die seit 1901 bestehende Straße zu charakterisieren.

## Namensherkunft
Die frühe Trasse des Verlorenen Wegs lag vom Bernauer Tor (seit 1810: Königstor) nach Nordosten und führte am 1840 geplanten und 1848 fertiggestellten Friedrichshain entlang in die Feldmark mit undefiniertem Ziel (Verlorener Weg entstand, weil er sich im Weichbild „verliert“). Der Abschnitt am Park wurde als angelegte Straße ‚Am Friedrichshain‘ per 28. Oktober 1880 vom Magistrat benannt. Die weitere Führung an die Weichbildgrenze erhielt 1901 den Namen nach Winrich von Kniprode (um 1310–1382). Die Namenswahl entsprach der Thematik mehrerer Straßen im Quartier mit Bezug zu Ostpreußen (einige sind auch nach herausragenden Medizinern benannt). Die letzte Wirkungsstätte Winrichs von Kniprode war Marienburg in Ostpreußen. Er bekleidete dort das Hochmeisteramt des Deutschen Ordens von 1351 bis 1382.
Mit benachbarten Straßen wurde die Kniprodestraße am 4. September 1974 umbenannt. Es wurden Namen von Widerstandskämpfern vergeben, die Kniprodestraße wurde nach Artur Becker (1905–1938) benannt. Er war Funktionär des Kommunistischen Jugendverbands Deutschlands, Reichstagsabgeordneter und Spanienkämpfer. Seit 1. November 1995, nach der politischen Wende, trägt die Artur-Becker-Straße wieder ihren traditionellen (stadtgeschichtlichen) Namen nach Kniprode.

## Lage im Straßennetz

### Verlauf
Der Verkehrszug liegt zwischen Am Friedrichshain und der (abbiegenden) Michelangelostraße. Mit Hufeisennummerierung liegt die Zählung der Grundstücke (im Süden) von und zur Kreuzung Virchow-/ Hufelandstraße. Die benannte Straße endet als 200 Meter lange Sackgasse am Jüdischen Friedhof, der Ortsteilgrenze zu Weißensee ist. Die Hufeisennummerierung beginnt mit Nummer 1 an der Virchowstraße und geht bis 62 an der Ostseite. Die weitere Zählung an der Westseite läuft nord-südlich zurück. Vorbei an Ecke Anton-Saefkow-Straße mit 97 steht das Wohnhaus 122 mit der höchsten Nummer an der Ecke Hufelandstraße. Die Kniprodestraße überquert die B 96a auf der Danziger Straße. Die Verkehrsverbindung zwischen Storkower Straße und Michelangelo-/ Ostseestraße besitzt Bedeutung als Ersatz des Stadtrings zwischen Lichtenberg und Pankow sowie Reinickendorf. Eine Umfahrung des Weißenseer Zentrums (Süd-Nord auf der Berliner Allee) ist durch den Jüdischen Friedhof nicht möglich (Rückgabe des Straßenkorridors an die Jüdische Gemeinde). Die Fortsetzung der C-Trasse des Straßenrings (Tangente) im West-/Ostverkehr ist durch Bestandsschutz für Kleingärten am zwischenliegenden Volkspark Prenzlauer Berg ausgesetzt oder ausgeschlossen.

### Statistische Daten
Die Kniprodestraße gehört mit Nummer 5738 im Berliner Straßenverzeichnis in ganzer Länge zum Prenzlauer Berg. Im Straßenentwicklungsplan sind die 1406 Meter zwischen Danziger und Michelangelostraße als übergeordnete Straßenverbindung (Kategorie II) eingetragen, die nach Süden liegenden weiteren 385 Meter sind eine regionale Straßenverbindung (Kategorie III). Die an die Michelangelostraße angebundenen weiteren 205 Meter sind Sackgasse bis an den Jüdischen Friedhof, als „sonstige Stadtstraße“ mit Kategorie V. Mit OKSTRA-Klasse „G“ ist die Berliner Straßenverwaltung für die Kniprodestraße verantwortlich, vorrangig das Straßen- und Grünflächenamt (Straßen- und Oberflächenamt) im Bezirksamt Pankow. Es gelten Ausstattungsvorschriften einer (öffentlichen) Fahrstraße nach RBS-Klasse „STRA“.

#### Stadtplanung
Eine stadtplanerische Einteilung Berlins sind statistische Gebiete. Nach diesen wurde die Bebauung der Kniprodestraße drei solchen zugeordnet. Das „statistische Gebiet 111“ umfasst die Hausnummern 1–15 und 112–122 (Bötzowviertel) südlich der Danziger Straße. Nördlich der Danziger Straße teilt die Kniprodestraße das „statistische Gebiet 108“ (Grundstücke 16a-62 mit Gewerbe und Kleinbesiedlung nach Osten) und das Gebiet 109 der Hausnummern 64–111a (Mühlenviertel und Grüne Stadt) an der Westseite. Zur Verkehrsplanung wurden Verkehrszellen aus den statistischen Gebieten abgeleitet. Für die Verkehrszuordnung nach statistischen Gebieten gilt dabei
- „111 Greifswalder Straße-Süd“ → Verkehrszelle 1112 „Greifswalder Straße/Am Friedrichshain“ → Verkehrsteilzelle „11122 Greifswalder Straße/Pasteurstraße“
- „108 Greifswalder Straße-Nord“ dazu die Verkehrszellen
  - „1081 Greifswalder Straße / Danziger Straße“ → Teilzelle „10812 Danziger Straße/Kniprodestraße“
  - „1082 Ostseeplatz“ → Teilzelle „10821 Kniprodestraße/Michelangelostraße“

Jünger ist die sozialräumliche Einteilung nach Lebensweltlich orientierten Räumen (LOR). Diese Struktur teilt die straßennahe Umgebung der Kniprodestraße kleinteiliger. Der Ortsteil im Bezirk Pankow (Nummer 03) wird unterteilt in Prognoseräume, Bezirksregionen und Planungsräume. Die Unterschiede und Haus- und Grundstücksteilungen sind im Abschnitt zur Bebauung am Straßenzug ausgeführt. Die Danziger Straße verteilt die Kniprode auf zwei Prognoseräume:
- „0307 Südlicher Prenzlauer Berg“ zur Region „16 Prenzlauer Berg Süd“ mit dem Planungsraum „39 Bötzowstraße“ (entsprechend 03071639[16]), 3.924.600 m².
- „0306 Nördlicher Prenzlauer Berg“ mit der Bezirksregion „14 Prenzlauer Berg Ost“ auf vier Planungsräume verteilt
  - Westseite der Kniprodestraße
    - südlich der Bahn „34 Anton-Saefkow-Park“ (Grüne Stadt, 03061434,[17] 550.881 m²)
    - nördlich der Bahn „29 Greifswalder Straße“ (besser als: Mühlenviertel, 03061429,[18] 853.478 m²)

  - Ostseite der Kniprodestraße
    - südlich der Bahn „35 Conrad-Blenkle-Straße“ (auch als „Paul-Heyse-Kiez“, 03061435,[19] 552.082 m²)
    - nördlich der Bahn „30 Volkspark Prenzlauer Berg“ (03061430,[20] 1.211.184 m²)

Im Planungsraum „Greifswalder Straße“ (Mühlenviertel) sieht der Senat eine städtebauliche Erneuerung mit Hilfe von Fördermitteln vor. Das Gebiet stellt dabei einen Teil der Berliner Förderkulisse „Stadtumbau“ dar. Am 4. Juli 2017 beschloss das Bezirksamt das ISEK (Integriertes städtebauliches Entwicklungskonzept). Nördlich der S-Bahn-Strecke (Kniprodenstraßenbrücke) teilt die Kniprodestraße die beiden LOR-Planungsräume „Greifswalder Straße“ und „Volkspark Prenzlauer Berg“.

#### Bezirksgliederung
Anzumerken ist, dass der Ortsteil mit der Bildung von Groß-Berlin am 1. Oktober 1920 zum Verwaltungsbezirk Prenzlauer Berg (Bezirk 4) gehörte (vergleiche Allgemeines zur Gliederung Berlins). Diese Gliederung blieb in der Nachkriegszeit bestehen. Damit lag die Kniprodestraße zu Ost-Berliner Zeiten im „Stadtbezirk“ und nach der politischen Wende im „Bezirk“ Prenzlauer Berg. Dieser Altbezirk kam im Jahr 2001 mit der Verwaltungsreform (Bezirksgebietsreform) als Ortsteil zum (Groß-)Bezirk Pankow. An der Zugehörigkeit der gesamten Länge der Kniprodestraße zum Prenzlauer Berg änderte sich seit der Namensgebung nichts.
Die Lage der Stadtbezirke im Bereich des Prenzlauer Bergs vor der Bildung von Groß-Berlin waren
- für Kniprodestraße 1–15 und 113–122 (südlich Elbinger Straße): Stadtbezirk 189f
- von Elbinger Straße bis Thorner Straße und Ringbahn: Stadtbezirk 190d
- zwischen Ringbahn und Weichbildgrenze: Stadtbezirk 191.

Eine weitere ältere Zuordnung der Kniprodestraße waren der Standesamtsbezirk 8 und das Polizeirevier 113. Der Teil südlich der Ringbahn gehörte nach der Einteilung vom 1. Juni 1906 zum Amtsgericht Berlin-Mitte, nördlich zum Amtsgericht Berlin-Weißensee. In den 1890er Jahren war das Polizeirevier 80 (Weißensee) für den Verlorenen Weg zuständig, der seinerseits mit Am Friedrichshain die östliche Reviergrenze zum Polizeirevier 51 (Landsberger Allee) bildete.

#### Flächennutzungsplan
Für die Nutzung der Gebiete entlang der Straße ist der Flächennutzungsplan (FNP) als Arbeitsgrundlage für die Stadtplanung entscheidend. Dabei unterteilt sich die Nutzung der Kniprodestraße wiederum in verschiedene Abschnitte. Die Straße selbst ist als übergeordnete Hauptverkehrsstraße zwischen Danziger und Michelangelostraße aufgenommen.
- südlich Danziger Straße
  - vorher: Grünfläche/Parkanlage[29]
  - Westseite (Bötzowviertel) als Wohnbaufläche W2 (GFZ bis 1,5)[30]
  - Ostseite bis an die Bezirksgrenze Friedrichshain: Gemeinbedarfsflächen mit hohem Grünanteil, Schule[31]
- Danziger Straße bis Bahn
  - Westseite
    - Grüne Stadt: Wohnbaufläche W2 (GFZ bis 1,5)
    - Anton-Saefkow-Park entlang der Bahn: Grünfläche/Parkanlage

  - Ostseite: nordwärts folgen
    - Wohnbaufläche W2 (GFZ bis 1,5)
    - Betriebshof (Bahn und Bus)[32]
    - Gemeinbedarfsfläche mit hohem Grünanteil, Schule
- Bahnfläche (unter der Kniprodestraßenbrücke)
- Bahn bis Michelangelostraße (sie kreuzt als übergeordnete Hauptverkehrsstraße auch in die Kleingärten eingetragen)
  - Ostseite
    - Wohnbaufläche W3 (GFZ bis 0,8)[33]
    - Gemischte Baufläche M[34]

  - Westseite
    - Gemeinbedarfsfläche (zwischen Bahn und Storkower Straße)
    - Wohnbaufläche W4 (GFZ bis 0,4)[35]
    - Grünfläche/Kleingarten
- Stichstraße zur Friedhofsmauer
  - West: Wohnbaufläche W3 (GFZ bis 0,8)
  - Ost: Fläche mit gewerblichem Charakter / Abfall (Abwasser)
- Abschluss: Grünfläche/Friedhof

#### Postbezirke
Die Postleitzahl der Kniprodestraße ist 10407 Berlin. 1900 wurde der Verlorener Weg genannte Vorgänger der Kniprodestraße Berlin NO zugeordnet. Mit Vorschrift von 1862 gehörte die Kniprodestraße zum Postbezirk NO 18. Das zugehörige Postamt, die alte „Post-Expedition 18“, lag in der Landsberger Straße 89, es zog später in die Waßmannstraße und danach in die Lichtenberger Straße 19 um. Die Nummerierung des Postbezirks galt bis 1965, als in der DDR vierstellige Postleitzahlen eingeführt wurden. Die ehemals Nummern tragenden Ämter behielten diese und bekamen eine 10 vorangestellt, so dass aus dem Postbezirk „Berlin NO 18“ die Postleitzahl „1018“ wurde. Mit Umordnung der Postämter (Selbstabholer, Hauptämter, Verteilung) wurden die Postzustellbezirke angepasst, die Kniprodestraße gehörte (spätestens) ab 1. Januar 1969 zu Postleitzahl „1055 Berlin“. 1993 wurden nach der politischen Wende bundeseinheitlich fünfstellige Postleitzahlen eingeführt, wodurch sich für die Kniprodestraße „10407 Berlin“ ergab.

### Querstraßen

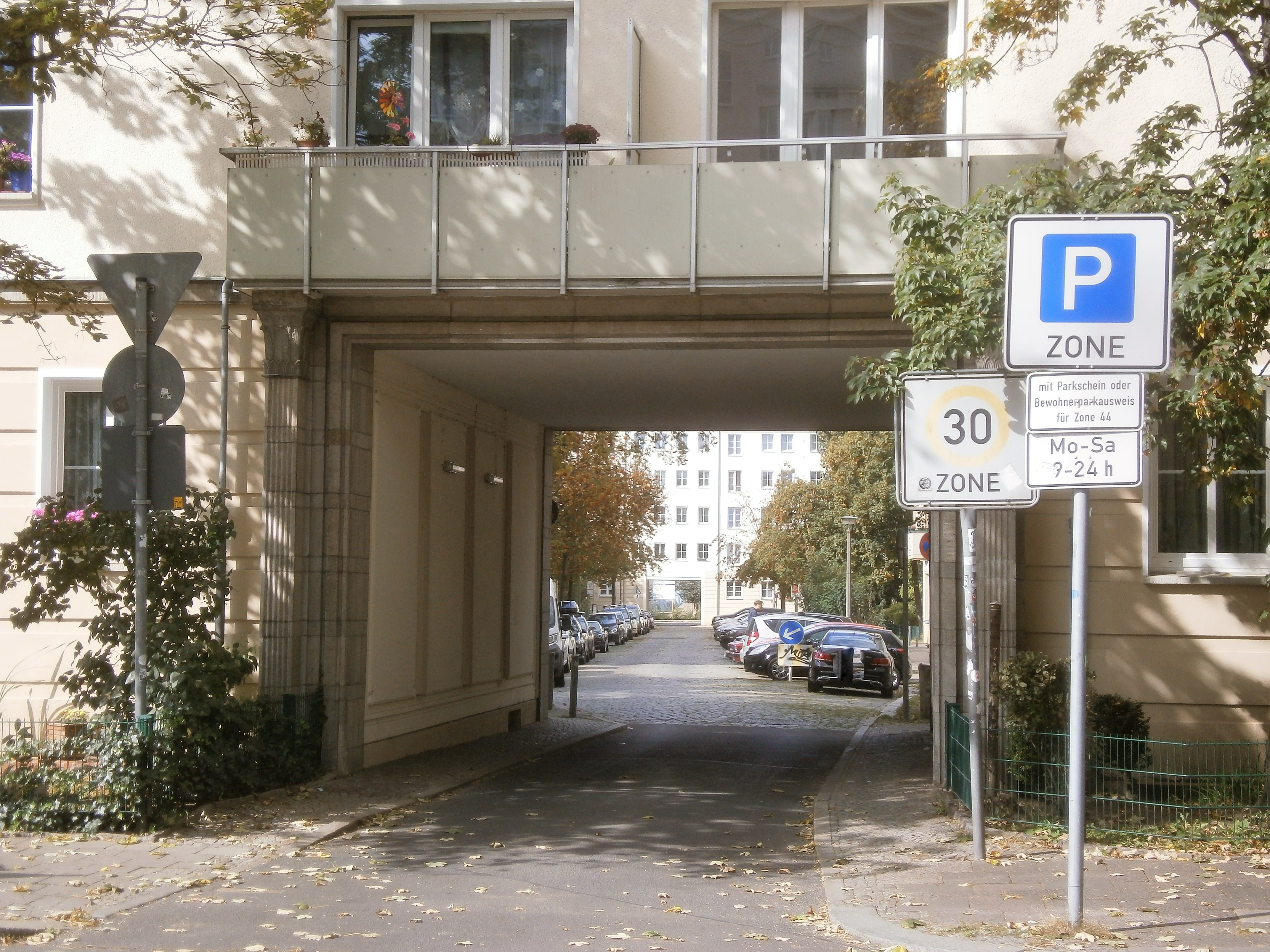
Durchfahrt Lieselotte-Hermann-Straße

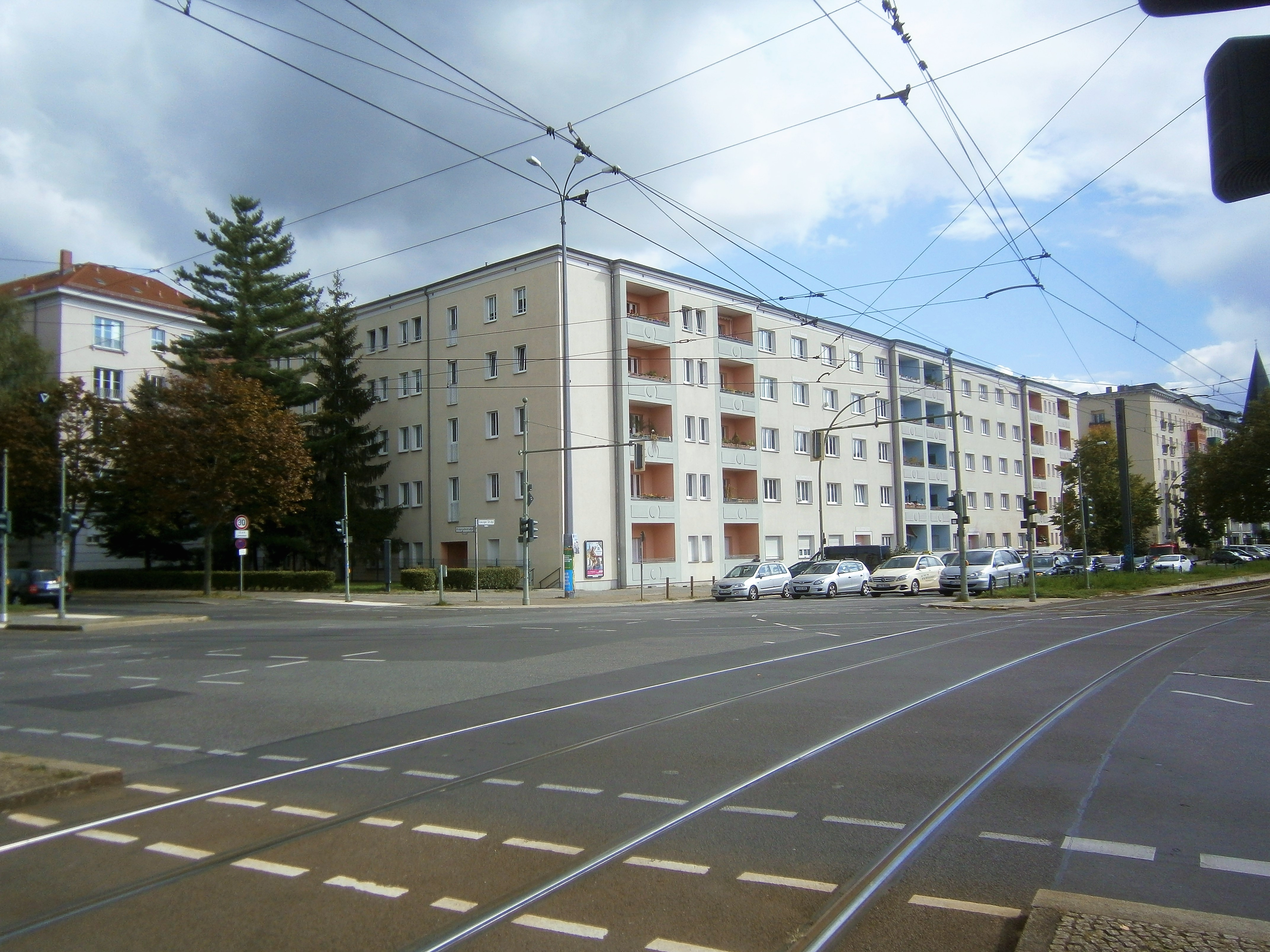
In die Danziger Straße

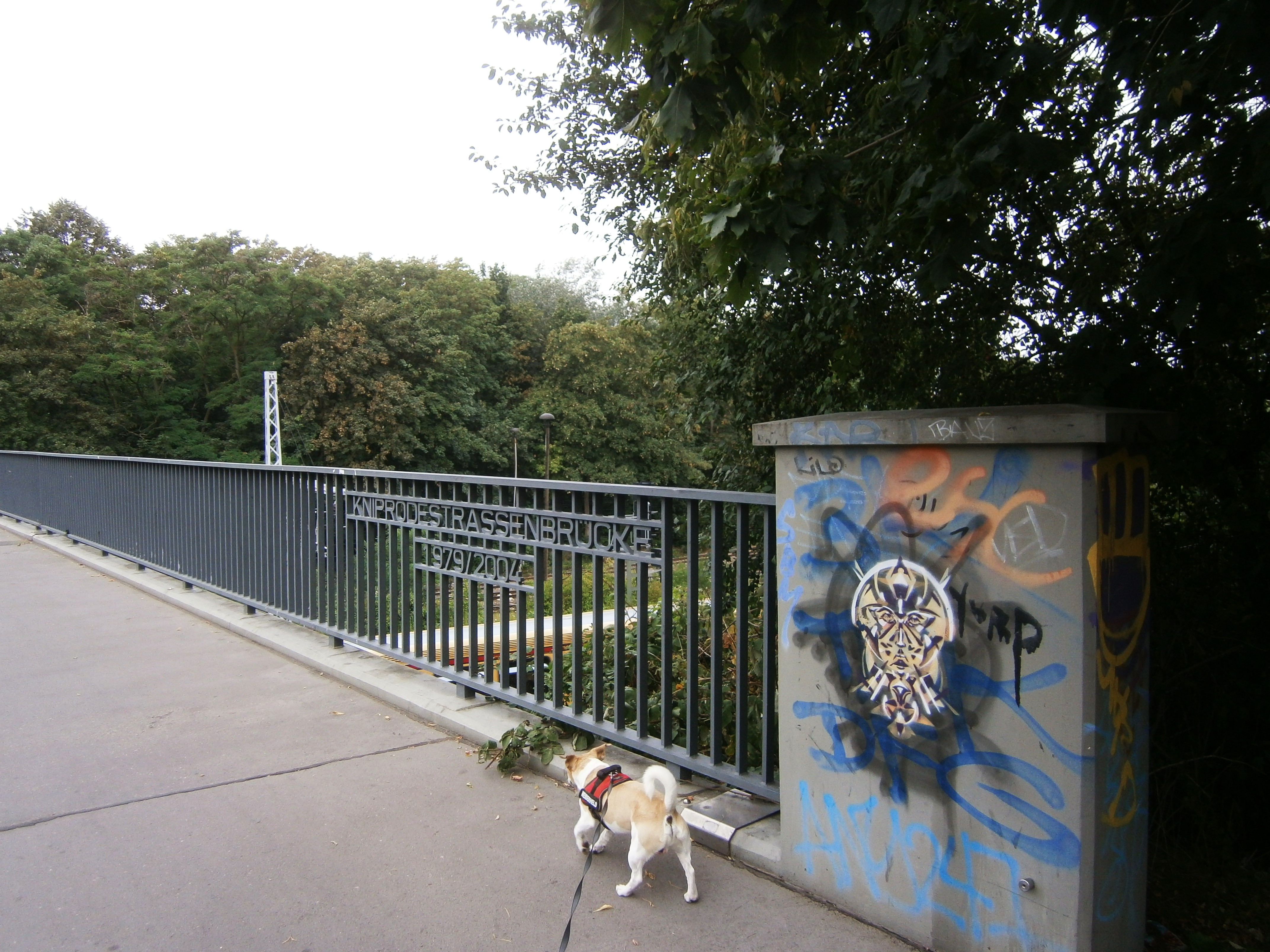
Kniprodenstraßenbrücke

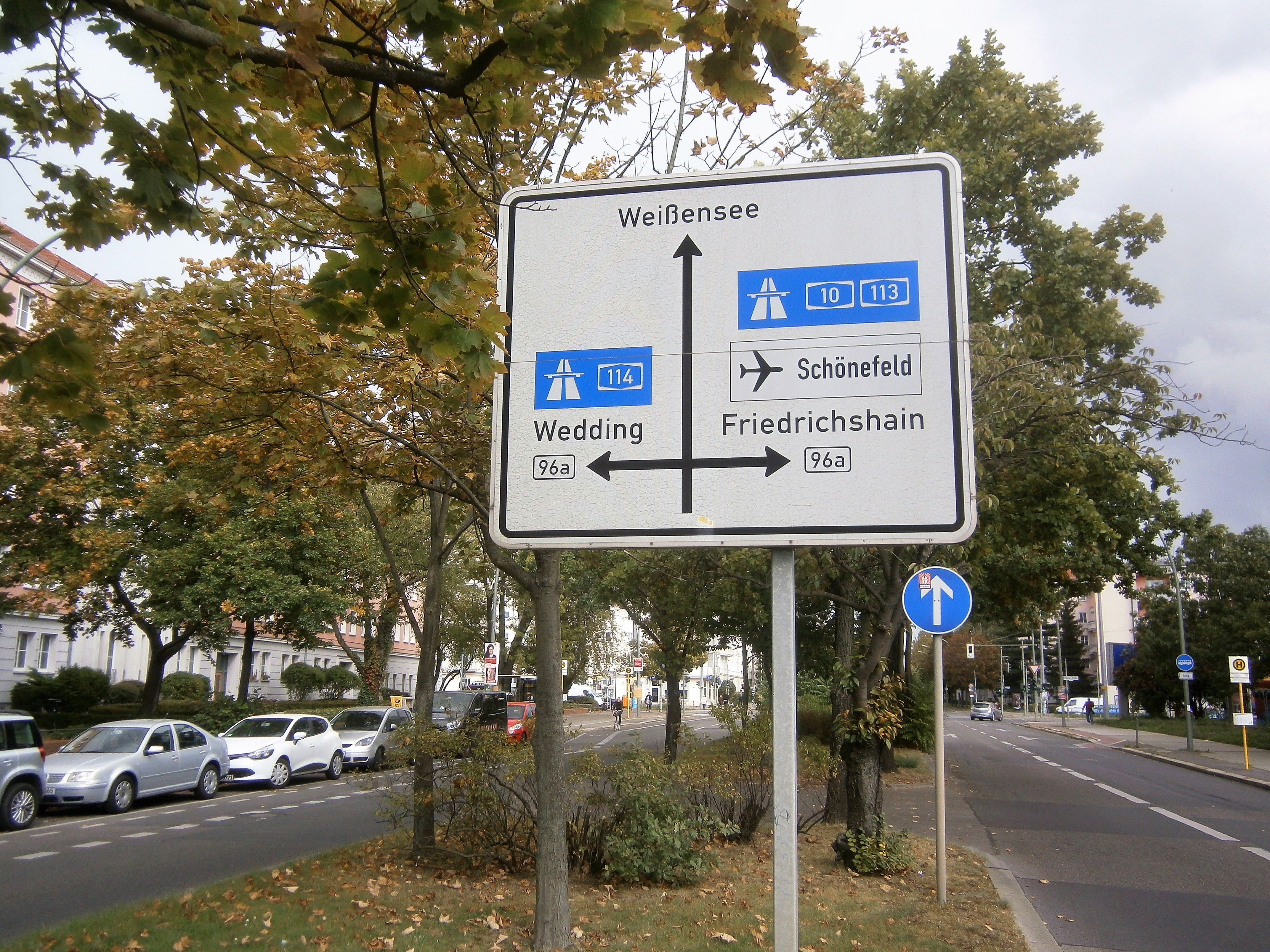
Hinweisschild südlich der Danziger Straße

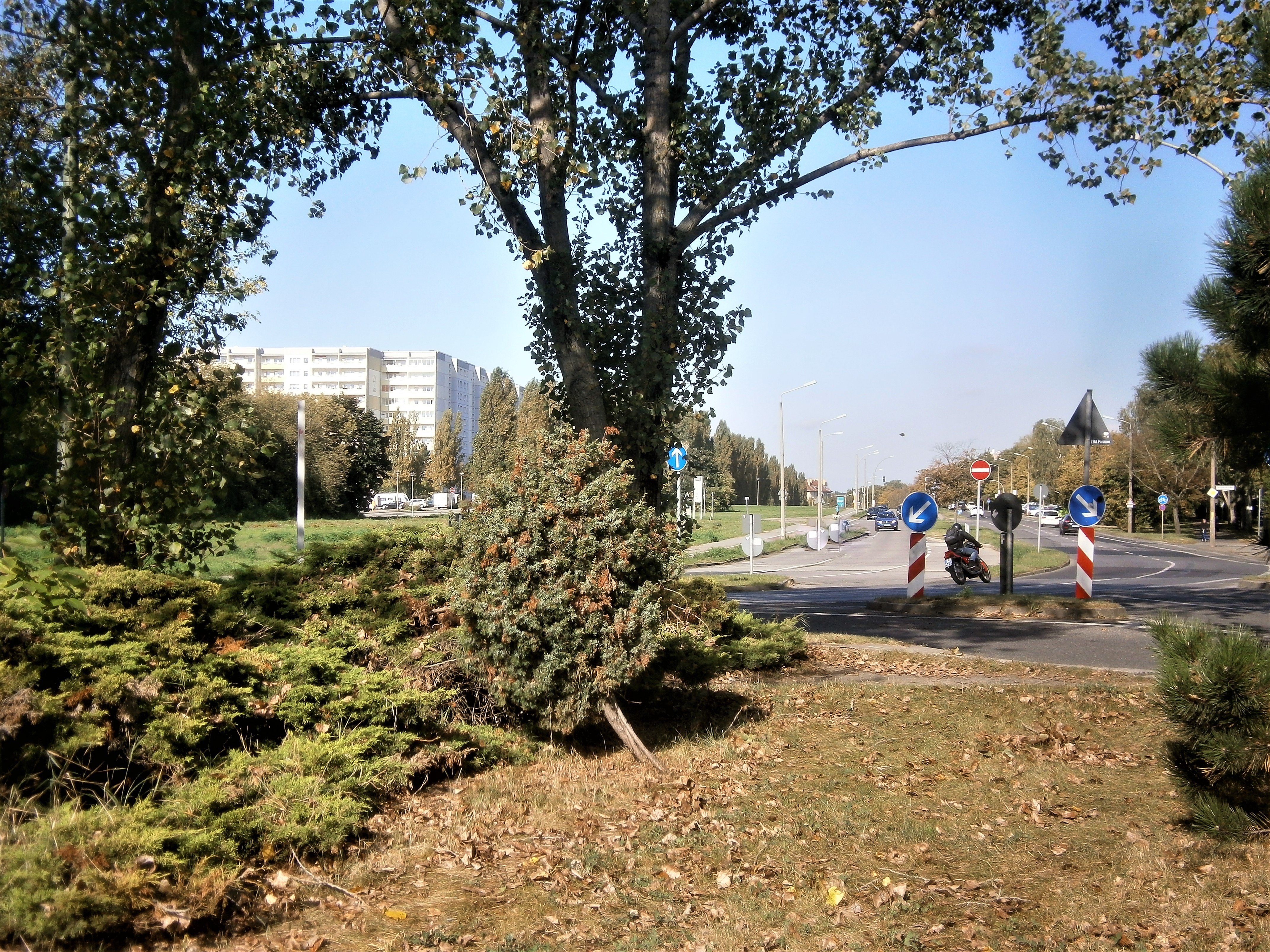
Abbiegende Hauptstraße: Michelangelostraße

#### Aktuelle Situation
Neben den Straßenkreuzungen und Einmündungen wird die Ringbahnstrecke auf der „Kniprodestraßenbrücke“ überquert. Diese hat eine eigene Nummer 08538 im Berliner Straßenverzeichnis. Sie besteht bereits seitdem die Kniprodestraße angelegt wurde, allerdings in unterschiedlichem Status. Nach der LOR-Statistik ist sie mit 03061434 (06 Nördlicher Prenzlauer Berg / 14 Prenzlauer Berg Ost / 34 Anton-Saefkow-Park) zugeordnet.

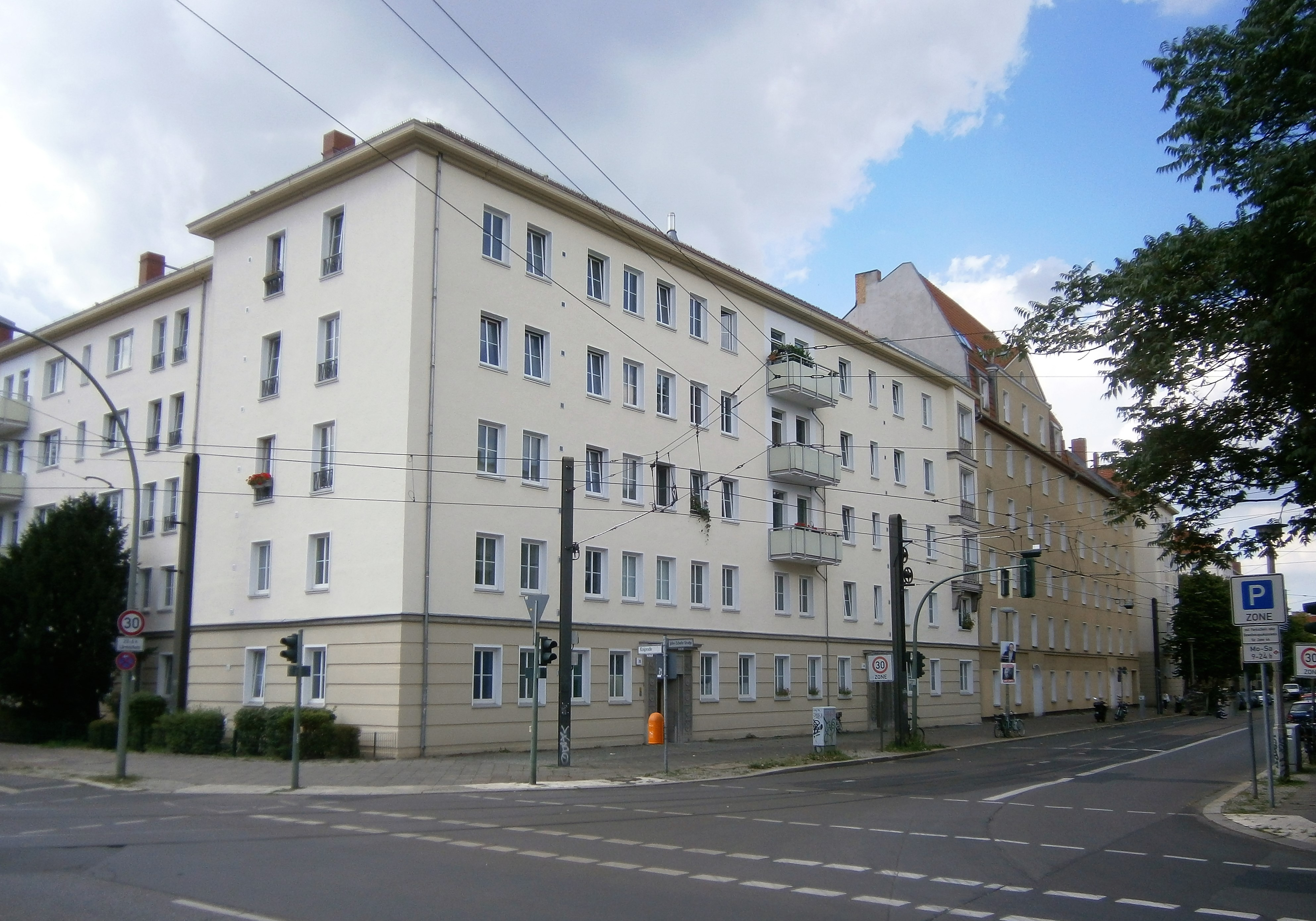
Kniprodestraße in die John-Schehr-Straße

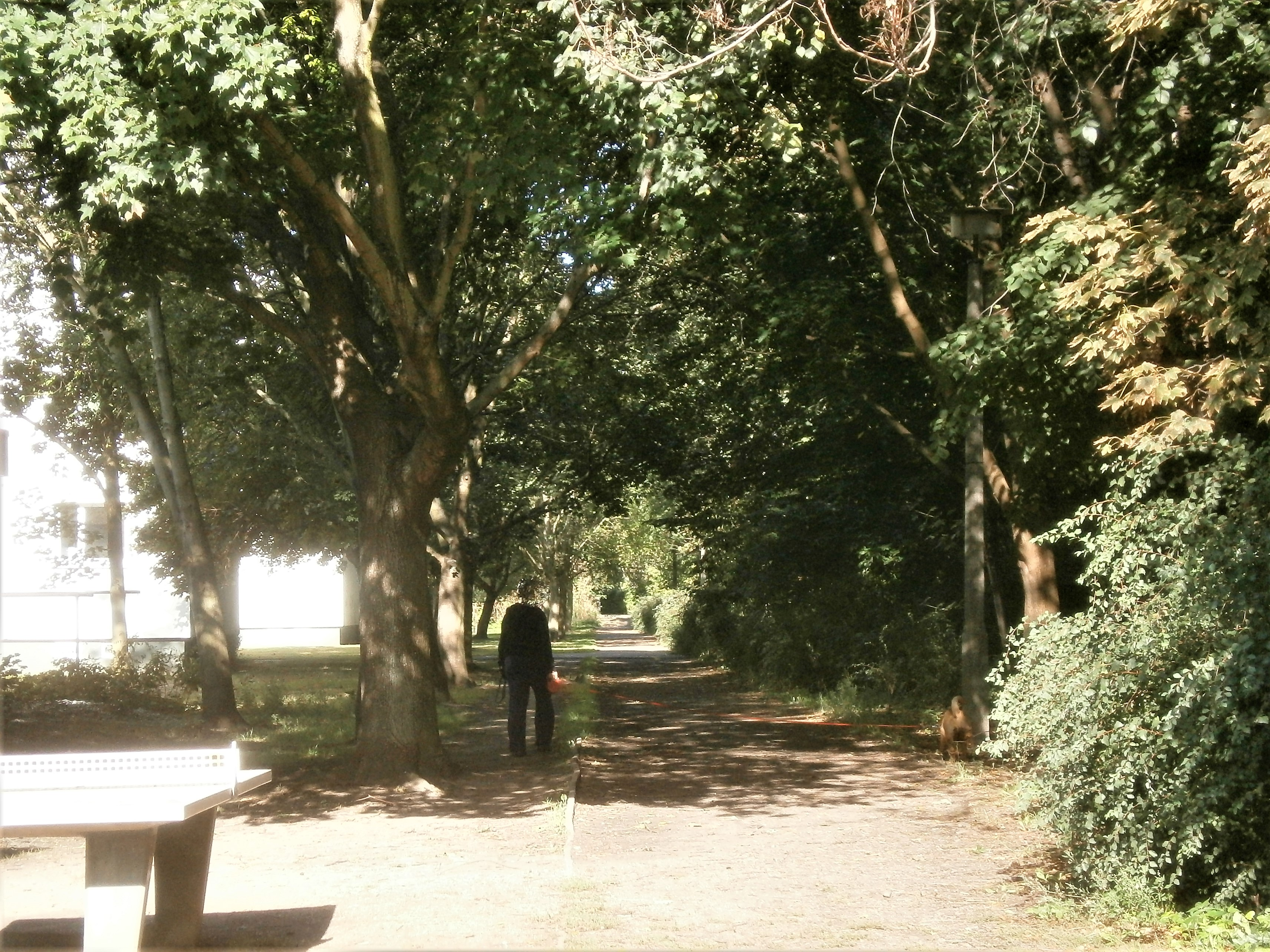
Fußweg der Gürtelstraße von der Kniprodestraße nach West

- Virchowstraße (Lage, 43415): Sie mündet von Osten (gegenüber der Hufelandstraße) am Beginn der Grundstückszählung der Kniprodestraße. Benannt wurde sie am 17. März 1891 (Straße 32, Abt. XIII/2).
- Hufelandstraße (Lage, 41384): Sie mündet von Westen (gegenüber der Virchowstraße) am Ende der Grundstückszählung der Kniprodestraße. Benannt wurde sie am 4. Juni 1904 (Straße 2, Abt. XIII/1).
- Lieselotte-Hermann-Straße (Lage, 40049): Sie mündet von Westen unter der Wohnhausüberbauung 119/119a. Benannt wurde sie am 17. September 1905 als Allensteiner Straße (Straße 2b, Abt. XIII/1) und erhielt am 4. September 1974 den bestehenden Namen Widerstandskämpferin gegen das NS-Regime Lieselotte Hermann.
- Pasteurstraße (Lage, 42210): Sie mündet von Westen zwischen den zurückgesetzten Wohnhäusern Pasteurstraße 51/53 und 50/52 (in Front Kniprodestraße 117/116a und 118/118a. Benannt wurde sie am 4. Juli 1904 (Straße 4, Abt. XIII/1).
- Danziger Straße (Lage, 5750): Sie kreuzt mit einer Breite von 55 m zwei Richtungsfahrbahnen und einer zweigleisigen Straßenbahnstrecke in Mittellage. Das Straßenbahngleis (Wendeschleife) aus der nördlichen Kniprodestraße besitzt an diese Anschluss nach beiden Richtungen. Die Straßenlage hieß seit Beginn des 19. Jahrhunderts Communicationsweg (auch Gürtelstraße). Am 23. Februar 1874 wurde sie amtlich in Danziger Straße benannt[44] und bekam am 5. Januar 1950 mit dem beginnenden Wiederaufbau entlang der Straße den Namen Dimitroffstraße. Wie bei vielen historischen Straßenzügen erfolgte nach der politischen Wende die Rückbenennung, hier am 1. November 1995. Auf der Danziger Straße liegt die Bundesstraße 96a.
- Heinz-Kapelle-Straße (Lage, 41040): Sie mündet von Westen unter der Wohnhausüberbauung 110/110a. Benannt wurde sie am 9. November 1911 als Goldaper Straße (Straße 7e, Abt. XIII/1) und erhielt am 4. September 1974 den bestehenden Namen nach dem Widerstandskämpfer gegen das NS-Regime Heinz Kapelle.
- John-Schehr-Straße (Lage,41681): Sie mündet von Westen und schließt die Straßenbahn-Wendeschleife an die Gleise der Kniprodestraße an. Benannt wurde sie am 9. November 1911 als Kurische Straße (Straße 7, Abt. XIII/1) und erhielt am 4. September 1974 den bestehenden Namen nach dem Widerstandskämpfer gegen das NS-Regime John Schehr.
- Conrad-Blenkle-Straße (Lage): Sie mündet von Osten. Benannt wurde sie am 17. März 1891 als Thorner Straße (Straße 30, Abt XIII/1) und erhielt am 4. September 1974 den bestehenden Namen nach dem Widerstandskämpfer gegen das NS-Regime Conrad Blenkle. Im Berliner Straßenverzeichnis unter 43309 wird sie in der StEP-Klasse III als Ergänzungsstraße geführt.
- Rudolf-Schwarz-Straße (Lage, 40757): Sie mündet als Fußweg von Westen und liegt hinter dem Wohnhaus 103 und dem Flachbau an 102 (Bistro „Zum Schluckspecht“, Bus-Haltestelle). Benannt wurde sie am 29. März 1939 als Ermländische Straße (Planstraße 63) und erhielt am 4. September 1974 den bestehenden Namen nach dem Widerstandskämpfer gegen das NS-Regime Rudolf Schwarz.
- Anton-Saefkow-Straße (Lage, 40201): Sie mündet als Einbahnstraße von Westen am „Volkspark Anton Saefkow“ Ecke Wohnhaus 97. Benannt wurde sie am 29. März 1939 als Gumbinner Straße und erhielt am 29. September 1955 den bestehenden Namen nach dem Widerstandskämpfer gegen das NS-Regime Anton Saefkow. Die Gumbinner Straße hatte als Planstraße Nr. 61 eine Querlage, der bestehende Lauf ergab sich aus der Erstbebauung.
- (Ringbahn): Kniprodestraßenbrücke (Lage). Die Bahn besteht hier seit den 1870er Jahren. Eine Brückenüberquerung war bereits bei den Planungen frühzeitig vorgesehen. Die Bahn unterquert mit zwei S-Bahn- und zwei Fernbahngleisen, die Gleise vom Güterbahnanschluss führen unter der Brücke eingleisig noch 300 m als Stumpfgleis zum Prellbock weiter.
- Storkower Straße (Lage, 42794): Sie kreuzt mit zwei Richtungsfahrbahnen. An der Nordostecke steht zurückgesetzt ein von zehn auf Zwölf Geschosse ansteigendes Verwaltungshochhaus (Storkower Straße 97) im Südwesten das 18-/21-geschossige Wohnhochhaus Storkower Straße 108. Beide sind 50 m von den Straßenecken zurückgesetzt. An der Westseite schließt das viergeschossige Eckwohnhaus Storkower Straße93/95 nach Norden ab und nach Süden ist die Straßenecke ebenfalls offen bis an die Wohnzeile Storkower Straße 90–82 (gerade), an der Kniprodestraße entlang 50 Meter zur Wohnzeile 94–96 (fortlaufend). Benannt wurde sie am 12. Mai 1910 (Straße 12, Abt. XII/1) von Westen bis an die Kniprodestraße. Am 9. August 1929 wurde sie bis zur Landsberger Allee weitergeführt.[45]
- Einsteinstraße (40697): Sie liegt mit den Wohnzeilen Einsteinstraße (15b–)15d und 16a–16d hinter einer (knapp) 20 m breiten Grünfläche parallel an der Westseite der Kniprodestraße und mündet in die Hanns-Eisler-Straße. Es bestehen zwei Fußwege, wovon einer mit dem Straßenschild an der Kniprodestraße von Westen (Lage) mündet, der andere führt zur Bushaltestelle (Lage). Die Straße wurde mit einem Neubaugebiet mit Q3A-Bauten von Mitte der 1960er Jahre im Norden an der Storkower Straße neu angelegt und am 14. Februar 1964 benannt. Bevor der WBS.Block 15a-15d - errichtet war mündete die Einsteinstraße direkt an der Kniprodestraße.
- Stedinger Weg (Lage, 42767): Er mündet von Osten her, gegenüber der Hanns-Eisler Straße. Benannt wurde er (Straße 41) am 27. Februar 1936.[46]
- Hanns-Eisler-Straße (Lage, 43810): Sie mündet von Westen her, gegenüber vom Stedinger Weg. Sie begrenzt das Mitte die 1970er Jahre entstandene WBS70/11-Großsiedlung (Mühlenkiez, 10.000 Einwohner) im Westen und Norden und liegt zwischen Thomas-Mann- und Kniprodestraße. Namensgebend war der österreichische Komponist Hanns Eisler.
- Altenescher Weg (Lage, 40061): Er mündet von Osten her. Die 360 Meter lange Planstraße 37 erhielt ihren Namen am Nordrand der Einfamilienhaussiedlung am 27. Februar 1936. Die Straßennummer ist.
- Michelangelostraße (Lage, 41961): Die Michelangelostraße führt den Verkehr als Hauptstraße nach Westen. Eine Planung sieht die Verlängerung nach Osten zwischen Gewerbefläche und Kleingartenanlage Richtung Lichtenberg vor.
- Gürtelstraße (Lage): Die Gürtelstraße läuft entlang der Ortsteilgrenze zu Weißensee und dadurch an der (Süd-)Mauer zum Jüdischen Friedhof. besteht die Gürtelstraße bis an die Kniprodestraße als Fußweg. Zwischen den drei Querzeilen der Q3A-Wohnbebauung Michelangelostraße (101–107, 109–115, 117–123, jeweils ungerade) und dem Baumgrünstreifen an der Friedhofsmauer besteht ab Haus 25 (eine Kita) ein Fußweg. Im Berliner Straßenverzeichnis steht die Gürtelstraße mit Nummer 41140 und durchgehend RBS-Klasse „STRA“, davon gehören 470 Meter zum Ortsteil Weißensee von der Berliner Allee her. Zur Kniprodestraße liegen 840 Meter in Prenzlauer Berg, zugeordnet sind davon 180 Meter als Bezirksstraße, 80 Meter gehören zur Okstra-Klasse „N“, sonstige Nutzer/Verantwortliche. Die Restlänge an die Kniprodestraße ist im amtlichen Plan unspezifisch als 25 Meter breiter Grünstreifen aufgenommen: Baumstreifen und der Fußweg.

#### Ehemalige Straßen
Östlich der Kniprodestraße lag zwischen Virchowstraße und Danziger Straße das damalige Wohngebiet um die Bardelebenstraße, das von der SS 1945 für das freie Schussfeld vom Berg im Friedrichshein gegen die anrückende Rote Armee zerstört wurde.
Die folgenden Querstraßen wurden aufgehoben oder „anderweitig eingestellt“.
- Schönlanker Straße (Lage): Die Straße 31a Abt. XIII/1 des Bebauungsplans wurde am 23. August 1905 benannt. Sie mündete ungefähr gegenüber der Goldaper Straße (seit 1974: Heinz-Kapelle-Straße).[48] Am 4. September 1974 erhielt der verbliebene Abschnitt den Namen Ernst-Fürstenberg-Straße. Die ursprünglich an die Kniprodestraße führende Trasse mit Gartenamt und Feuerwache wurde Mitte der 1950er Jahre mit Grundstück Kniprodestraße 21 verplant und durch Grundstücksbebauung mit der Wohnzeile Kniprodestraße 17–23 verkürzt. Von dem Abschluss an der Erich-Boltze-Straße (vormals: Gnesener Straße) besteht eine Lücke zwischen den beiden Wohnblöcken 12/14 zu 15/17 (fortlaufend) zur Grün-/ Brachfläche im Innenblock, aber insbesondere der Garagenanlage. Namensgebend war die (jetzt polnische) Stadt Schönlanke.
- Bardelebenstraße (Lage): Die Planstraße 31, Abt. XIII/1 des Bebauungsplans wurde am 1. September 1897 benannt. Sie verlief gegenüber der Pasteurstraße zwischen Kniprodestraße 6 und 8 ostwärts 115 m zur Werneuchener Straße (5. November 1993: Margarete-Sommer-Straße) an der Bezirksgrenze Friedrichshain. Bei den Planungen zu innerstädtischen Baumaßnahmen wurde sie um 1964 eingezogen. Namensgebend war der Chirurg Bardeleben, Direktor der Chirurgischen Klinik der Charité.
- Friedeberger Straße: Sie war eine Parallelstraße zwischen Danziger und Pasteurstraße. Mit dem Wohnblock wurde sie in den 1950er Jahren überbaut, es besteht allerdings noch eine am Arnswalder Platz mündende Stichstraße.
- Meubrinkstraße: In Verlängerung der Carmen-Sylva-Straße (seit 1954: Erich-Weinert-Straße) war die Planstraße 13, Abt. XIII zwischen Greifswalder und Kniprodestraße trassiert und wurde am 9. November 1911 nach dem Berliner Kommunalpolitiker Friedrich Meubrink (1844–1908) benannt.[49] Die Meubrinkstraße mündete an der Kniprodestraße von Westen gegenüber in Höhe zwischen von Altenescher und Stedinger Weg.[48] Die Wohnbebauung wurde durch die bauliche Entwicklung zwischen 1932 und 1934 nicht mehr weitergeführt. Als Straße ist sie im Plan nur 100 Meter verzeichnet, die Führung zur Kniprodestraße als Trasse Nr. 58 eingezeichnet. Im Adressbuch ist sie als „unbebaut“ aufgenommen,[50] auf dem geplanten Straßenlauf stand während und nach dem Krieg eine Laubenkolonie/Kleingartenanlage und der Straßenname ging verloren.
- Lycker Straße: Gegenüber der Thorner Straße (seit 1974: Conrad-Blenkle-Straße) war die Planstraße 9 (Abt. XIII/1) trassiert und mit weiteren umgebenden Straßen wurde sie am 9. November 1911 als Lycker Straße[51] benannt. Im Erstplan verlief sie von Ecke Kniprodestraße nach Nordwesten bis Greifswalder Straße nahe Gumbinner Straße (seit 1955: Anton-Saefkow-Straße).[48] Der Straßenzug wurde mit der Erstbebauung in der „Grünen Stadt“ gelöscht, deren Straßen wurden rechtwinklig gelegt.[52]
- Pregelstraße: Sie war nach dem Straßenbild im Adressbuch von der Kniprode- zur Greifswalder Straße vorgesehen und lag parallel zwischen Gumbinner Straße und Ringbahn. Nach der Erstplanung wohl auch parallel zur Kniprodestraße.[53] Der Name wurde am 29. März 1939 nach dem ostpreußischen Fluss Pregel vergeben. In der jetzigen Lage als Werner-Kube-Straße wurde die Pregelstraße mit der Erstbebauung fixiert.

#### Straubeplan von 1910
Die Kniprodestraße ist auf dem Straubeplan von 1910 mit den Planungen der Nebenstraßen vor dem Ersten Weltkrieg aufgenommen. Einige dieser vorgesehenen Trassen wurden realisiert. Auf der Westseite sind Bebauungen bis an die Danziger Straße (damals: Elbinger Straße) und östlich bis zum „Straßenbahnhof“ (in Höhe Nr. 25) vorhanden. Alle genannten Straßen gehörten zur Abteilung XIII. Seither wurden Trassen der Planstraßen 7e (Heinz-Kapelle-Straße), 7b (John-Schehr-Straße) und 7d (Anton-Saefkow-Straße) umgesetzt. Die in Fortsetzung der Thorner (seit 1974: Conrad-Blenkle-)Straße angegebene Straße 9a wurde zwar benannt aber letztlich überbaut. Auch Straße 9 (Lage) die parallel zur Ringbahn gelegen hätte, wurde nicht bebaut und läge in Volkspark Anton Saefkow, parallel zur Anton-Saefkow-Straße, eine zur Ringbahn parallele Fortsetzung nach Osten ist ebenfalls vergessen.
Nördlich der Ringbahn sind die vorgesehenen Trassen und die Nutzung der Umgebung als Laubenkolonien, bei erfolgten Neuplanungen stärker geändert worden. Die Storkower Straße findet sich in der Trasse der Straße 12 (westlich) und Straße 28 (südöstlich) wieder. Die Michelangelostraße ist ebenfalls in den Planungen als Straße 40a bereits vorgesehen, in deren Fortsetzung nach Osten wäre der Platz CII von 100 Breite und 200 Länge entstanden. Geplant war an der Gemarkung Weißensee (Jüdischer Begräbnisplatz) die kreuzende Straße 15a, die zum Teil als Gürtelstraße angelegt ist. Anzumerken ist der vorhandene Alte Weg (Lage), der zur Birkenstraße der KGA „Neues Heim“ wurde. Für 1910 ist in ungefährer Lage des Pieskower Weg ein Privatweg eingezeichnet, der zur Kniprodestraße (Lage) reichte. Zu diesem parallel ist die Straße 13 (Meubrinkstraße, Lage) geplant, die nunmehr in der Großsiedlung als Thomas-Mann-Straße beginnt, allerdings bis zur Kniprodestraße verlaufen wäre. Die Lage hier entspräche der Mündung der Hanns-Eisler-Straße. Fortgesetzt als Planstraße 24, aber dem „Ringbahnknick“ folgend. Die Straße 14a (nach West, entsprechend Hanns-Eisler-Straße 56–68, Lage) und Straße 23a waren zu diesen parallel geplant. Den dreieckigen Platz KII hätten Kniprodestraße, Straße 24a und eine direkt nach Osten führende (breitere) Straße 22a Lage gebildet. Die Straße 23a hat eine noch nachvollziehbare Realisierung: deren Südrand wäre die Begrenzung des Gewerbegebiets Storkower Straße zur KGA „Neu-Berlin“ geworden. Daraus ist wohl ersichtlich, dass vor den 1970er Neuplanungen diese über hundert Jahre alten (geplanten) Trassen auch als Anlagenwege der Laubenkolonien und Kleingärten genutzt waren. Außer jenen geplanten Querstraßen zur Kniprodestraßen gab es zu dieser parallele oder schräge Trassen auf den Acker- und Kolonieflächen zwischen Greifswalder Straße und nach Osten (bis Oderbruch- teilweise Landsberger Straße).

### Grün- und Freiflächen
An die Kniprodestraße grenzen mehrere Grünflächen, Kleingärten und Parks.
- Volkspark Friedrichshain: Er liegt im Süden entlang von Virchowstraße und Am Friedrichshain.
- Statt der kriegszerstörten Wohnhäuser Kniprodestraße 1–15 besteht bis an das Parkgelände des Friedrichshains eine grüne Freifläche von drei Hektar im Karree Kniprode-, Danziger, Margarete-Sommer-, Virchowstraße.
- Anton-Saefkow-Park: er liegt nach Osten an der Bahn zwischen dem vormaligen Güterbahnhof und der Anton-Saefkow-Straße. Es handelt sich um eine 7,5 ha große Fläche auf der um 1950 Trümmer von Ruinen der Innenstadt abgelagert wurden.
- An der östlichen Straßenseite liegt eine Grünfläche (0,4 ha) zur Einsteinstraße.
- An der Kniprodestraße nördlich der Kreuzung Storkower Straße vor dem „Gewerbegebiet Storkower Straße“ liegen 0,9 ha einer grünen Buschzone, zu der auch die Parkplätze vor den beiden Gewerbegebäuden Storkower Straße 99 und 101 gehören.
- Östlich der Kniprodestraße beginnt die KGA „Neu Berlin“[56] hinter den Wohnhäusern des Stedingerwegs. Deren Parzellen grenzen an das „Gewerbegebiet Storkower Straße“, das bis in die 1960er Jahre ebenfalls zur Kleingartenanlage „Vereinige Bauern vom Berge“ gehörte.
- Die „Siedlung Stedingerweg“ ab Ostseite Kniprodestraße zwischen Altenescher und Stedingerweg bedeckt nahezu 10 ha, weiter östlich anschließend der Volkspark Prenzlauer Berg.
- In den Bogen zur Michelangelostraße hinein befindet sich der „Sportplatz Hanns-Eisler-Straße“ an der Westseite hinter einem schmalen Grünstreifen mit Büschen.
- „KGA Neues Heim“:[57] Sie liegt (mit den anlageneigenen Privatwegen Birkenstraße und Rosenstraße) im Zuge einer nach Flächennutzungsplan möglichen Verlängerung der Nordosttangente des Straßenrings auf dem „Hauptweg“. Letzterer führt zwischen den Kleingärten und der Gewerbefläche (vormals Recyclinghof und Gartenamt) nach Osten. Die KGA wurde 1908 gegründet.
- An der Friedhofsmauer entlang vom Ortsteil Weißensee liegt ein Grünstreifen in Verlängerung der Gürtelstraße von der Kniprodestraße nach Westen.

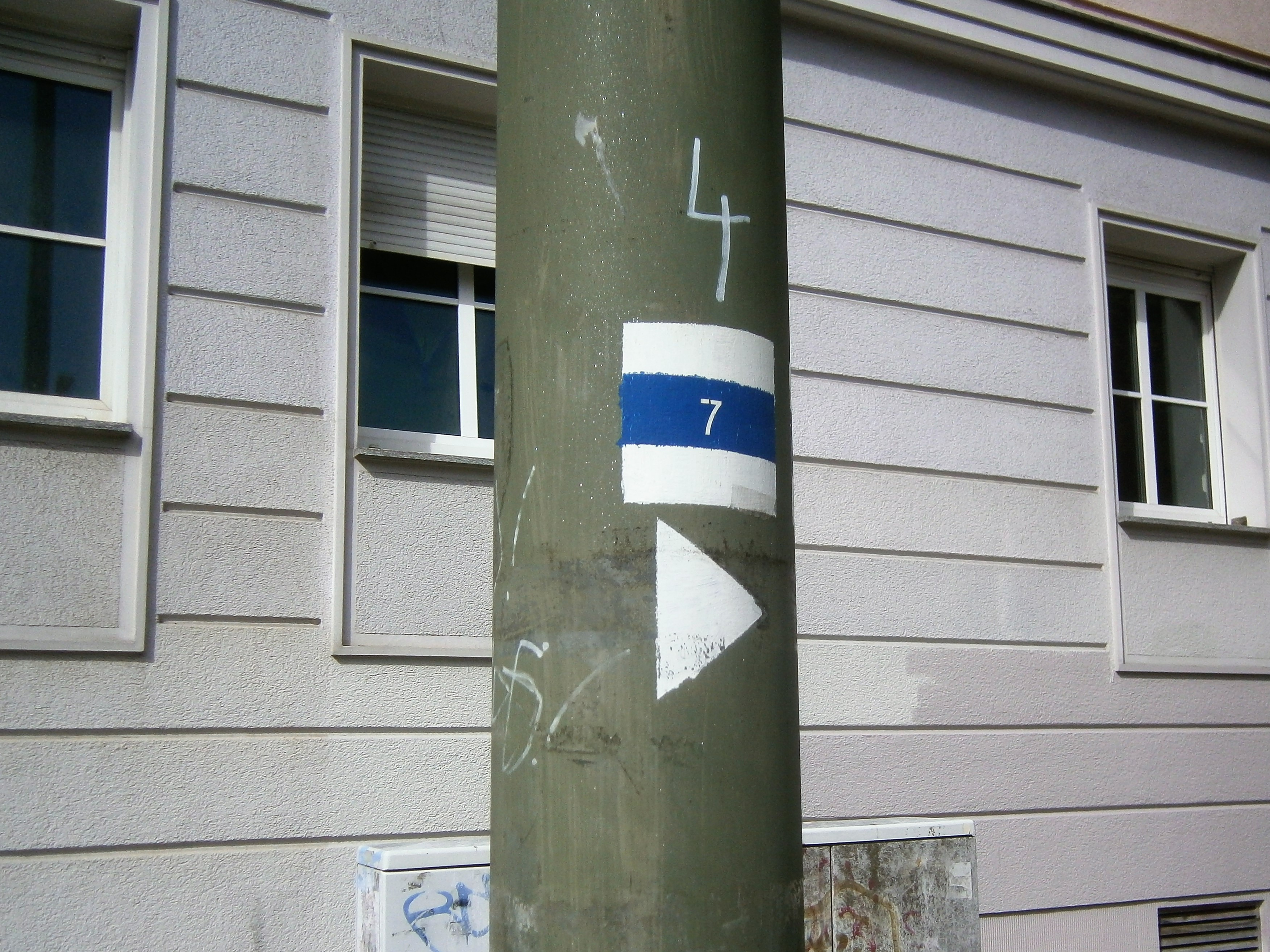
Markierung Hönower Weg (nahe dem Haus 119)

Von den 20 grünen Hauptwegen Berlins treffen zwei auf die Kniprodestraße.
- Innerer Parkring: Er kreuzt die Kniprodestraße von der Conrad-Blenkle-Straße in den „Volkspark Anton Saefkow“ hinein führend. Der insgesamt 52 Kilometer lange Rundweg umschließt die Berliner Innenstadt und verbindet große und kleine Parkanlagen mit grünen Nischen.
- Hönower Weg: Er beginnt am Märchenbrunnen und führt über den Arnswalder Platz und die Bötzowstraße in den Anton-Saefkow-Park zur Kniprodestraße oder ersatzweise die Kniprodestraße weiter. Die Brücke führt ihn über die Ringbahn zur Storkower Straße und durch den Einsteinpark zur Michelangelostraße, wo er über die Kniprodestraße zum Volkspark Prenzlauer Berg kreuzt. Der Endpunkt des Hauptwegs 7 liegt in Hellersdorf am U-Bahnhof Hönow.

## Geschichte der Straße

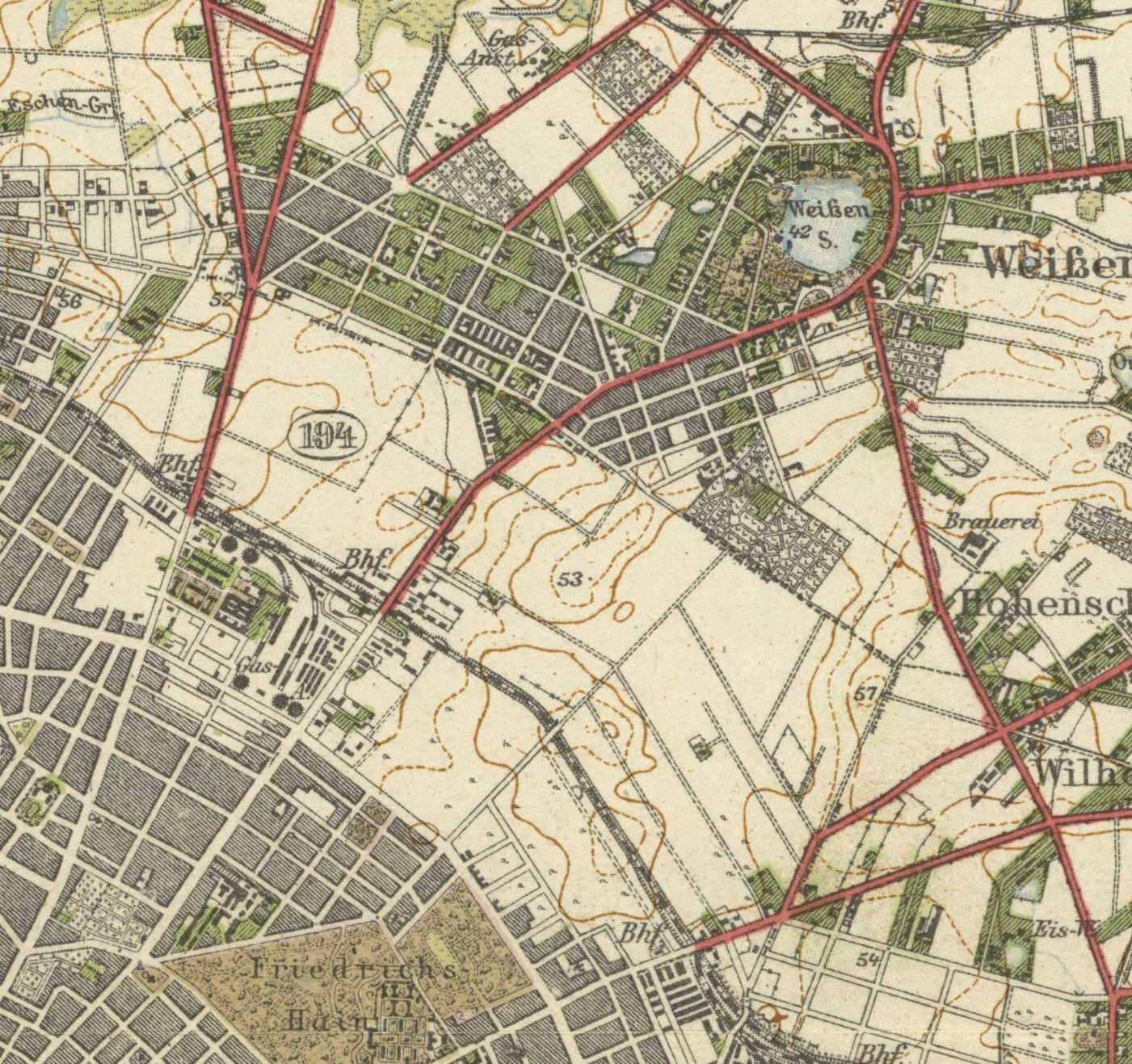
Kniprodestraße in den drei Abschnitten, 1913

Im Jahr 1913 (in der Zeit vor dem Ersten Weltkrieg und der Inflation) ist die Trasse in den Entwicklungsphasen erkennbar:
1. Am Friedrichshain: 1880 benannt, zwischen Park und Schweizer Garten entlang
2. Vom Park zur Ringbahn: bebaut mit Gründerzeithäusern (Bötzowviertel) und Bebauung noch im Plan (Grüne Stadt)
3. Ringbahn und Gürtelstraße, Laubengelände: unbebaut und Planung noch offen
4. Weißenseer Territorium: Jüdischer Friedhof und Anschluss zur Chaussee, erst ab 1920 in Planungshoheit für Groß-Berlin.

Die Brockhaus-Karte von 1894 zeigt für Weißensee einen Weg in Trassenlage jenseits vom Friedhof. Bis an den Friedhof in (Alt-)Berlin ist die Trasse fixiert, die Straße angelegt. Luftbilder von 1928 zeigen die Bebauung südlich und im Norden nahe der Danziger Straße, von der Kurischen Straße und dem Straßenbahnhof landwärts befinden sich Kleingärten und Laubenkolonien. Deutlich hebt sich auch der Korridor durch den Jüdischen Friedhof ab.
Die Straße Am Friedrichshain, als Anbindung der Kniprodestraße, wurde aus den Straßen 25, 2 und 32 der Abth. XVIIII des Bebauungsplans laut Allerhöchster Cabinetts-Ordre vom 6. September 1880 wegen ihrer lage an dem im Jahre 1845 angelegten Friedrichshain benannt.

### Verlorener Weg

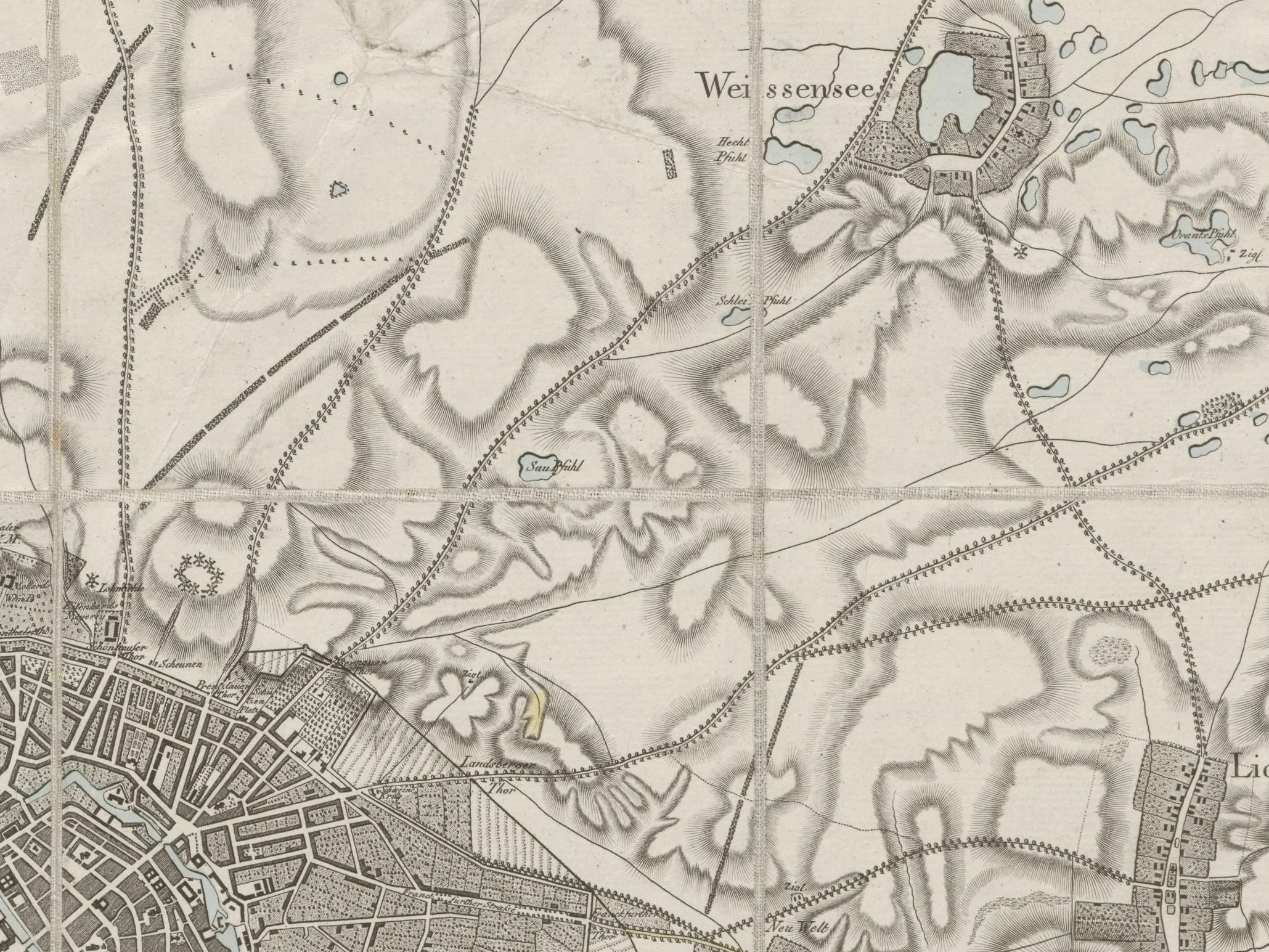
Weg vom Bernauer Thor (1802) in Richtung Oranke-Pfuhl

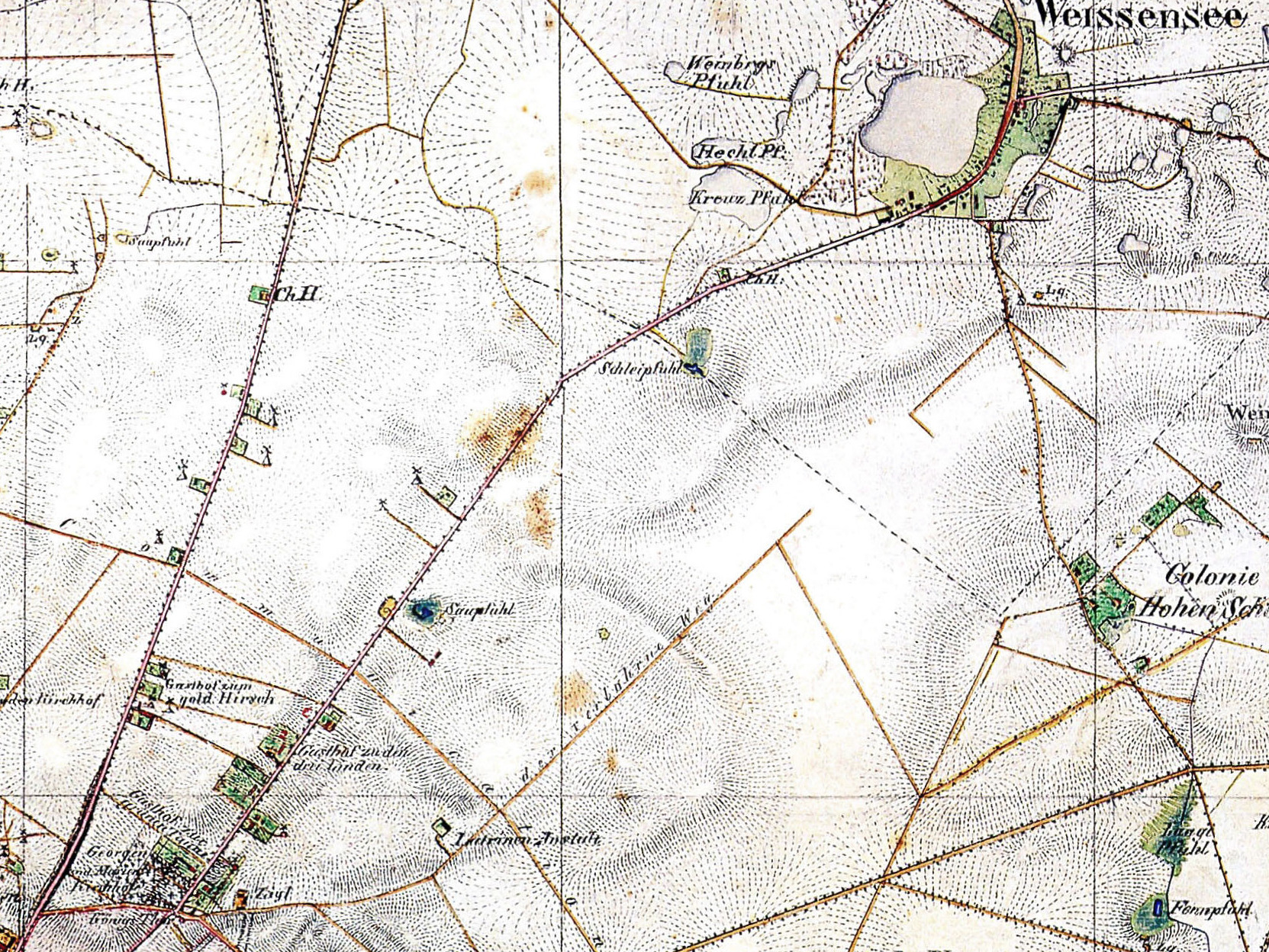
„Verlohrener Weg“ auf dem Urmesstischblatt, 1840

Ein Feldweg vom Bernauer Tor in die ‚Umgegend‘ zwischen Bernauer und Landsberger Chaussee existierte schon im 18. Jahrhundert. Er führte außerhalb der Akzisemauer östlich der Greifswalder Straße vom Königstor (vorher: Bernauer Tor) nach Nordost auf die Felder der Ackerbürger und insbesondere der Familie Bötzow ab, der Weg kreuzte sicher die Weißensee-Lichtenberger Chaussee. Dieser Weg bot bis zum Wegfall der Akzisemauer in den 1860er Jahren (wohl vor allem) den einzigen Zugang zum 1848 fertiggestellten Park des Friedrichshains. Auf dem Schroppschen „Neuesten Bebauungsplan von Berlin mit nächster Umgebung“ von 1863 ist der Verlorene Weg bis zur Weichbildgrenze am Rand nach Weißensee dargestellt. Auf dem General-Bebauungsplan (Hobrechtplan) ist der (Verlorene) Weg – am Friedrichshain entlang – bis zum Anschluss an die Weißensee–Lichtenberger Chaussee weitergeführt. Die breite Trasse der Straße 25 Abt. XIII/1 ergänzt diese Wegführung zwischen der Nordecke des Friedrichshains (Straße 2, seit 1904 Hufelandstraße und Straße 22, seit 1891 Virchowstraße) und einer nicht näher markierten äußeren Begrenzungsstraße, die ab Höhe Weißensee Chausseehaus jenseits der Straße 15.
Spätestens beim Anlegen des Friedrichs Hains in den 1840er Jahren kam der Wegelauf an die westliche Seite des Parklandes. Gegenüber vom Friedrichshain konnte sich der Bier- und Kaffeegarten (Schweizergarten) aus dem Biergarten der Aktien-Brauerei Friedrichshain (Weißbierbrauerei, Lipp’s Brauerei) entwickeln oder das Scharivari-Theater an die Greifswalder Straße hin. Die frühzeitige Entwicklung dieses südlichen Abschnitts vom Verlorenen Weg wurde mit der Namensvergabe Am Friedrichshain im Jahr 1880 dokumentiert. Damit besaß ein Teil des Verlorenen Wegs einen am 28. Oktober 1880 vom Magistrat vergebenen Namen. Die Benennung des weiteren Straßenabschnitts (Virchowstraße/Am Friedrichshain bis Elbingerstraße) als Kniprodestraße folgte 1901. Im Adressbuch zu 1900: „NO Verlorener Weg (In Vorschlag gebracht: Kniprodestr.)“

### Straße 25 (Abt. XIII/1)

Karte 1929

Spätestens mit dem Wegfall der Akzisemauer in den 1860er Jahren wurde die Berliner Umgegend bis zur Weichbildgrenze zum Stadtland. Im 1862 aufgestellten General-Bebauungsplan wurde die Trasse des „verlorenen Wegs“ Richtung Weißenseer Flur verlängert. Von Stadtbaudirektor Hobrecht als Straße 25, Abt. XII/1 im Bebauungsplan eingetragen erschloss sie vom Friedrichshain aus das Gelände zwischen der Chaussee nach Weißensee (Greifswalder Straße) und der Landsberger Straße. Im Adressbuch 1900 ist noch Verlorener Weg aufgeführt sowie in Vorschlag gebracht: Kniprodestraße. Das Straßenbild zeigt den Verlorenen Weg zwischen Virchowstraße (Ost) / Am Friedrichshain (West), nach Osten abgehend BardelebenStraße, die Elbinger Straße kreuzend, nach Osten abgehend Thornerstraße, Ringbahn. Die Kniprodestraße im Adressbuch 1902 wurde dagegen zwischen an der Virchowstraße (Ost) / Am Friedrichshain (West) und Elbinger Straße angegeben. Nummer 1 mit dem Achtparteienhaus zusammen auch Virchowstraße 10. Von Osten mündete die Barleben-Straße, versetzt von Westen die Straße 4a.
Im Jahr 1905 erfolgte die Bebauung der Kniprodestraße zunächst südlich der Elbinger Straße während bis zur Weißenseer Feldmark im Adressbuch Bauland verzeichnet wurde. Hauseigentümer waren zehn Maurermeister, zwei Zimmermeister, ein Bauunternehmer, eine Bauklempnerei, ein Malermeister, ein Stadtbauingenieur, zwei Fabrikanten, drei Rentiers, ein Rentner, ein Milchhändler, ein Fuhrherr, zwei Kaufleute, ein Tierarzt, also 16 von 27 aus der Baubranche. 1910 waren nach Norden die Mietshäuser Kniprodestraße 16–20 und im Innenblock eine Feuerwache (an der Schönlanker Straße) fertiggestellt, die 272. Gemeindeschule und der Städtische Straßenbahnhof (nördlich der Thorner Straße) mit Gleisanschluss von der Elbinger Straße eingerichtet. Die Fahrbahnbreite betrug 15 Meter und die Straßenbreite zwischen den Grundstücksgrenzen 35 Meter, die Brücke war 45 Meter lang und mit Gehwegen 15 Meter breit. Jenseits der Bahn gab es umfangreiche Trassen für Planstraßen.
Bei den alliierten Luftangriffen wurden die Bauten der 1910er Jahre entlang der Kniprodestraße schwer getroffen. Betroffen waren sowohl das Bötzowviertel als auch Häuser der Grünen Stadt. Die entstandene Ruinenlandschaft am Rand des Friedrichshain wurde als „Tote Stadt“ bezeichnet. Nach dem Beräumen der Trümmerflächen wurde in den 1950er Jahren eine neue Wohnbebauung geschaffen.
Die Einfamilienhaus-Siedlung (zwischen Steengraven- und Süderbrokweg) war weitestgehend bis 1930 entstanden. Auf der Trasse der jetzigen Michelangelostraße wurde in den 1920er Jahren durch das unbebaute Gebiet zwischen Prenzlauer Berg und Weißensee die Golpa-Hochspannungsleitung gezogen, die im Laufe der 1950er Jahre niedergelegt wurde. Die zunächst freie Gegend nördlich der Ringbahn wurde in den 1960er Jahren um die Einsteinstraße bebaut. Ohne bis an die Kniprodestraße zu reichen, folgte auf vorherigem Kleingartengelände die Großsiedlung (Mühlenkiez) in den 1970er Jahren. Das „Gewerbegebiet Storkower Straße“ mit den Standardbauten entstand seit 1970 bis Mitte der 1970er Jahre.

### Verlängerte Kniprodestraße

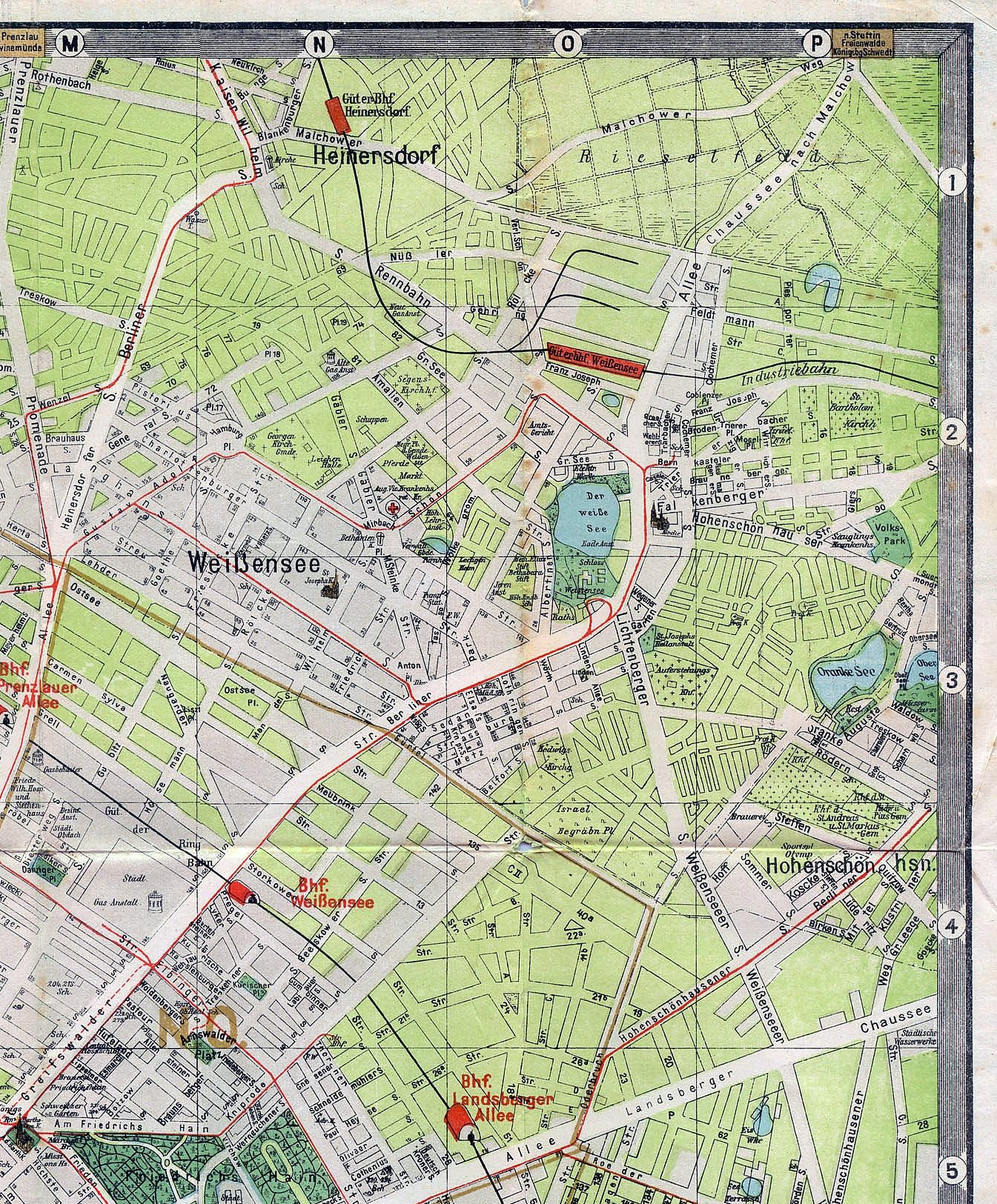
Kniprodestraße und Planung, 1920

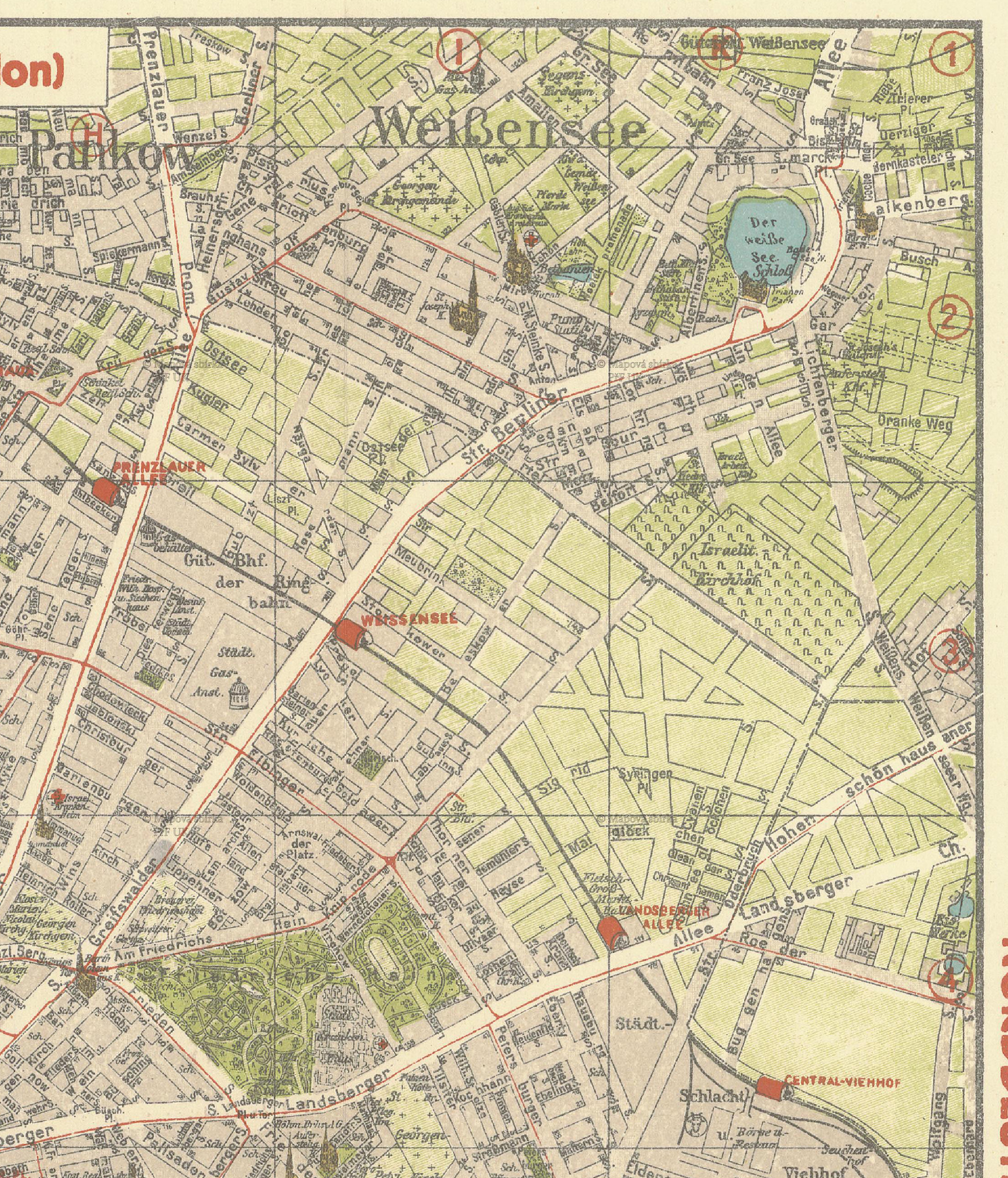
Der Kniprode-Straßenzug um 1926, im Bild rechts oben

Der Verlorene Weg findet sich auf alten Karten über die Berliner Weichbildgrenze hinaus bezeichnet, er schließt dabei an die Chaussee zwischen Weißensee und Lichtenberg an. Auf diesem Lauf des Wegs wurde um 1870 von der jüdischen Gemeinde Berlins auf Weißenseer Feldmark Gelände erworben, ab 1880 der flächenmäßig größte erhaltene jüdische Friedhof Europas angelegt. Vom Jüdischen Friedhof wurde die (wohl schon bei) Hobrecht vermerkte weitere Trasse für die Kniprodestraße an der Berliner Gürtelstraße begrenzt. Der Korridor durch den Friedhof wurde bestattungsfrei gehalten. Mit der Bildung von Groß-Berlin 1920 ging die Planungshoheit von der Gemeinde Weißensee an die Stadt Berlin über. Durch den Ortskern von Weißensee führte seit 1828 die Straße Berlin–Schwedt–Stettin (B 2) und seit 1806 die Kunststraße von Berlin nach Werneuchen. Es bestand der „Wunsch“, für den erwarteten Verkehr eine Umgehungsstraße zu schaffen. Für diese Straße 90 war die Verlängerung der Kniprodestraße naheliegend. Die Kniprodeallee wurde um 1930 östlich von Weißensee nordwärts der Lichtenberger Straße von der Hohenschönhauser Straße (durch Buschallee ersetzt) zunächst als Stichstraße angelegt. Auf dem Schwarzschen Nachkriegs-Stadtplan ist die Kniprodeallee als Planung durch den Jüdischen Friedhof und weiter über den Verlorenen Weg, die Lichtenberger Straße, am Auferstehungsfriedhof vorbei, weiter durch Kleingärten zum Platz 30 (Buschallee und Hohenschönhauser Straße) zwischen Giersstraße und Kinder- und Säuglingskrankenhaus mit Anschluss in die Falkenberger Straße eingezeichnet. Im Jahr 1987 (mit Planungen zur 750-Jahr-Feier in der geteilten Stadt) wurde nochmals eine ‚Verlängerte‘ Artur-Becker-Straße in der Führung durch oder über den Friedhof in AngmapId=k_luftbild1928@senstadtriff genommen. Nach vorbereitenden Arbeiten wurde der Bau abgebrochen. Die Hansastraße als Folgebau endet von Norden her an der Indira-Gandhi-Straße (vormals Lichtenberger Straße).

## Zur Bebauung am Straßenzug

Neubeginn nach 1945
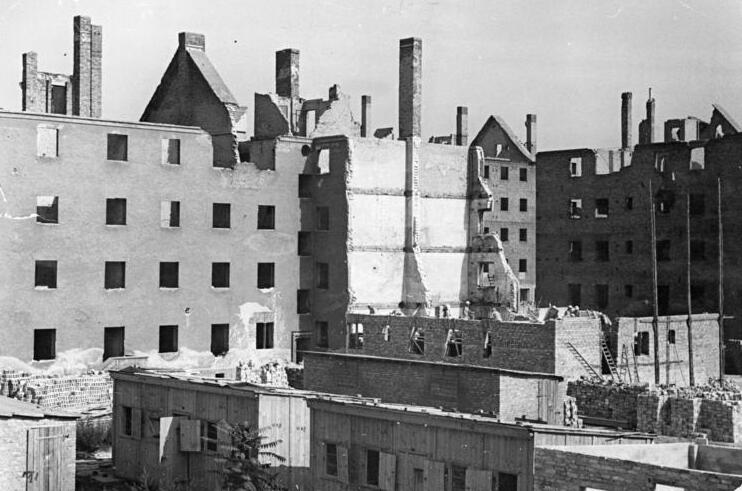
Baustelle und Ruinen (1951)
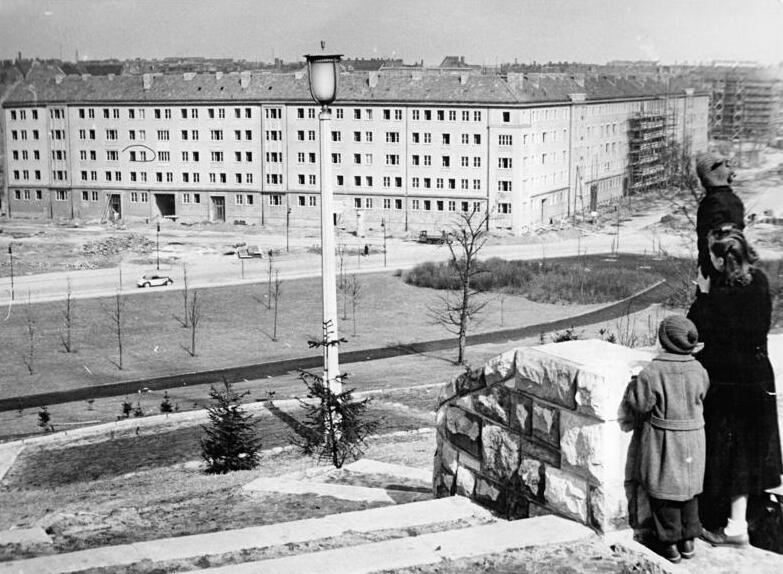
Kniprodestraße (1955)
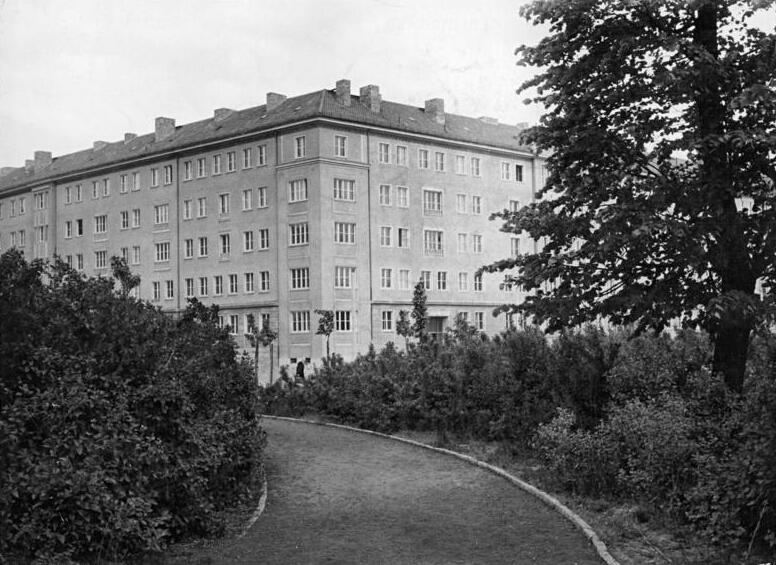
Kniprode-/ Hufelandstraße (1955)
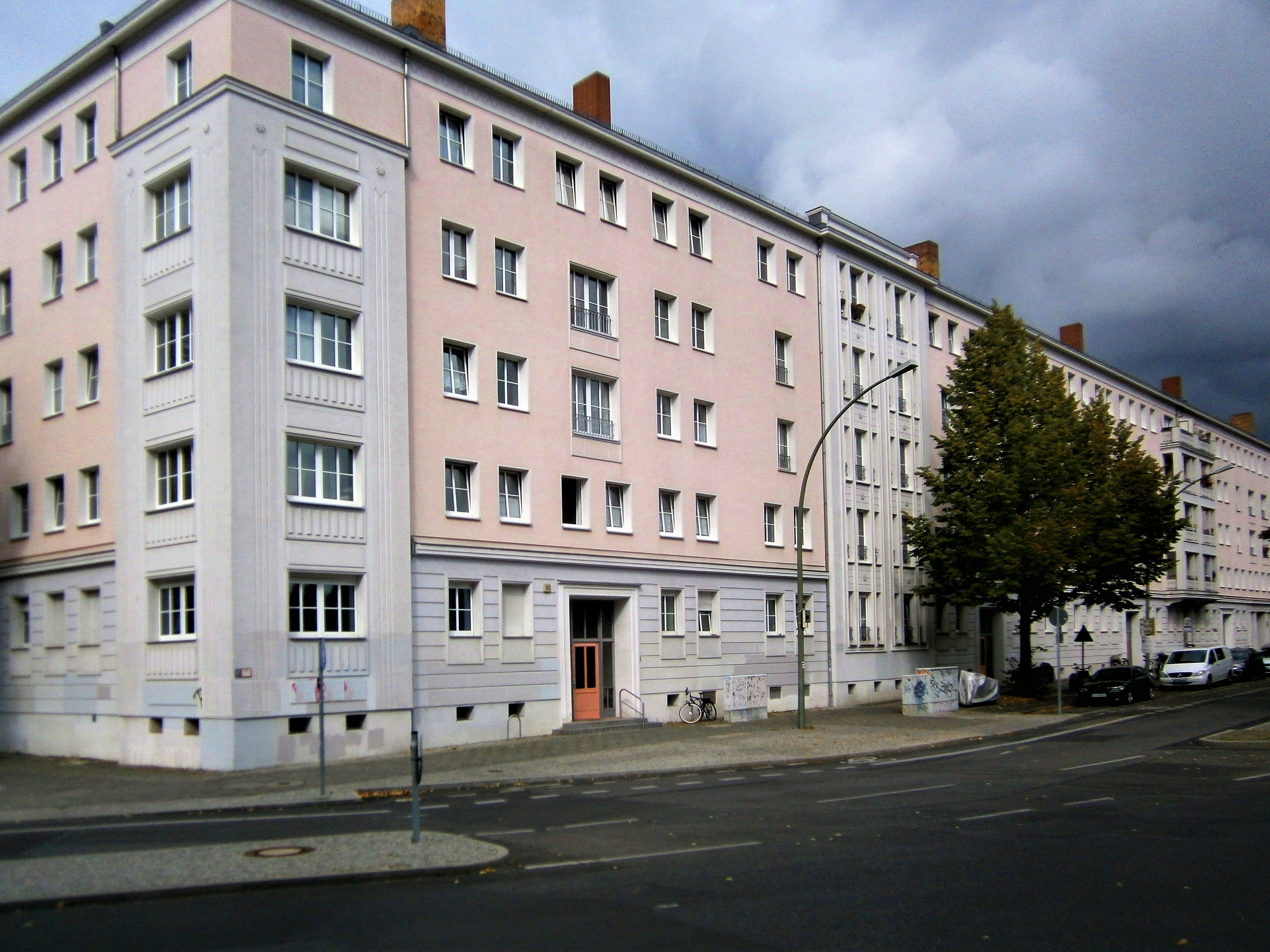
Kniprodestraße 12–27 / Hufelandstraße (2017)
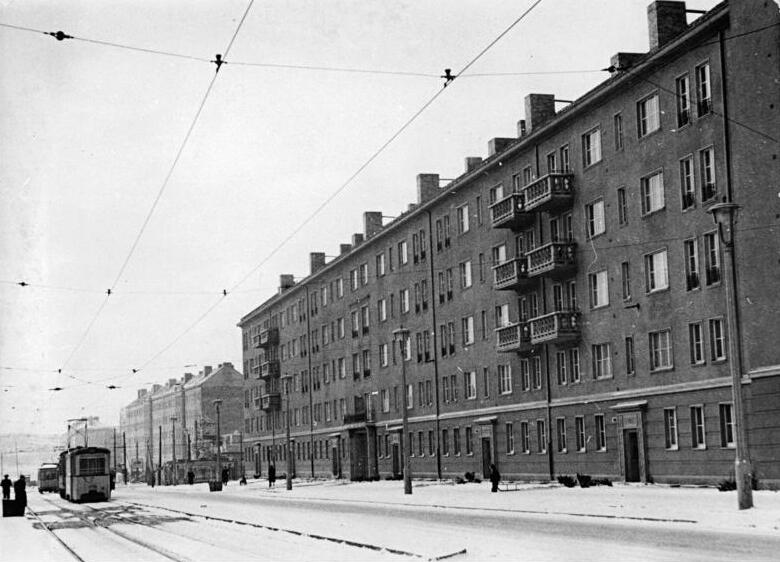
Häuser 109–111a

Kniprodestraße, 2017
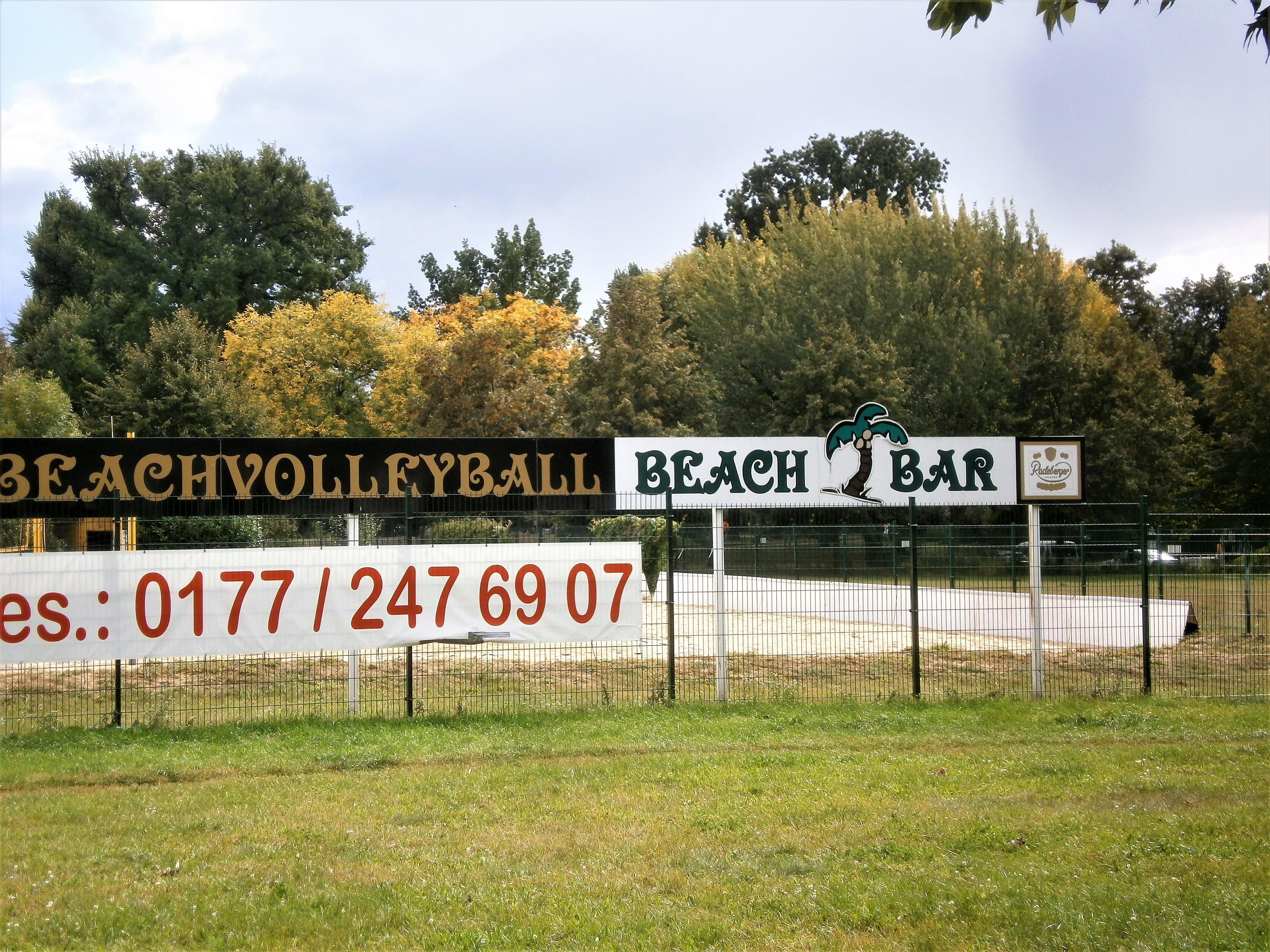
BeachVolleyball (Nrn. 1–15)
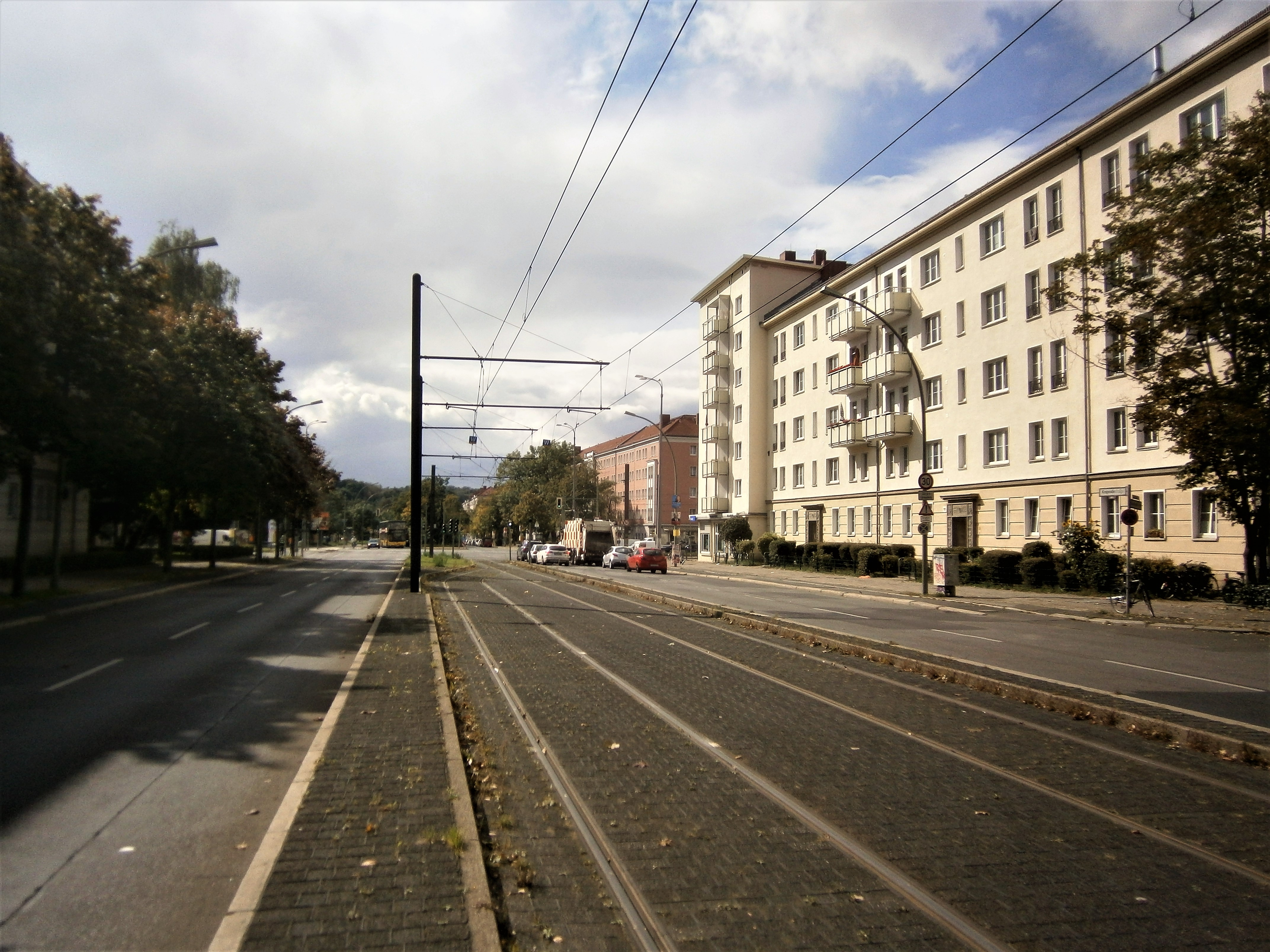
Nach Süden über Danziger Straße
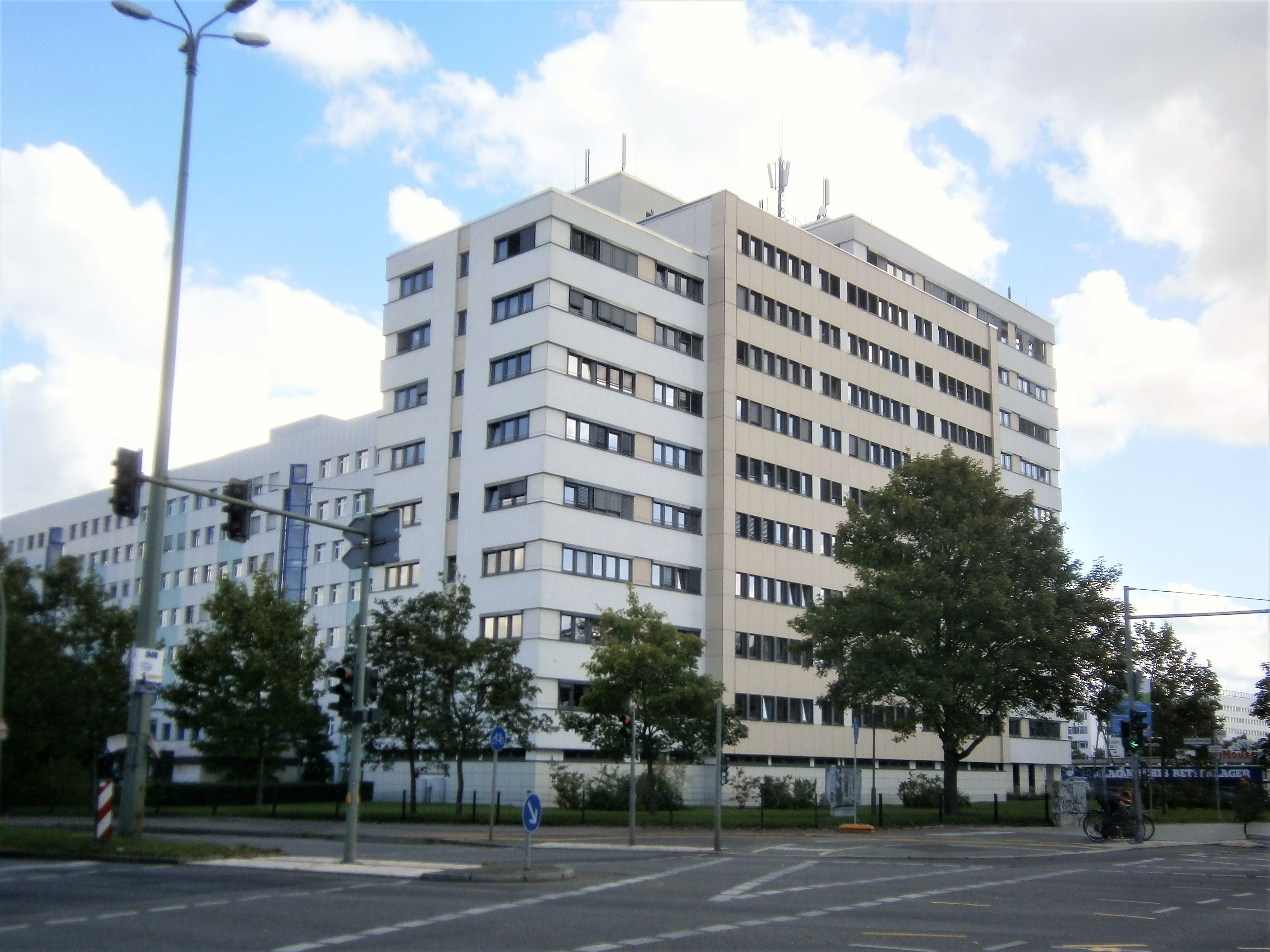
Ecke am Gewerbegebiet Storkower Straße
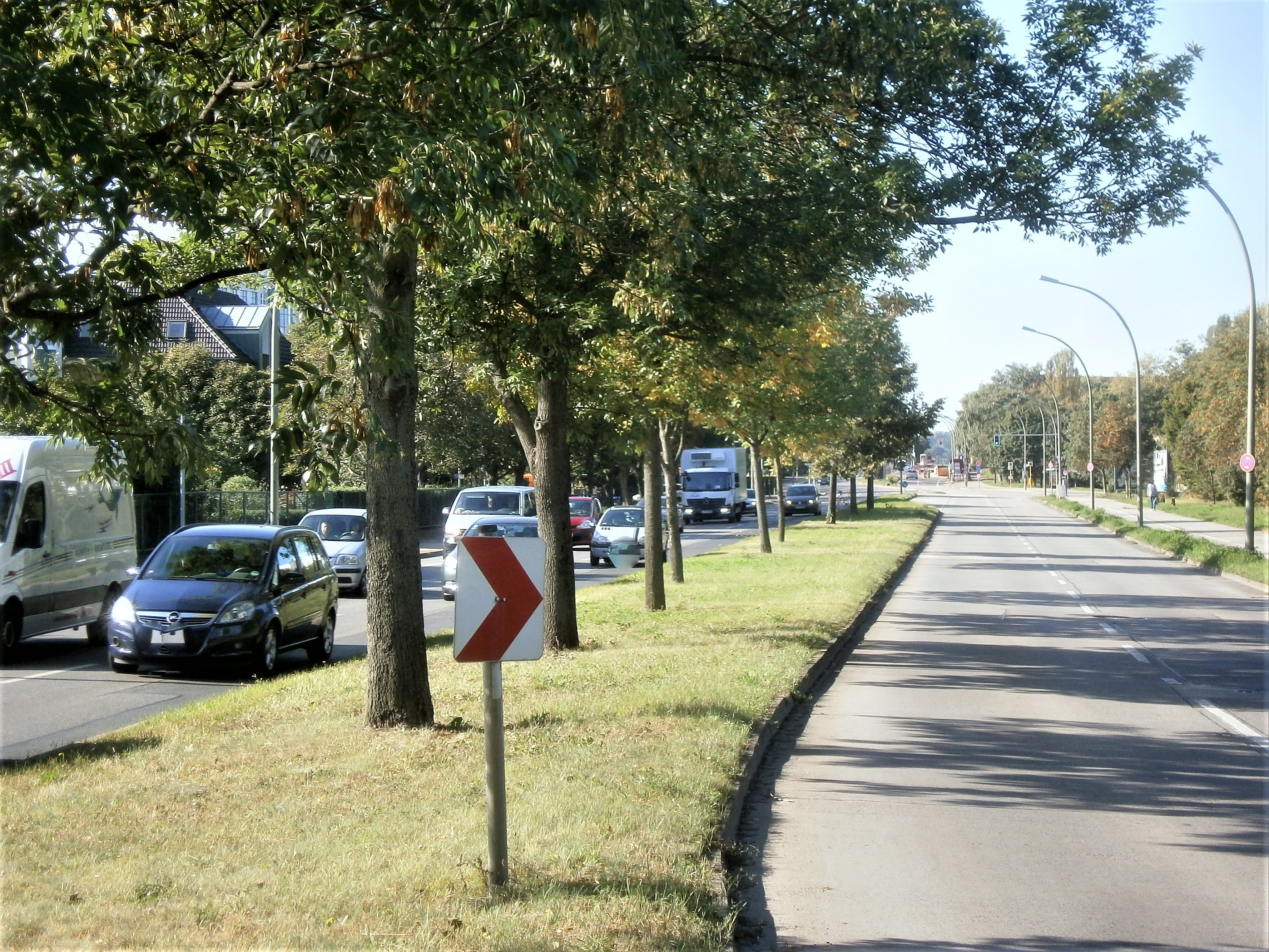
Hauptverkehr Kniprodestraße
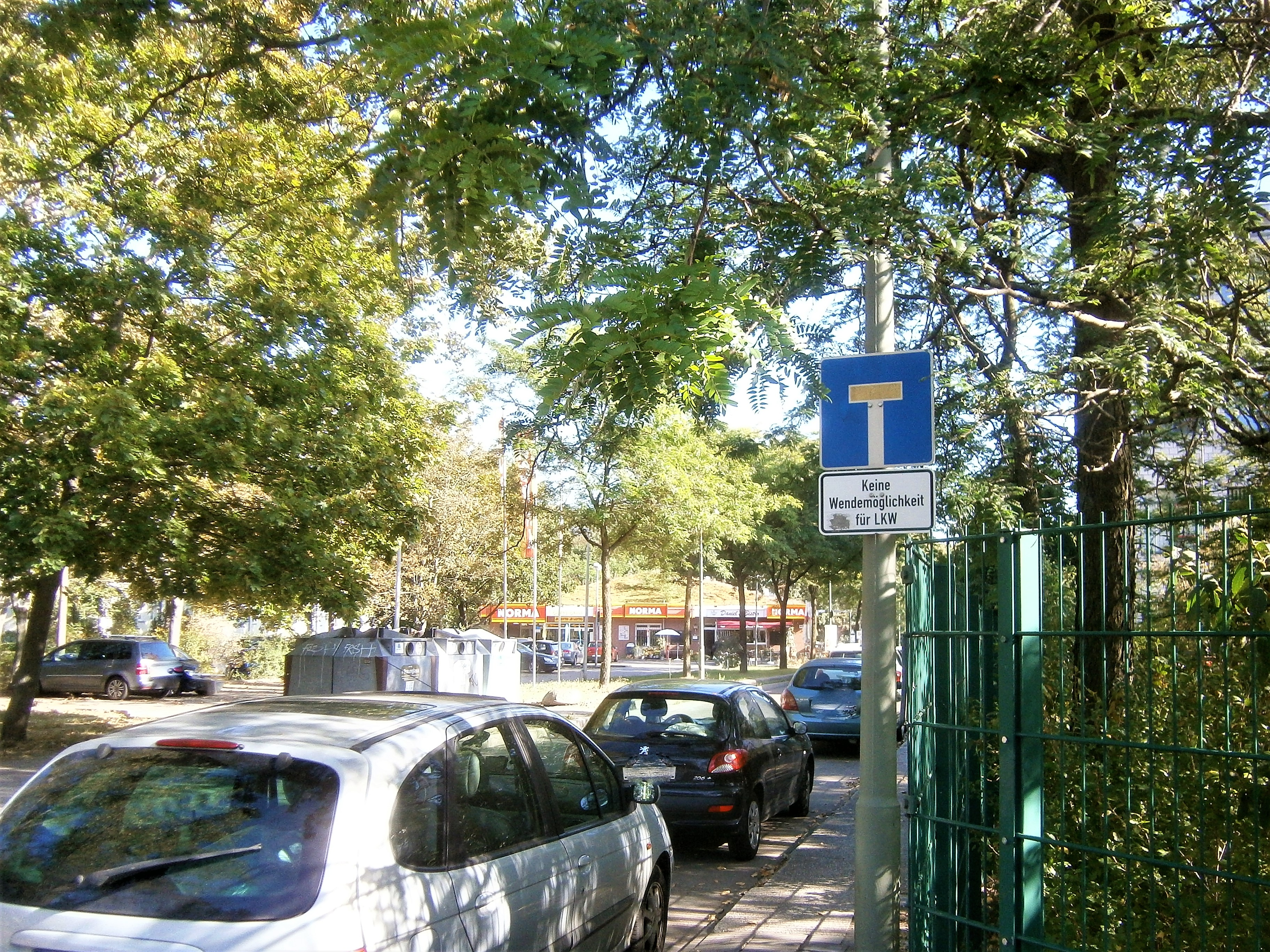
Nordabschnitt: Sackgasse
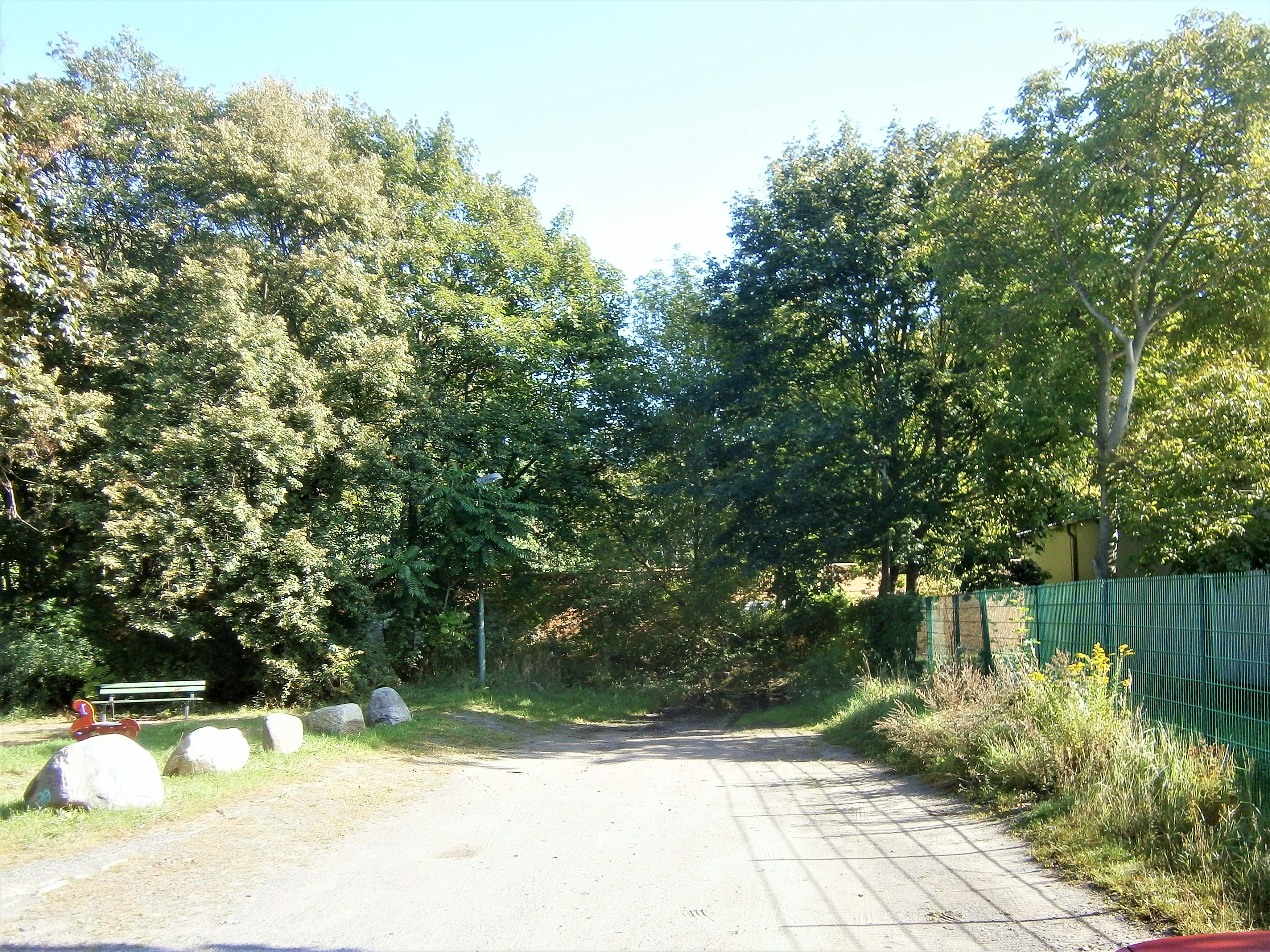
Ende an der Friedhofsmauer

Die Beschreibung der Bauabschnitte der Kniprodestraße folgt der Zählung der Grundstücke in Hufeisennummerierung. Bei den aktuell verzeichneten Hausnummern fehlen Kniprodestraße 28–40, 43, 47–58, 63, 65–89, dagegen kommen elf auf geteilten Grundstücken hinzu.

### Ostseite
Im Jahr 1936 standen die Mietshäuser 1–19 bis zur Schönlanker Straße, es folgten die Schulbaracken mit Schönlanker Straße 11 adressiert. An der Ecke Thorner Straße befand sich als Bauland Kniprodestraße 23, der Bahnhof der Berliner Verkehrs AG (Nr. 24) und auf 25 betrieb der Gastwirt Steger (Haus im Eigentum der Markthallenverwaltung Berlin-Rohhaus). Es folgen Baustellen querend sind Ringbahn, Storkower Straße, Stedingerweg, Altenescher Weg, Weißenseer Feldmark genannt.

#### Am Friedrichshain/Virchowstraße – Danziger Straße
Die Grundstücke 1–15 (fortlaufend) liegen in einer Tiefe von 40–45 m auf dem Karree Kniprode-/Danziger-/Margarete-Sommer-/Virchow-Straße. Nach dem Abriss verbliebener teilbeschädigter Wohnhäuser und der Ruinen der kriegszerstörten Gebäude bis Anfang der 1960er Jahre erscheint diese brache Grünfläche als eine Einheit. Um 1970 entstand an der Nordostecke die Tankstelle (Margarete-Sommer-Straße 2–6). Im Grundstücksverzeichnis sind diese unbebauten Flächen als „statistisches Gebiet 111029“ aufgenommen. Eine Nutzung erfolgte für unterschiedliche den im Ortsteil Friedrichshain liegenden Park (Karl-Friedrich-Friesen-Schwimmstadion) ergänzende Aktivitäten: Beach-Volleyball, Hüpfburgen, es stand vormals eine Traglufthalle. Für den Umbau der naheliegenden REWE-Kaufhalle stand im Süden der Fläche der provisorische Ersatzmarkt. Diese unbebauten Grundstücke bilden den statistischen Block 111029.
Geplant ist mittelfristig an der Danziger Ecke Kniprodestraße der Bau einer neuen Berufsfeuerwache für Prenzlauer Berg. Der Bau ist mit 10,8 Millionen Euro veranschlagt, die Mittel eingeplant. Der Denkmalschutz verbietet Veränderungen der straßenseitigen Tore am bisherigen Gebäude in der Oderberger Straße 24.

#### Danziger Straße bis Conrad-Blenkle-Straße
Als „Paul-Heyse-Kiez“ wird das Viertel östlich der Kniprodestraße entlang der Danziger Straße geführt. Die Wohnhäuser Kniprodestraße 17–24 und 16a, 16b gehören dazu. Wohnbebauung erfolgte bereits an der frühen Kniprodestraße 16–20 und wurde bei Luftangriffen schwer zerstört. Daran schlossen jenseits der Schönlanker Straße die Gebäude der 272. Gemeindeschule an, diese wurden seit den 1930er Jahren vom Gartenamt Prenzlauer Berg genutzt. Anzumerken auch die hier liegende Feuerwache. Auf den total zerstörten Flächen im Karree östlich der Kniprodestraße, einschließlich des Gartenamtes und des Straßenbahnhofs waren nach der Trümmerberäumung freie Bauflächen entstanden. In den späteren 1950er Jahren wurde der Wohnblock Kniprodestraße 17–24 in die Conrad-Blenkle-Straße 41 hinein erbaut. Der Anschluss von Haus 17 wurde zum Wohnblock Kniprodestraße 16a/16b / Danziger Straße 183, 185 (ungerade) / Erich-Boltze-Straße 18/19 verbunden. Die Hauseingänge sind von der Hofseite angeschlossen. Hinter den Häusern liegen im Karree Grünflächen mit Spielplätzen. Zugänge gibt es durch die Zugänge in der Kniprodestraße 21 und am Anschluss 17/16a. Der Wohnblock zur Danziger Straße hebt sich durch seine einfachere Fassadengestaltung ab, die Hauseingänge 16a und 16b liegen zudem tiefer und von der Straßenseite her.

Kniprodestraße 16b–24
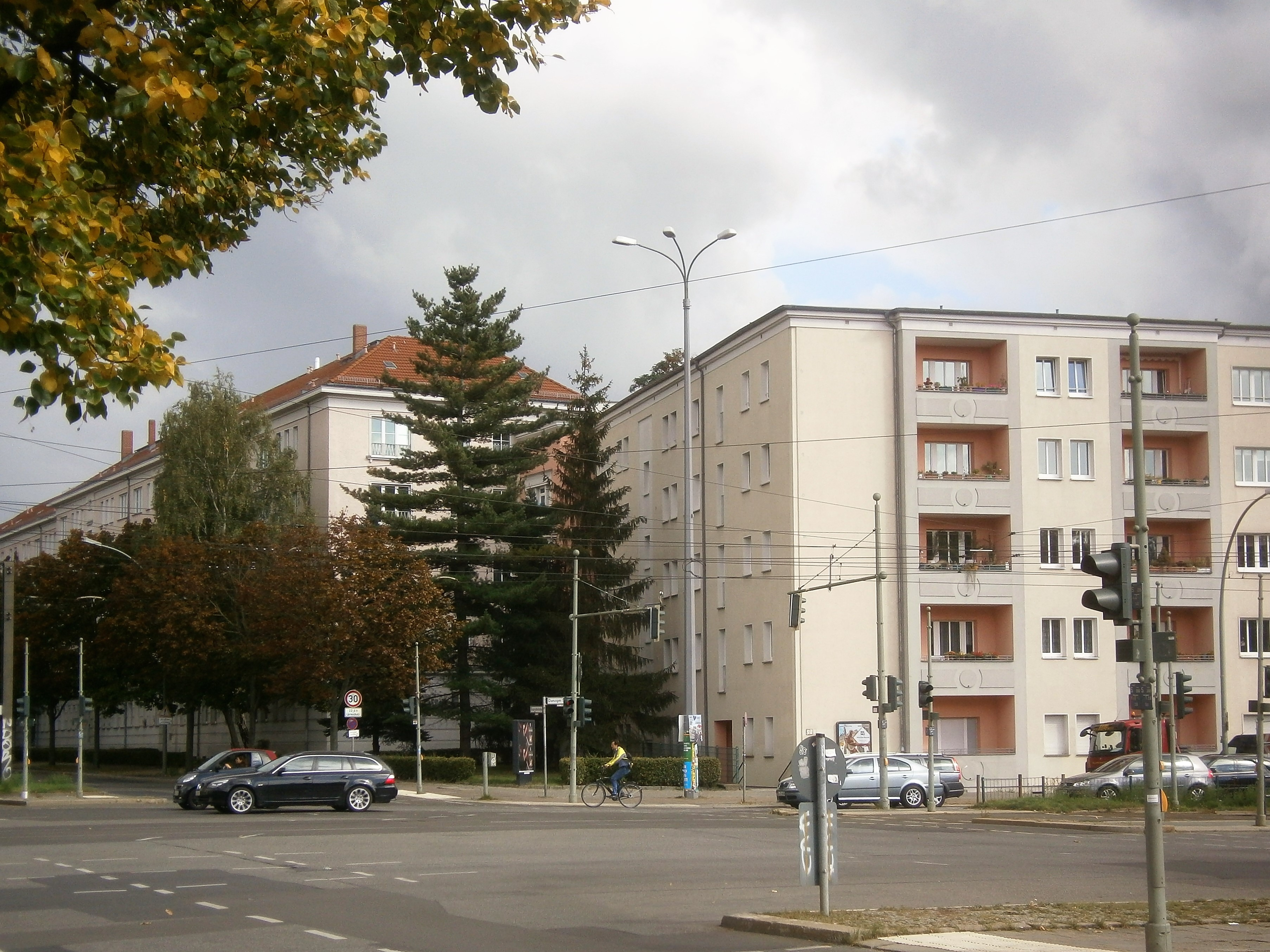
Nordostecke über die Danziger Straße
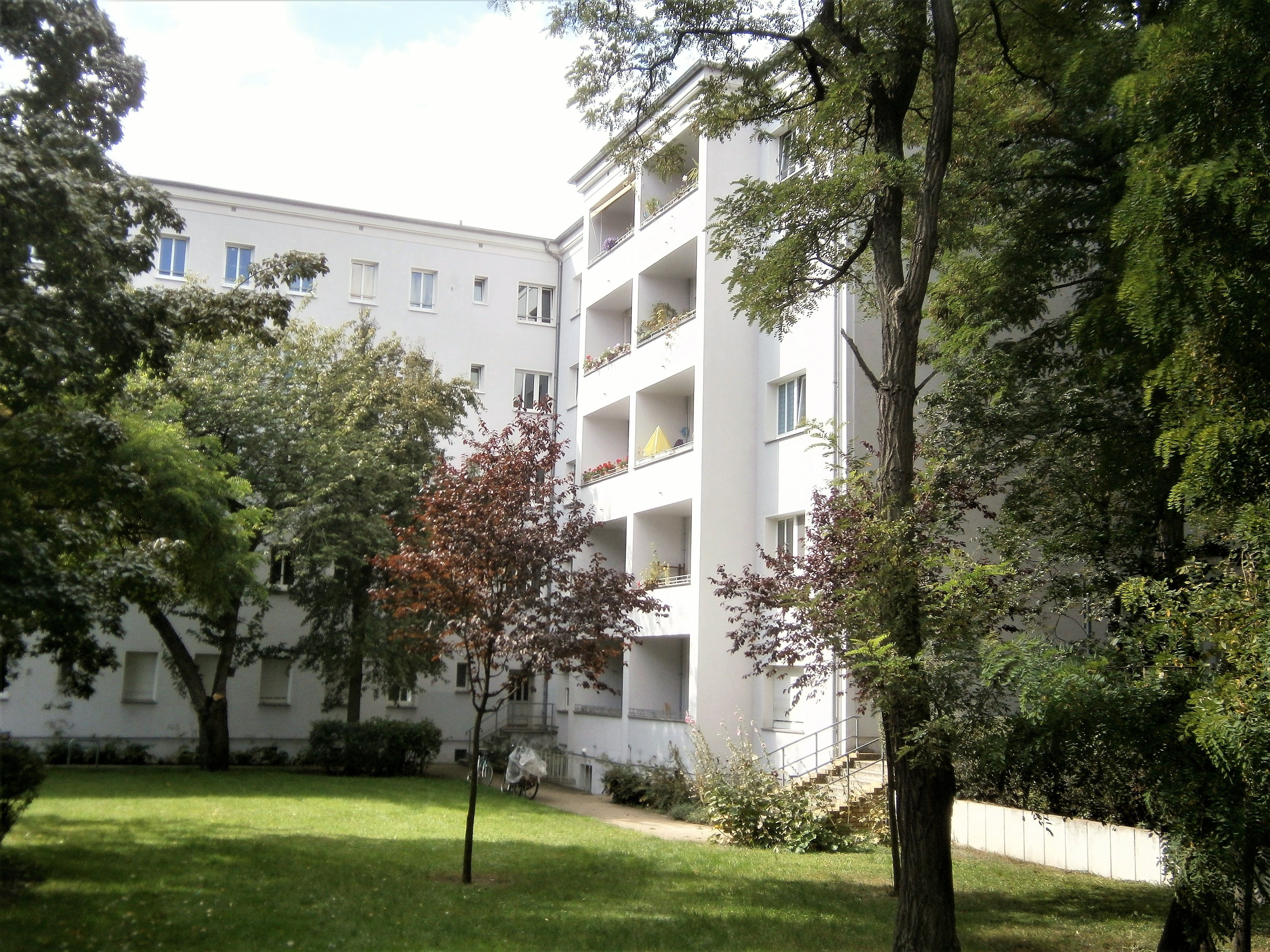
Hofseite der Ecke
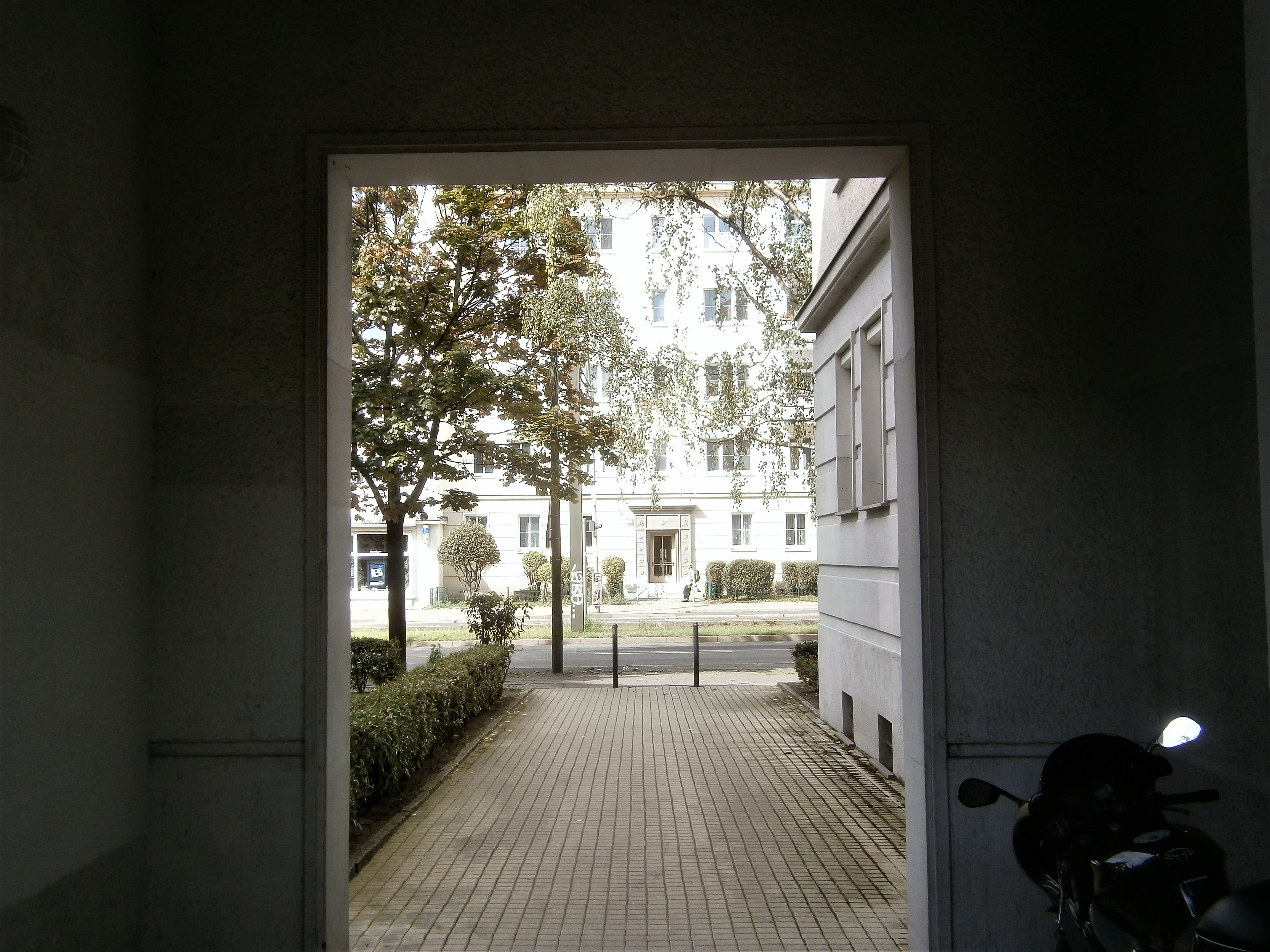
Durchgang zwischen Kniprodestraße 17 und 16a
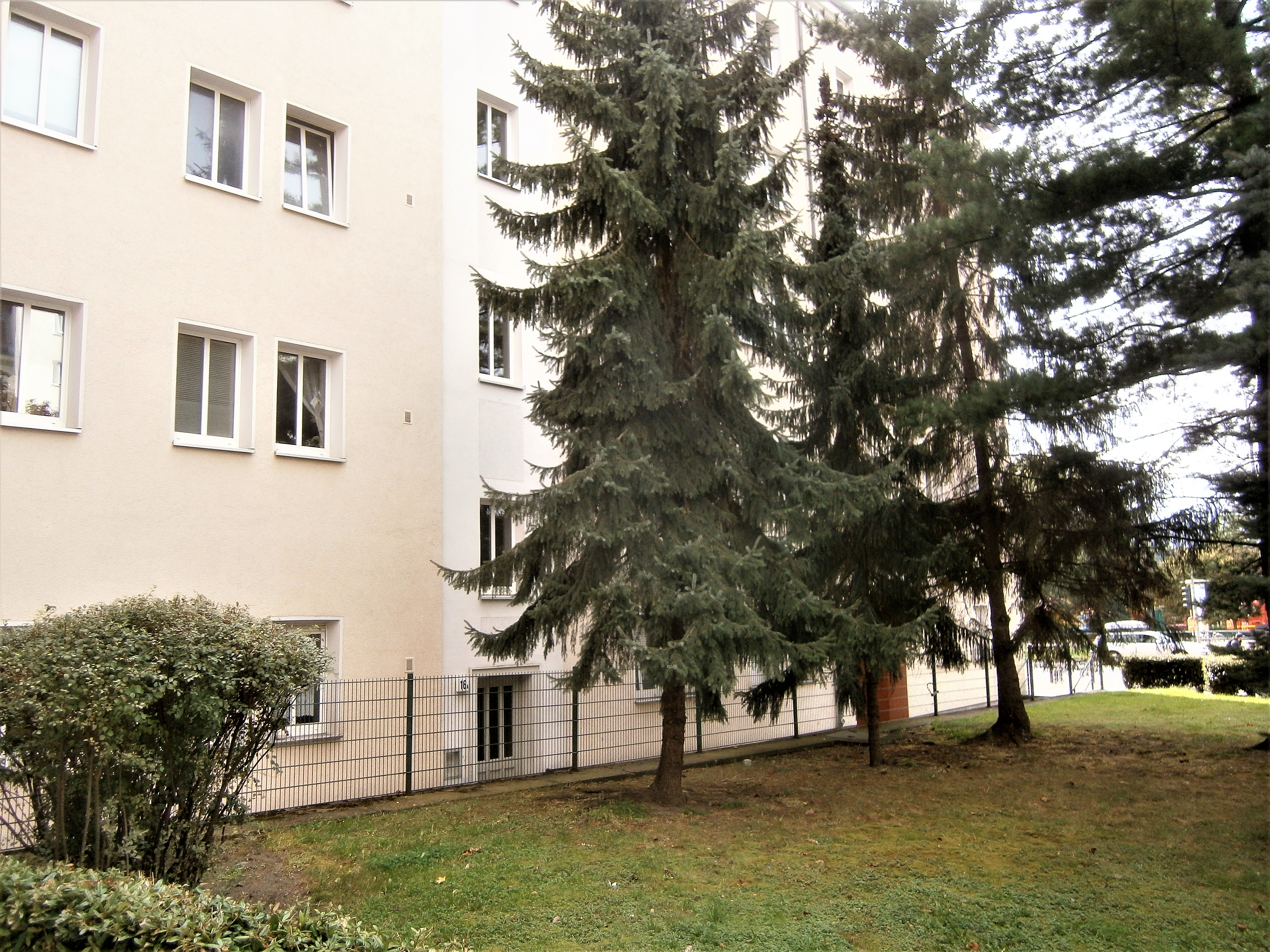
Fassengestaltung 16a,16b und tieferliegend
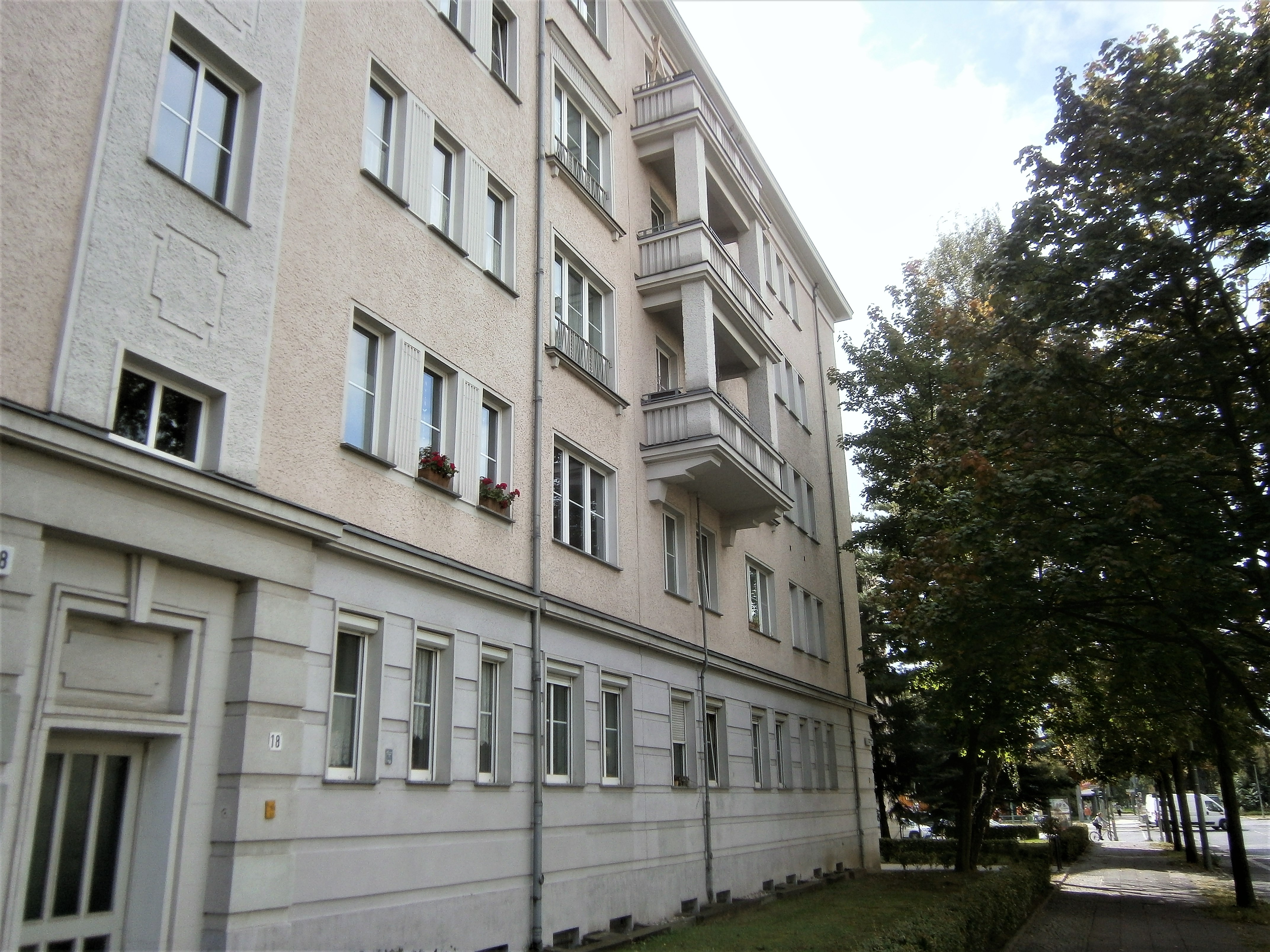
Straßenfront 17–24
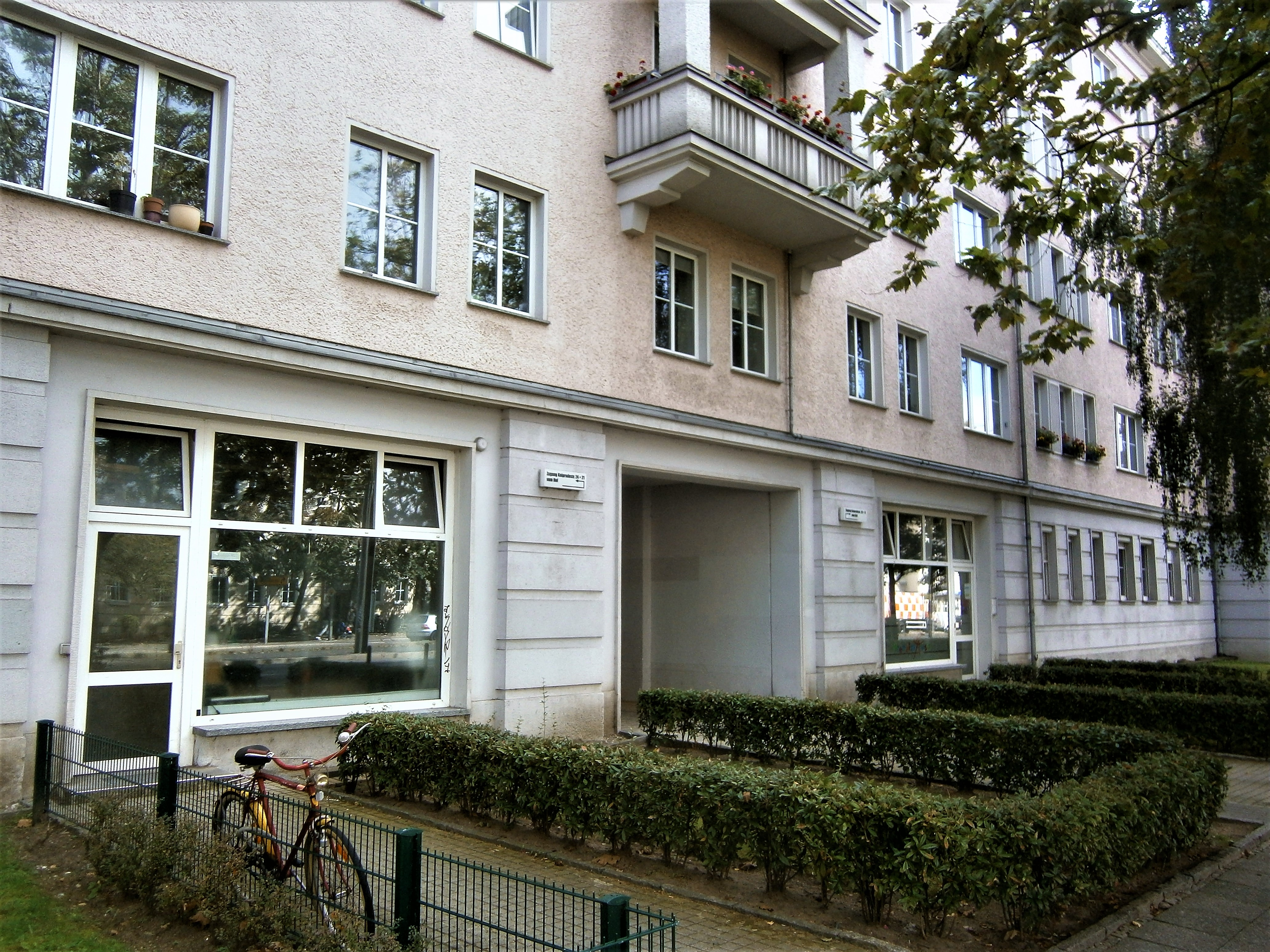
Durchgang Kniprodestraße 21

#### Conrad-Blenkle-Straße – Storkower Straße

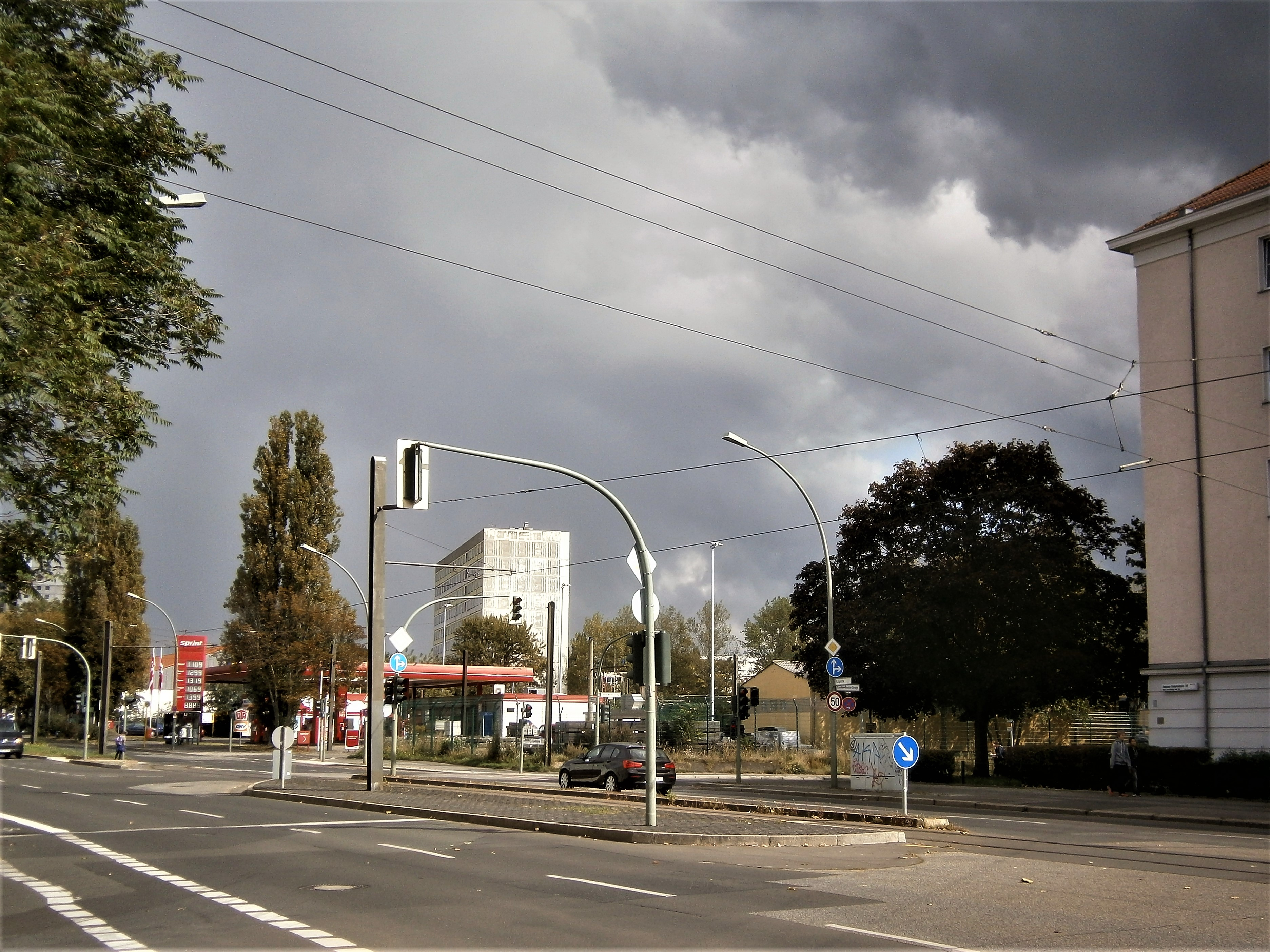
Einmündung Conrad-Blenkle-Straße nach Nordost gesehen

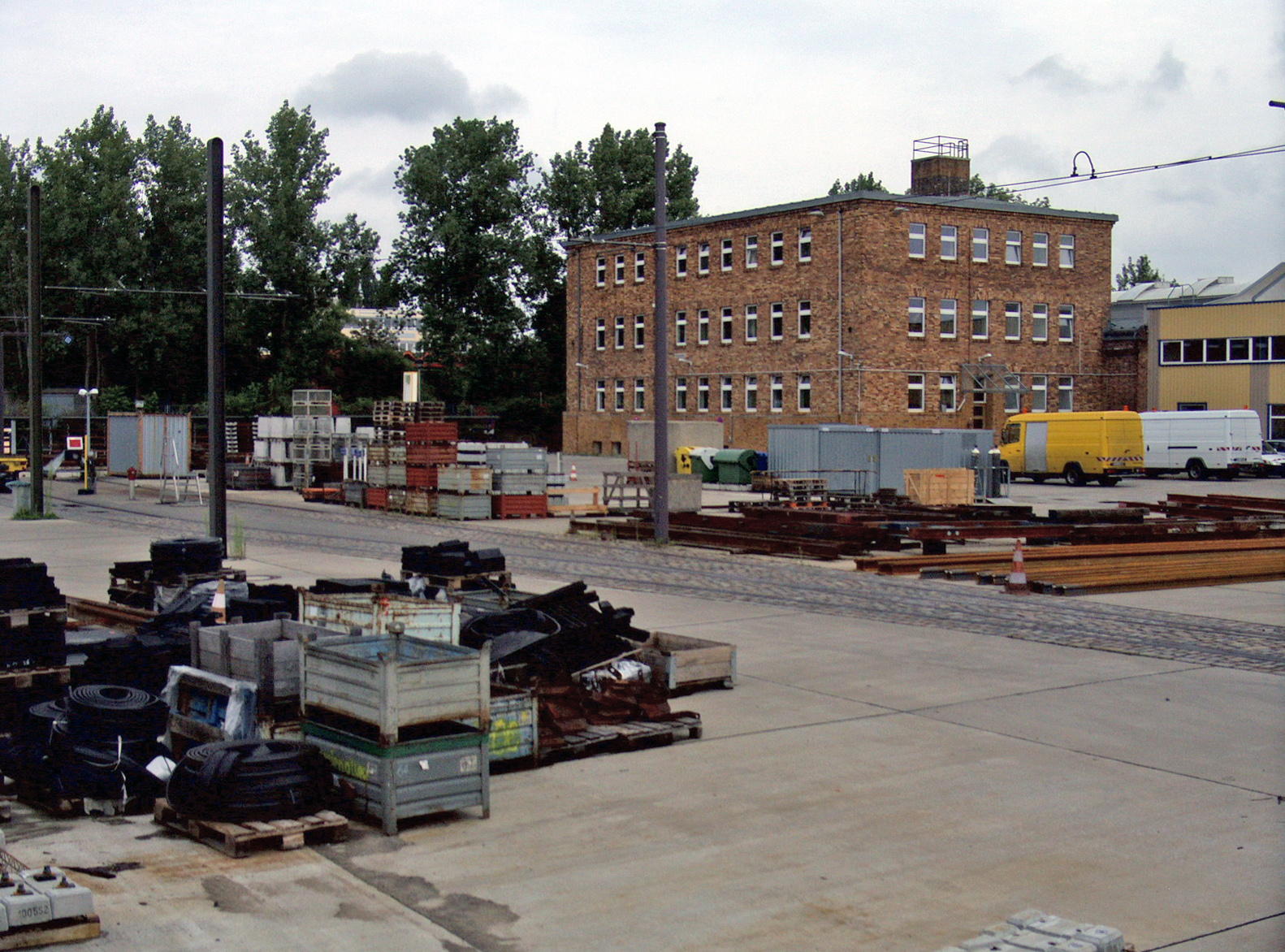
Gleislager Kniprodestraße

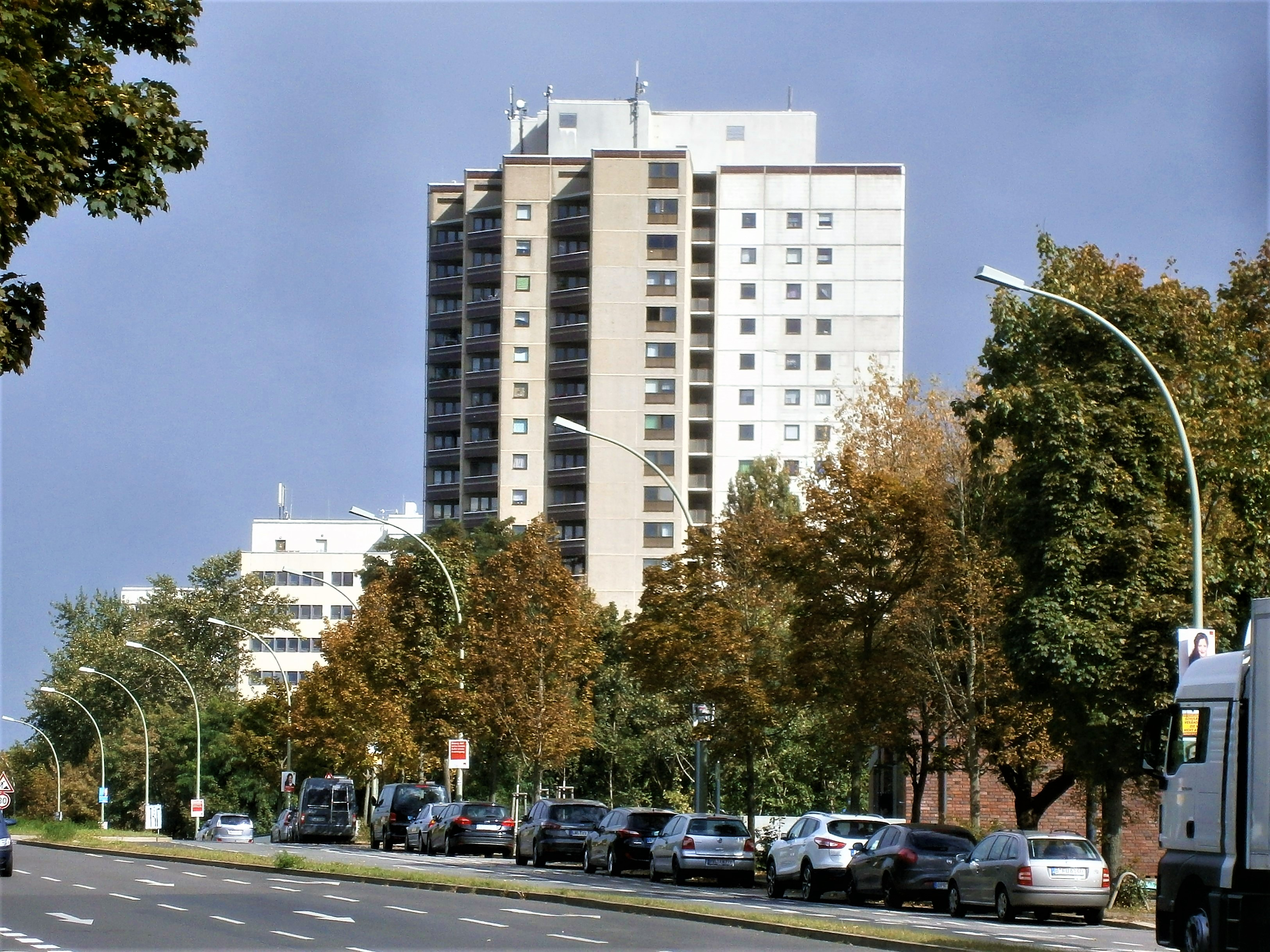
Wohnhochhaus Ecke Storkower Straße

Zwischen den beiden Straßen befinden sich vorrangig Gewerbeflächen.
- Gleislager: Die Gleisanlage der Kniprodestraße nördlich der Gleisschleife führt in das Gleislager Kniprodestraße. Von 1908 bis 1923 bestand ein Betriebshof der SSB (Straßenbahnen der Stadt Berlin). Wegen Linienzusammenlegungen im Rahmen der Vereinigung der Berliner Straßenbahnbetriebe wurde er 1923 zum Gleisbauhof der Berliner Straßenbahn (BST), ab 1929 BVG (nach der Vereinigung). Im Zweiten Weltkrieg wurde das Gelände teilweise beschädigt, eine Sanierung blieb aus, vom eigentlichen Betriebshof blieb wenig. So dient das Gelände als Gleislager und Depot für dort eingesetzte Arbeitstriebwagen.[100] Das 1,5 Hektar große BVG-Gelände ist mit Conrad-Blenkle-Straße 37 notiert[40] und auf der Grundfläche des Straßenbahndepots steht seit den 1970er Jahren die Kaufhalle Ecke Erich-Boltze-Straße, nunmehr genutzt als Discounter-Supermarkt (Netto) mit der Adresse Conrad-Blenkle-Straße 36.
- Tankstelle: Das Grundstück Kniprodestraße 25 befand sich schon immer vor dem Straßenbahngelände. Nachdem die Kniprodestraßenbrücke 1979 wiederhergestellt war, bei zunehmendem Verkehr in den 1980er Jahren wurde eine Tankstelle an dieser Ecke eröffnet.
- Supermarkt: Im Laufe der 1990er Jahre wurde statt stillgelegter DDR-Kaufhallen an die Hauptverkehrsstraße und zur Versorgung der Anwohner ein Supermarkt mit geräumigen Parkplatz auf das Grundstück Kniprodestraße 26 erbaut.[101]
- Sporthalle: 2015/2016 wurde auf dem vorher zum Coubertin-Gymnasium gehörenden Senatsgrundstück[102] Kniprodestraße 27 eine Schulsporthalle errichtet. Dieser Neubau wurde für zwei Oberstufenzentren (OSZ) nötig, da diese ohne Sportanlagen in Betrieb genommen worden waren da Flächen im unmittelbaren Umfeld an den Schulstandorten fehlten. Vom „OSZ Bürowirtschaft und Dienstleistungen“ (Elinor-Ostrom-Schule, Mandelstraße 6–8, auch Sportkaufleute) wurde Sportunterricht behelfsweise in der Max-Schmeling-Halle durchgeführt und vom OSZ Sozialwesen II (Jane-Addams-Schule, Straßmannstraße 14–16) im Velodrom sowie in Hallen an der Darßer Straße und an der Georg-Weerth-Schule.[103] Die Ausschreibung erfolgte 2013.[104] Die Mittel von zehn Millionen Euro wurden im Januar 2014 freigegeben, der Rohbau stand im Oktober 2015. Die zwei Sporthallen wurden auch für den Vereinssport[105] konzipiert. Der Baukörper ist 57 m lang, 64 m breit und 10 m hoch und nimmt eine Dreifachhalle mit Tribüne für 199 Zuschauer und eine Zweifachhalle auf, ein eingeschobener zweigeschossiger Teil für den Sozialbereich. Der Baukörper auf in Nord-Süd-Richtung abschüssigem Gelände wurde aus Betonfertigteilen konzipiert und besitzt teilweise eine Klinkervorsatzschale. Architekten waren Ingrid Hentschel und Axel Oestreich.[106][107] Es existieren separate Umkleide-, Wasch-, Dusch- und Sanitärräumen und an der größeren Halle entstand ein Krafttrainingsraum, ein Jugend- und ein Mehrzweckraum.[108] Die Eröffnung der Hallen erfolgte zu Beginn des Schuljahres 2016/2017. Die Sporthallen wurden bei bestehendem Mangel an Stätten für den Freizeit- und Vereinssport für diesen geöffnet und auch für inklusive Sportangebote.[109] Der Bau bietet und bot allerdings in der Fertigstellung eine Schwierigkeiten für die Durchführung eines behindertengerechten Inklusionssport.[110]
Im Karree hinter der Kniprodestraße 25–27 zwischen Conrad-Blenkle-Straße und der Bahnanlage liegt das Schul- und Leistungssportzentrum Berlin mit dem Coubertin-Gymnasium (Conrad-Blenkle-Straße 34[111]) und weiter 900 Meter nach Osten entlang die Sportanlage Paul-Heyse-Straße gefolgt bis an die Landsberger Allee vom Velodrom (bis 1992: Werner-Seelenbinder-Halle) und der Sprung- und Schwimmhalle (Europa-Sport-Park). Die Aktivierung hiesiger Sportbauten resultierte aus dem Antrag zur Durchführung der Olympiade 2000 in Berlin, die Vergabe erfolgte damals nicht an Berlin. Die Berliner Sportbauten wurden entsprechend umbenannt.
- Ringbahn: Unter der Brücke liegen zwei S-Bahn-Gleise, zwei Fernbahngleise und ein Stummelgleis vom (vormaligen) Güterbahnhof. Nach Osten liegen die Bahnanlagen zwischen Gewerbebauten an der Nordseite und den Schul- und Sportbauten an der Südseite bis hin zum Bahnhof Landsberger. Nach Westen stehen nördlich die zur Storkower Straße querstehenden Wohnzeilen und an der Südseite die auf 13 Gleise und Anschlussgleise erweiterte Bahnanlage und die aus dem „Güterbahnhof Weißensee“ hervorgegangene Gewerbefläche. Letztere schirmt der Anton-Saefkow-Park vom Wohngebiet ab. Der S-Bahnhof verbleibt mit 700 Meter in Sichtweite.
- Wohnhochhaus Storkower Straße: An der grünen Südostecke der Kreuzung Kniprode-/ Storkower Straße steht im Eigentum der städtischen Baugesellschaft Gewobag das Wohnhochhaus Storkower Straße 108, an diesem befindet sich ein Flachbau der als Gaststätte genutzt wurde und eine Handelseinrichtung besitzt. Ein Spielplatz gehört zum Grundstück. Dahinter befinden sich bis an die Landsberger Allee Gewerbebauten. Das etwa 70 Meter hohe Hochhaus besitzt acht Wohnungen auf 18 Geschossen, wurde 1987 fertiggestellt und dominiert die Straßenecke. Das Gebäude wurde 2012–2014 bei einer Bruttogeschossfläche von 9000 m² für 2,29 Millionen Euro in der technischen Ausrüstung saniert.[112]

#### Storkower Straße – Michelangelostraße
- Gewerbegebiet Storkower Straße: Den Eingangsbau bildet der neun- bis elfgeschossige Bürobau (Storkower Straße 97) an der nordöstlichen Straßenecke. Erbaut wurde das Gebäude für den Außenhandelsbetrieb „heimelectric“ (elektrische Haushaltsgeräte) nach 1975. 1992 wurde dieser AHB aufgelöst und danach waren im Haus unterschiedliche Unternehmen ansässig, nach Sanierung und Restaurierung zogen Einrichtungen des Bezirksamtes ein. Dieses Bürogebäude entstand auf der vom „Gewerbegebiet Storkower Straße“ freigebliebenen Grundstück. Jenes liegt in Richtung Landsberger Allee in einer Breite von 250 Metern und in einer Länge von rund 800 Metern zum Syringenweg und wurde Mitte der 1960er Jahre bis 1967 auf ehemaligem Kleingartengelände angelegt. Die folgende 50 Meter tiefe Grünfläche ist Grundstück der Kniprodestraße, die Sichtfront der nächsten beiden 75 Meter langen Bürogebäude (vor 1966: Storkower Straße 99 und 101) schließt das Gewerbegebiet nach Westen ab. Im nordöstlicheren Haus befindet sich vorrangig das Polizeirevier und Polizeiverwaltung.
- KGA „Neu-Berlin“:[56] Die Zählung von Grundstücken orientiert sich an der dominanten Storkower Straße. Aber auch die Kleingartenanlage ist mit Stedinger Weg 2 nach der Seitenstraße adressiert. Die Ursache ist (wohl) die Reihenfolge der Grundstücksnutzungen. Die Kleingartenanlage „Neu-Berlin“ ist von dem großen Laubengelände, das bis 1960 an der Storkower Straße bestand verblieben und zieht sich mit einem 260 m langen Anlagenweg zur 2015 neu benannten Am Weingarten. Die Gartengrundstücke grenzen vorrangig an die Bauten des Gewerbegebiets.
- Nach Norden anschließend liegt eine Eigenheim-Siedlung von zehn Hektar.[113] Direkt an der Kniprodestraße gehören dazu deren Grundstücke 44, 45, 46, die Eckgrundstücke Stedinger Weg 1 und Altenescher Weg 2. Sie entstand in den 1930er Jahren östlich an der Kniprodestraße. Die Parzellierung und die Trassierung erfolgte 1932/1933 und die Wohnhaus-Bebauung begann 1934, die Benennung erfolgte am 27. Februar 1936.[114] auf zehn Hektar des Geländes umliegender Laubenkolonien.[115] Die Einrichtung von (Eigenheim-)Siedlungen nördlich der Storkower Straße hatte Ende der 1920er Jahre mit der „Syringen-Siedlung“[116] um den Syringenplatz begonnen (im Bewohnerstil als „Blumenviertel“). Die Straßennamen der Siedlungsstraßen 37, 39, 41, 42, 43 wurden 1936 vergeben als Grundstücke schon bebaut waren.[117] Die Namensgebung erfolgte nach Teilen der Wesermarschen Gemeinde Lemwerder: Altenesch, Ochtum, Süderbrook.[118] und hatten Bezug zum Stedinger Land.[119] Weitere in den 1930er Jahren nach Osten und Süden trassierte Straßen verweisen auf weiterhin geplantes Eigenheim-Siedlungsland. Jedoch entfielen solche Planungen mit dem Beginn des Zweiten Weltkriegs.[120]
- Kleingärten: Vom Laubengelände der 1940er Jahre blieb das Gebiet der bestehenden Kolonie „Neues Heim“[57] verschont, als östlich der Kniprodestraße Trümmer der durch die Luftangriffe verursachten Bombenschäden aus der Innenstadt (vorrangig von Friedrichshain) aufgeschüttet wurden. Der Kleingartenverein adressiert als Kniprodestraße 59, die Kolonie besitzt (derzeit noch befristet) Bestandsschutz.[121] bis wenigstens,[122][123] Entlang des „Hauptwegs“ sind nach Flächennutzungsplan[25] weiterhin die Verlängerung der Michelangelostraße nach Osten („Tangente“[124]) markiert. Von Bauarbeiten und Trassenführung könnten in Zukunft noch verkehrsbedingte Parzellen geschlossen werden.

#### Sackgasse bis Friedhofsmauer
Die nach Flächennutzungsplan hier kreuzende und verkehrsbedeutende Michelangelostraße biegt mit der Hauptstraßenführung nach Westen ab. An der östlichen Straßenseite liegt die Kleingartenanlage ‚Neues Heim‘ (Kniprodestraße 59), der Baugewerbehof mit Kniprodestraße 60 und das BSR-Grundstück als Kniprodestraße 62. Der als „Hauptweg“ geführte (Garten-)Anlagenweg zwischen Kniprodestraße 59 und 60 zusammen mit der Zufahrtsstraße zum Gewerbehof markiert die (immer noch im Plan gesetzte) Straßenführung der Stadtringstraße (C-Trasse). Diese Ringstraßenplanung schließt eine Ostverlängerung der Michelangelostraße über die Bezirksgrenze Pankow–Lichtenberg (weiter etwa auf dem Stellerweg und über Straße 106) an den Weißenseer Weg an. Durch die im KGA-Erweiterungsplan genannten Schutzbedingungen ist diese Planung jedoch blockiert.
Die drei Grundstücke bedecken östlich der Kniprodestraße große Flächen:
- KGA ‚Neues Heim‘[57] auf Nummer 59: Die Kleingartenanlage auf 2,9 ha hat fünf Anlagenwege (Flieder-, Rosen-, Birkenstraße und quer dazu Blumen- und Gartenstraße) und es gibt 79 Parzellen. Als eingetragener Verein besteht sie seit 1991 und grenzt unmittelbar an die südlicher liegende „Siedlung“. Die Grundstückstiefe ist 270 Meter von der Kniprodestraße Nach Osten zum Volkspark Prenzlauer Berg, der ein gestalteter Schuttberg (Oderbruchkippe) aus Innenstadttrümmern durch Bombenschäden ist, folgen die KGA Grönland (Süderbrockweg 30, 10407 Berlin, 5 ha, 112 Parzellen), die KGA „Am Volkspark Prenzlauer Berg e. V.“ (Hohenschönhauser Straße 80 / am Volkspark Prenzlauer Berg, 10439 Berlin). Auf der Plantrasse des Rings liegt noch die KGA Langes Höhe im Bezirk Lichtenberg.
- Baugewerbehof auf Nummer 60: Er befindet sich hinter dem BSR-Betriebsgelände und ist über seine 390 Meter lange Zufahrtsstraße erreichbar, mehrere Gebäude stehen auf dem 3,4 ha großen Grundstück mit Gewerbefirmen und einem Wertstoffhof.
- BSR-Gebäude, BSR-Betriebsgelände und Garten- und Oberflächenamt des Bezirksamtes Pankow auf Nummer 62: Das vormals als Recyclinghof[126] und vom (aufgegangenen) Bezirksamt als Betriebshof genutzte Gelände grenzt unmittelbar an den Jüdischen Friedhof. Das Grundstück ist 3,34 ha groß.

Kniprodestraße 59–62
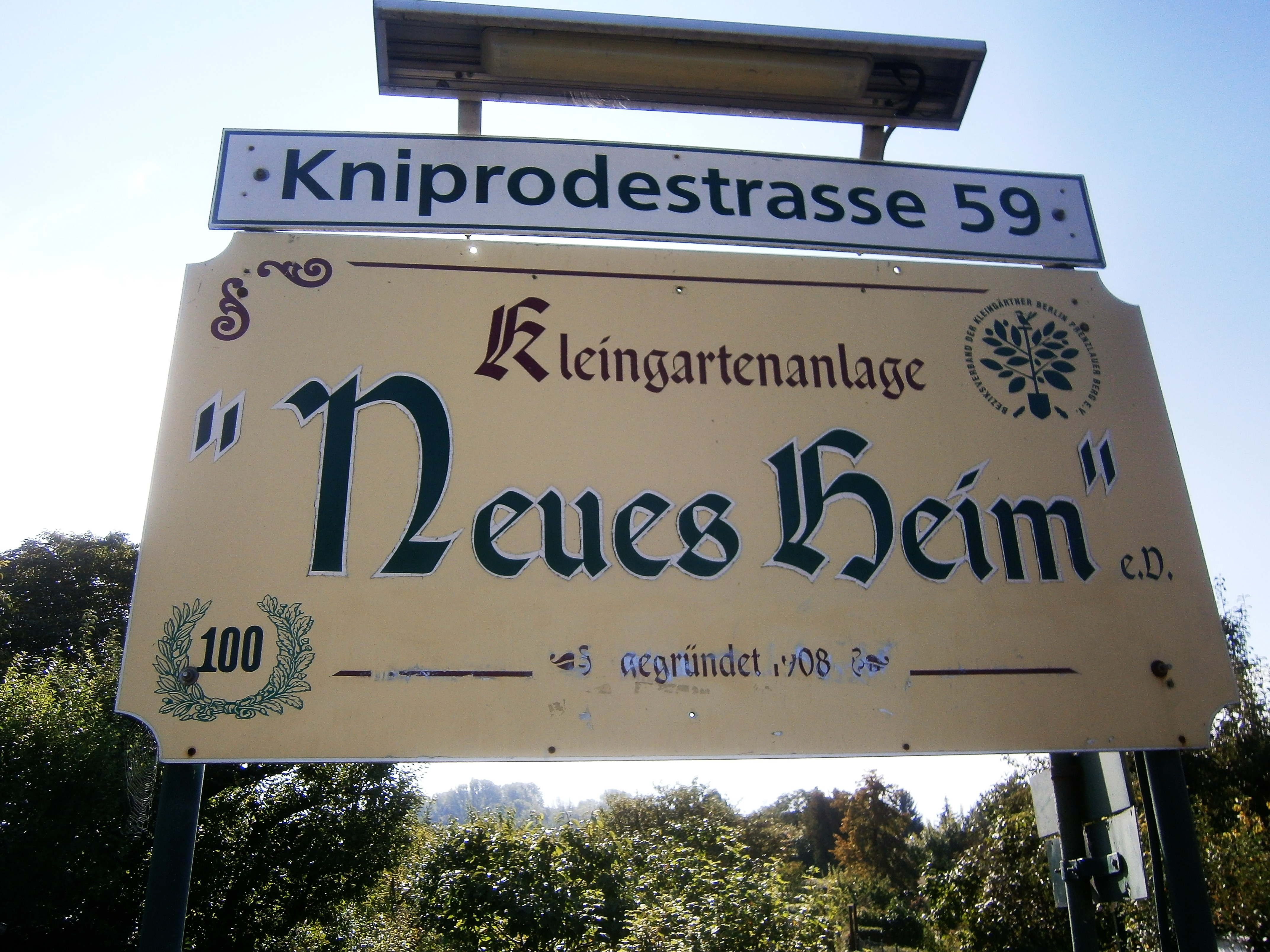
KGA unter Nr. 59
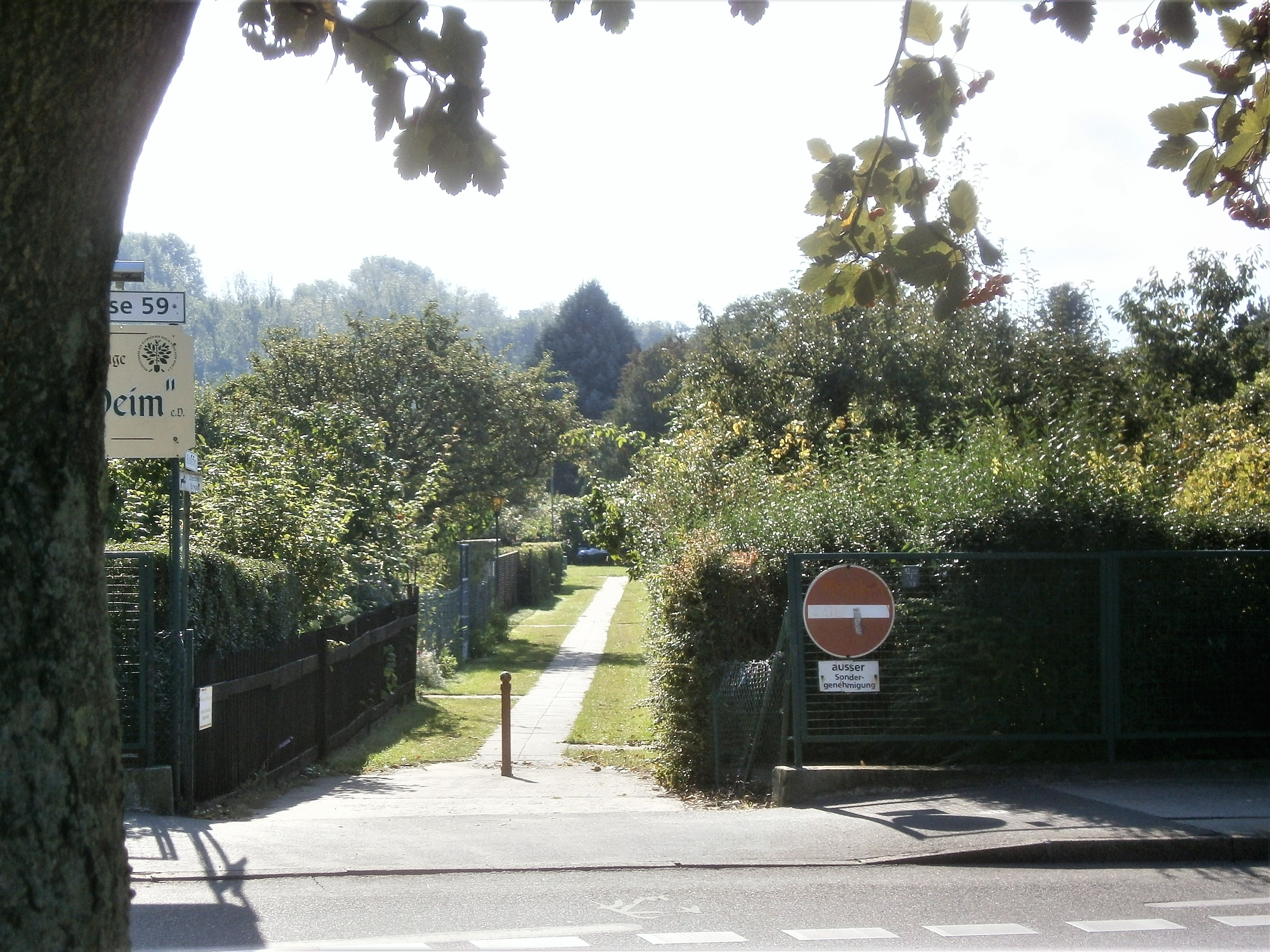
KGA-Zugang
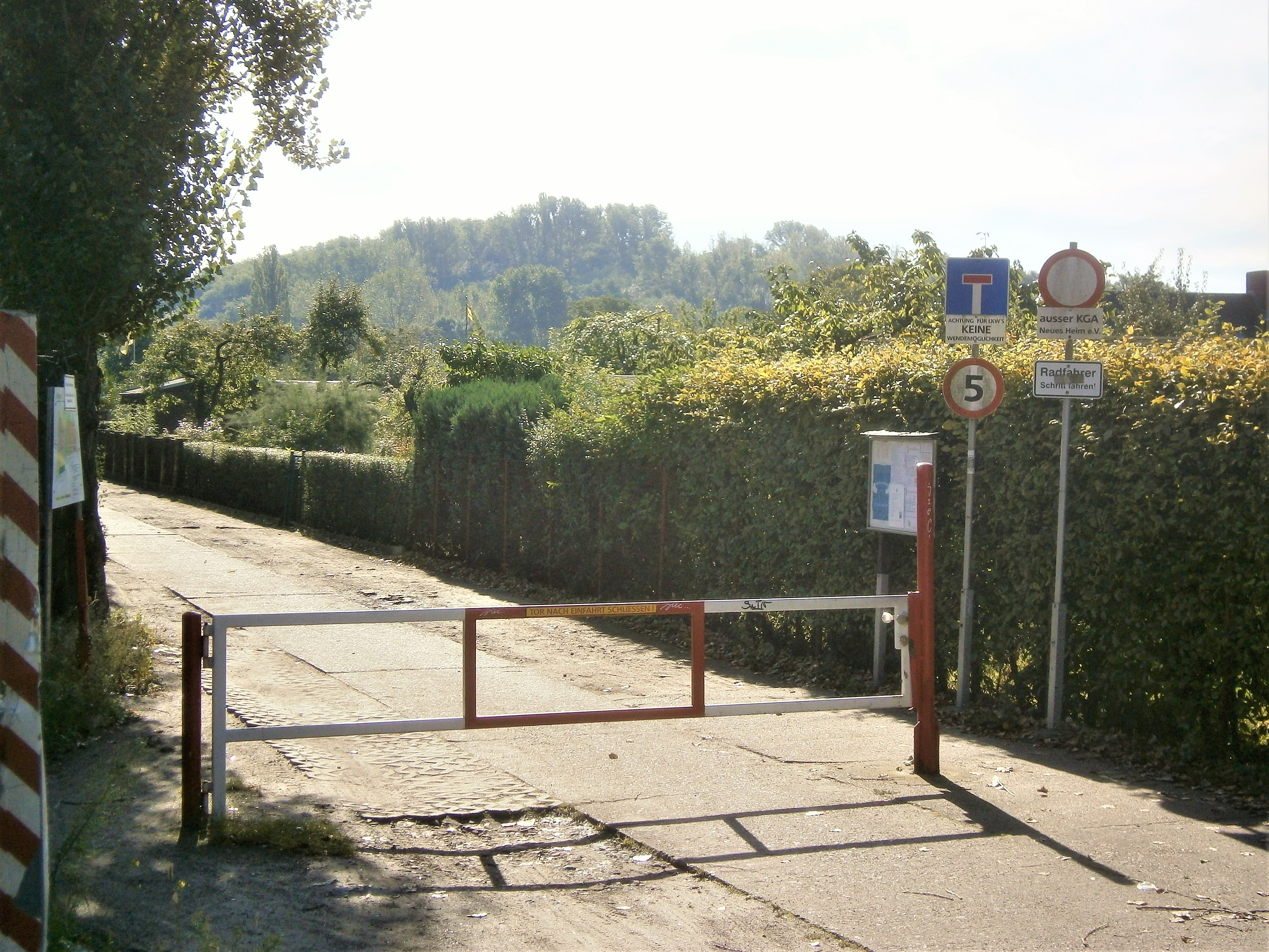
Hauptweg, statt Tangente
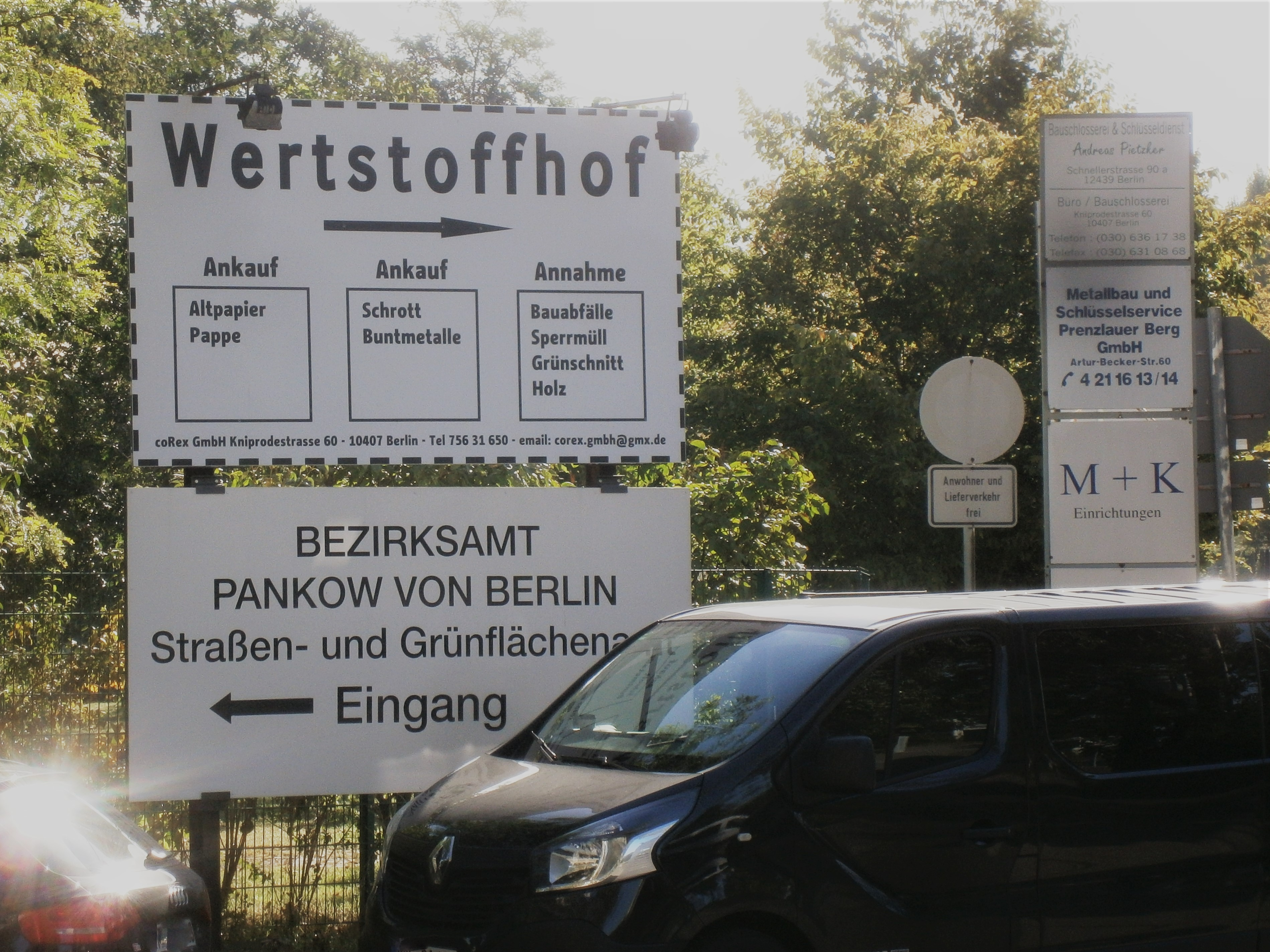
Wegweiser
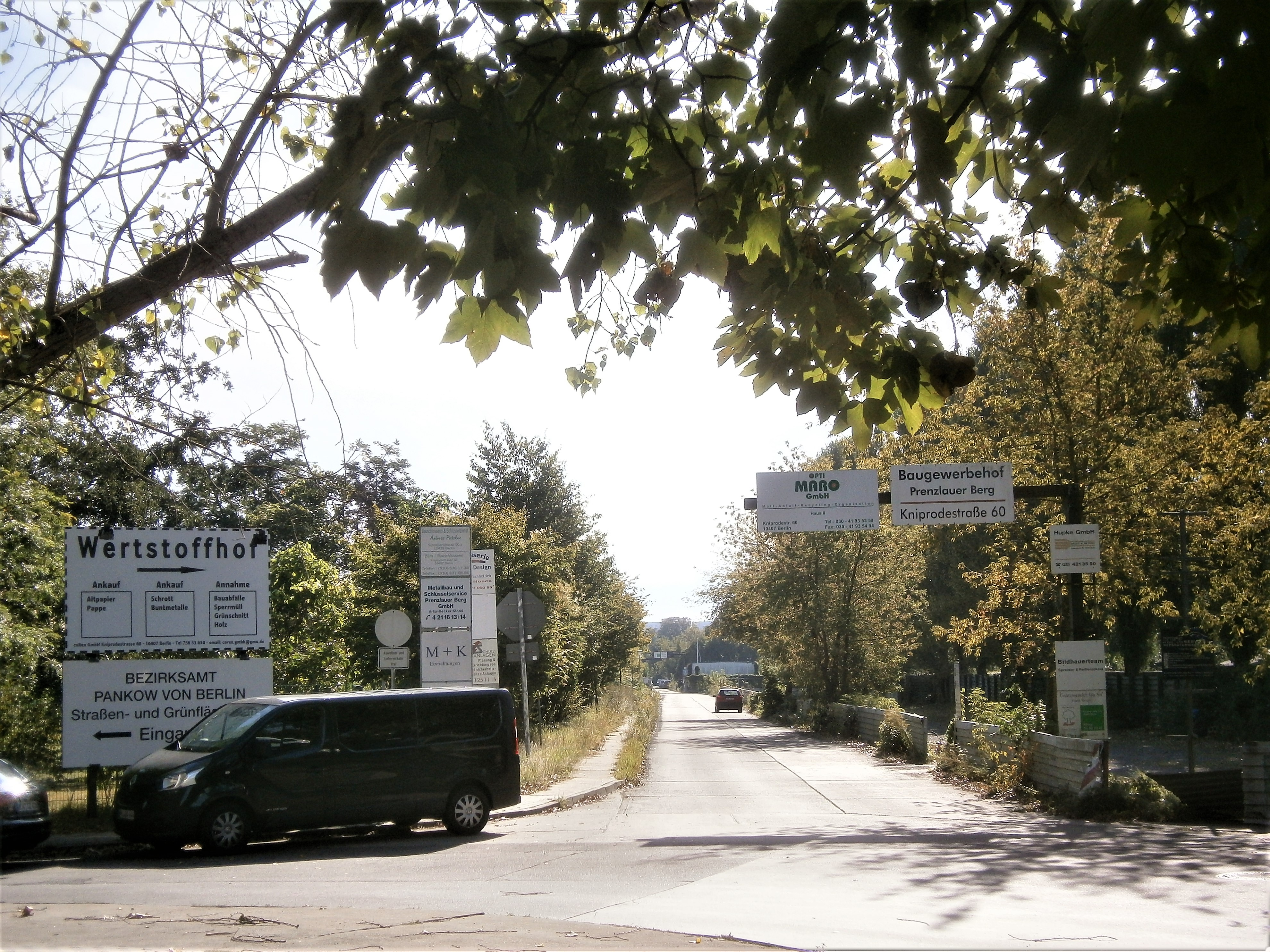
Zufahrt Nr. 60
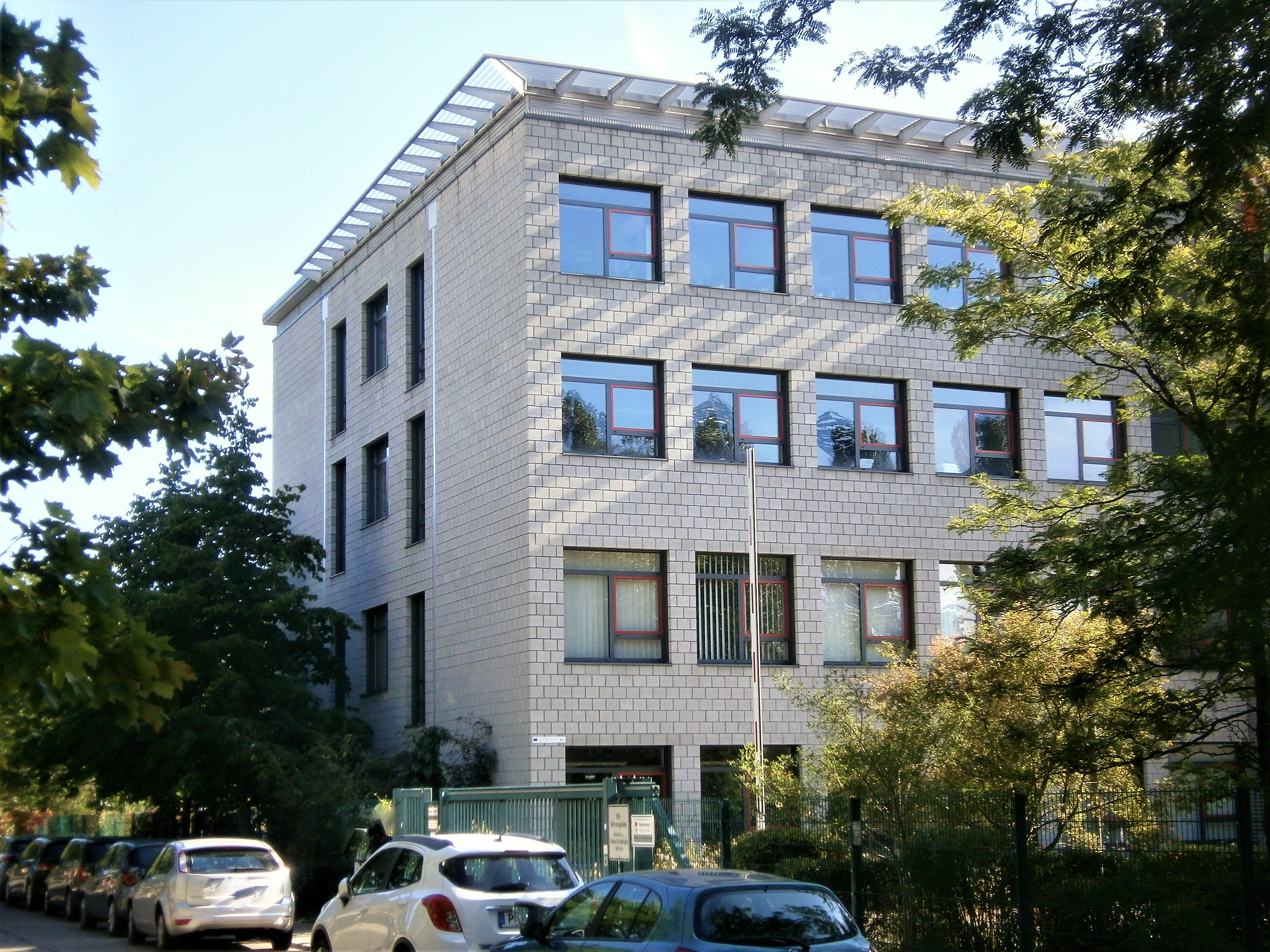
BSR-Neubau (62)

### Westseite
An der westlichen Straßenseite erfolgt die Beschreibung der Umgebung aufgrund der Grundstückszählung von Nord nach Süd. Im Jahr 1936 war die Westseite ab Weißenseer Feldmark über die Storkower Straße bis Ringbahn als „Baustelle“ (parzelliertes Bauland, ohne Grundbucheinträge) im Adressbuch notiert. Die Grundstücke bis zur Kurischen Straße sind ab 92/93 (Hamburger Holzkontor) nummeriert aufgenommen, es folgen Lagerplätze, Baustellen, auf 98 und 107 Fuhrunternehmer. Wohnbebauung folgt ab Kurische Straße: Zwei Wohnhäuser mit 20 Mietern stehen zur Goldaper Straße (109 und 110), zwei weitere an die Elbinger Straße (111, 112). Südlich zur Hufelandstraße stehen zwölf Mietshäuser bis Nummer 122, mit 12 bis teilweise 50 Mietern.

#### Gürtelstraße bis Ringbahn

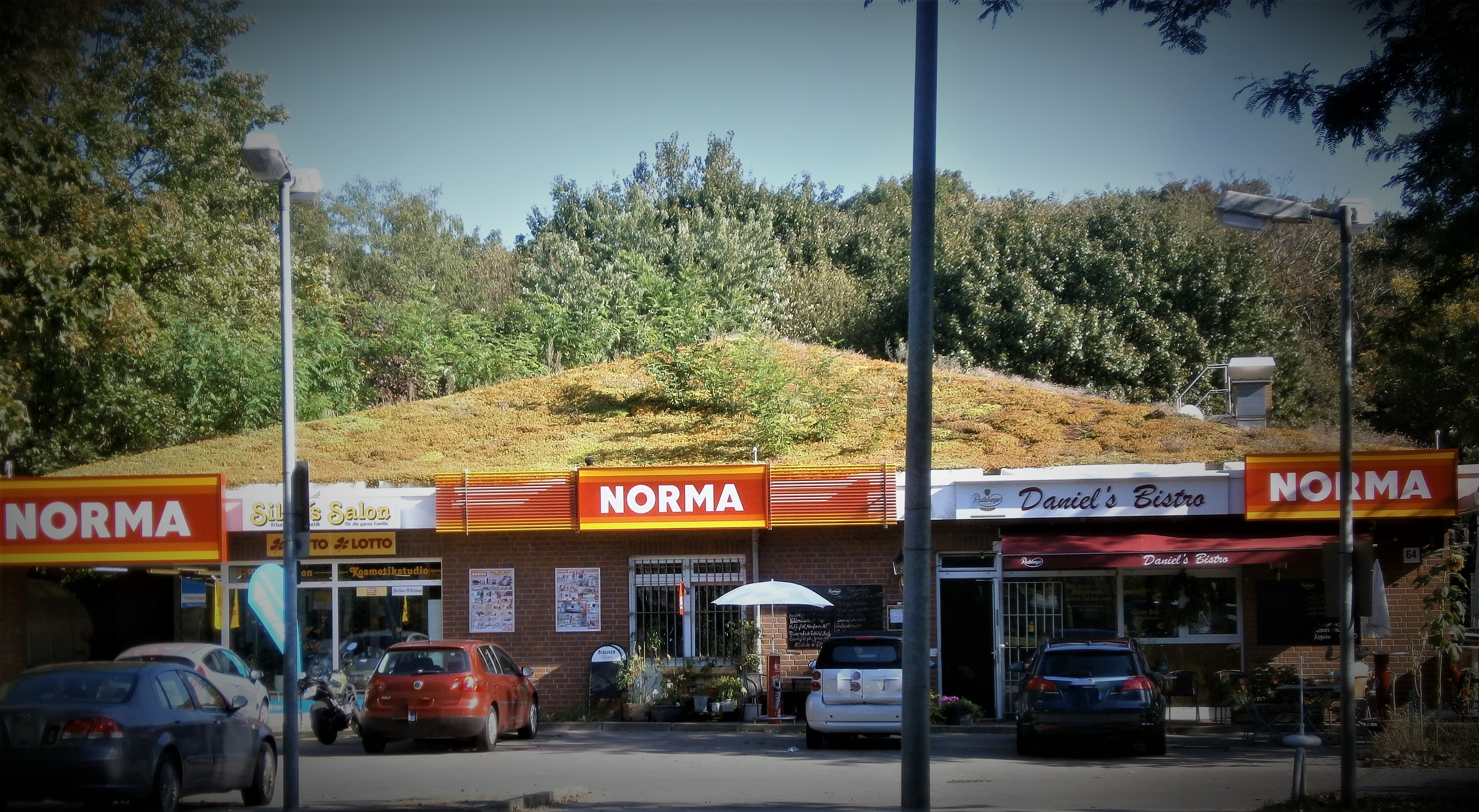
Dienstleistungs-Flachbau 64, mit begrüntem Dach

Das Straßenende liegt an der Friedhofsmauer, an der entlang die (Verlängerung der) Gürtelstraße als Fußweg (OKSTRA: „N“) nach Westen liegt. Für die Versorgung der Kleingärtner und der 1960er Bauten der Michelangelostraße wurde eine Kaufhalle erbaut. Nach der Wende durch einen Flachbau mit Supermarkt, Friseur und ein ökostromversorgtes Bistro (Imbiss-Gaststätte) saniert, Block 108013. Die westlicher liegenden Q3A-Wohnzeilen und das WBS-70-Wohnhochhaus des Blocks sind zur Michelangelostraße adressiert. Der Anschluss Kniprodestraße erfolgt über einen Bogen von und an die Michelangelostraße. Dieser Flachbau ist mit Kniprodestraße 64 auf der Karte K5 verzeichnet, das Bistro nennt Kniprodestraße 63. Dort befindet sich ein Dartraum (Sportfernsehen, Partyraum, Terrasse).
Weiter nach Süden liegt an der Kniprodestraße hinter 300 m Grünstreifen mit Buschbegrenzung der „Sportplatz Hanns-Eisler-Straße“ und Grundstücksbezeichnung Hanns-Eisler-Straße 91, an der Mündung steht die noch als Flohmarkt genutzte ehemalige DDR-Kaufhalle für die Bewohner von Einsteinstraße und Hanns-Eisler-Straße West. Die Mündung Hanns-Eisler-Straße ist gleichfalls die Anbindung der Einsteinstraße, die das 1960er-Wohnquartier erschließt, wobei parallel zur Kniprodestraße als Einsteinstraße 16a–16d ein WBS-70/11-Block steht. In Ausrichtung parallel zur Storkower Straße ist die Wohnzeile Kniprodestraße 90–93 (im Eigentum der WBG Zentrum) adressiert. Ein Eckhaus (Storkower Straße 93/95) steht an der Nordwestecke der Kreuzung. Die Wohnhäuser südlich der Storkower Straße bis Ringbahn entstanden (ebenfalls in den 1960er Jahren) als Typenbau. Der parallel an der Straße zurückgesetzte und der städtischen Wohnungsbaugesellschaft gehörende Q3A-Block ist Kniprodestraße 94–96 adressiert. An der S-Bahnstrecke trennt ein 25 Meter breiter Grünstreifen mit Parkplätzen Bahngelände und Wohnbebauung.

#### Ringbahn bis Danziger Straße

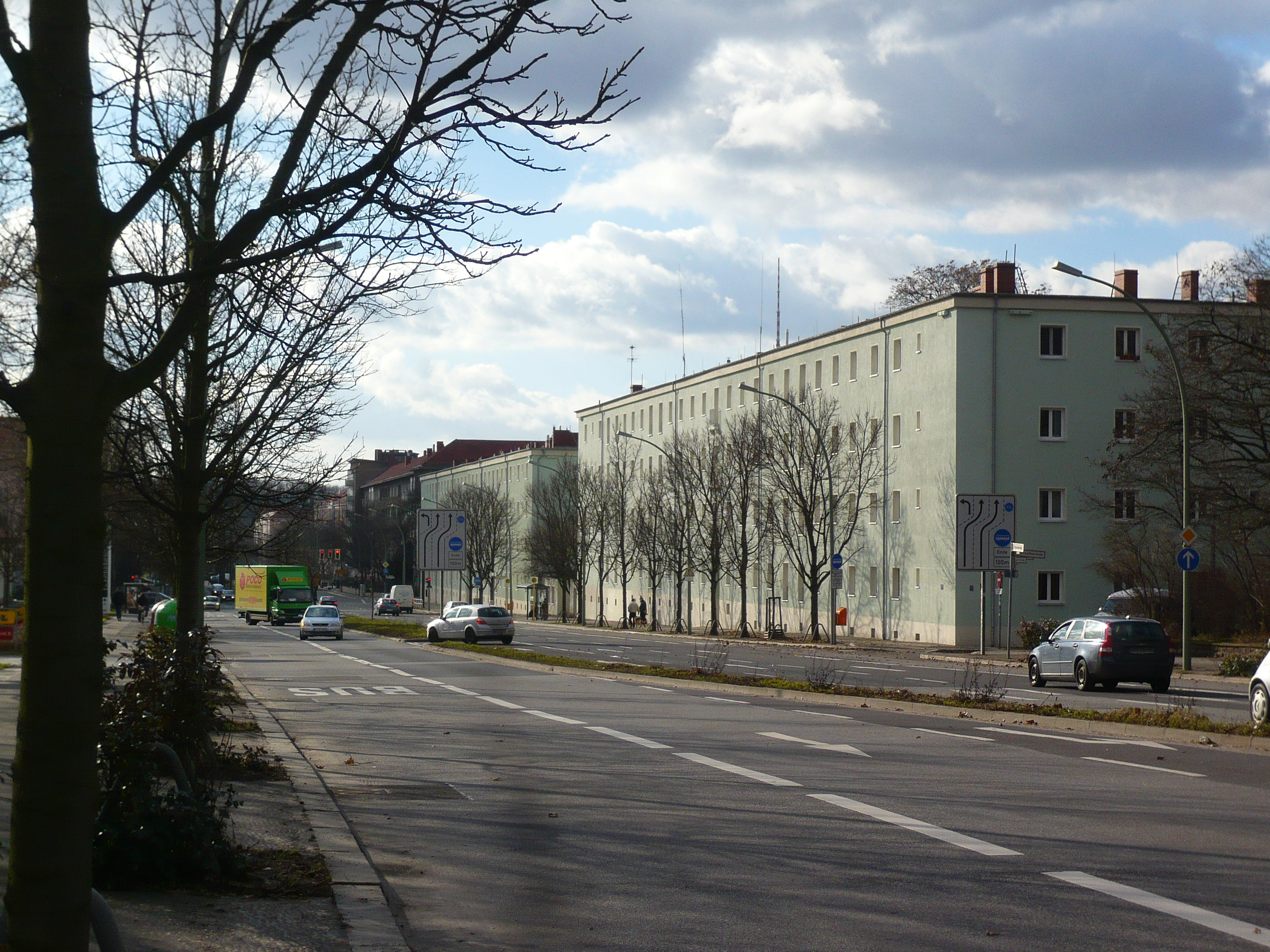
Wohnhäuser 97–102, 103–108; Bushaltestelle

Unmittelbar an der Bahnanlage (vormals auch Güterbahnhof Weißensee, seither Gewerbefläche Greifswalder Straße 80a-80e) liegt der „Volkspark Anton Saefkow“ mit 190 Metern an der Straße. Diese „Parklandschaft“ wurde auf dem Schuttberg angelegt, der bis um 1950 aus Trümmern der Innenstadtruinen entstand. Im Weiteren stehen die Wohnhäuser der „Grünen Stadt“ ab der Anton-Saefkow-Straße gegenüber dem Park mit Wohnblockbebauung. Die Wohnhausfront 97–108 wird an der Bushaltestelle vom Durchbruch der Rudolf-Schwarz-Straße getrennt. Eine Ausfahrt wurde durch zwei Flachbauten mit Gewerbenutzung anschließend je an 102 und 103 ausgeführt. Diese Häuser waren in den Kriegsereignissen schwer beschädigt worden, aber wiederaufbaufähig geblieben. Die schmucklosen Fassaden entsprechen dem Bau vor der Kriegseinwirkung. Vor dem in den 1950er Jahren wiederhergestellten Häusern steht eine Reihe Straßenbäume auf dem Gehweg, die Hauseingänge liegen von der Hofseite. Der folgende Wohnblock zwischen John-Schehr-Straße und Danziger Straße wurde auf den Ruinen des durch alliierte Luftangriffe zerstörten Karrees bis um 1960 als Nachkriegsbauten neu errichtet. Dabei wurden die Ideen beim Bau der Grünen Stadt adaptiert. So entstand bei mehr Fassadenelementen dennoch ein Eindruck der Gleichartigkeit. Der Wohnblock umfasst die Kniprodestraße 109–111a, die Eckhäuser sind dabei John-Schehr-Straße 70 und Danziger Straße 179. Im dahinterliegenden Karree sind zudem nach der geringeren Zerstörung erhaltene Gründerzeitwohnhäuser (Danziger Straße 165, 167; Heinz-Kapelle-Straße 6) einbezogen. Die Wohnhäuser dieses Karrees an der Kniprodestraße haben den Hauseingang von der Straßenseite. Ein Zugang zum hofartigen Innenbereich der Heinz-Kapelle-Straße besteht aus dem erdgeschoßhohen nicht befahrbaren drei Meter breiten Durchgang für Fußgänger. Ohne wesentliche Unterscheidung gehören alle diese Wohnhäuser zum lebensweltlich orientierten Raum „34 Anton-Saefkow-Park“, aber wurden verschiedenen „statistischen Blöcken“ zugeordnet. Die statistischen Blöcke markieren für das Wohnkarree innerhalb der Grünen Stadt:
- Block 108041: Kniprodestraße 97–102, und dazu Rudolf-Schwarz-, Werner-Kube-, Anton-Saefkow-Straße
- Block 108044: Kniprodestraße 103–108, und dazu John-Schehr-, Werner-Kube-, Rudolf-Schwarz-Straße
- Block 108044 mit Kniprodestraße 109–110, und dazu Heinz-Kapelle-, Hans-Otto-, John-Schehr-Straße
- Block 108607 mit Kniprodestraße 110a–111a, und dazu Danziger, Hans-Otto-, John-Schehr-Straße.

#### Danziger Straße bis Hufelandstraße (Am Friedrichshain)
Die Gründerzeit- und Jugendstilwohnhäuser in Blockrandbebauung des Bötzowviertels entstanden für den Mittelstand. Den Rand des Bötzowviertels markierte die Straßenfront der Kniprodestraße. zwischen Elbinger und Friedeberger Straße, zur Pasteurstraße, zur Allensteiner Straße und an die Hufelandstraße mit den jeweiligen Eckhäusern. Diese wurden bei den Luftangriffen 1943/1944 durch Bombentreffer „unrettbar“ zerstört. Es waren Wohnkarrees mit Seitenflügel und Quergebäude. Auf Grund der Lage und der möglichen völligen Ruinenberäumung, sowie der „Bauplanung Friedrichshain“ erfolgte ab 1950 ein Neu-Aufbau mit strukturierter Straßenfront zur Kniprodestraße. Einige (aufbaufähige) Altbauten in den vier Karrees wurden einbezogen. Diese 1950er Wohnbauten blieben bis 1990 im Wohnungsbau sich selbst überlassen, so wurden die notwendigen Sanierungen seit den 1990er Jahren ausgeführt. Gegenüber der Vorkriegsbebauung in Blöcken stehen die Nachkriegsbauten im Karree um begrünte Innenflächen. Die fünfgeschossigen Wohnhäuser 112 bis 117 im statistischen Block 111025 stehen an den 170 Metern zwischen Danziger und Pasteurstraße, dabei gehören auch Pasteurstraße 51 und 53 zum Block. Die Hauseingänge befinden sich an der Straßenseite, die Erdgeschosse sind durch eine simsartige Kante optisch von den Obergeschossen abgehoben und zwischen 113a und 115, sowie 121 und 122 ist eine auflockernde vertikale haushohe Struktur aus französischen Fenstern eingefügt, abgesetzt mit dem Rosettenmuster. Die (nördlicheren) Wohngebäude sind zehn Meter von der Gehwegkante hinter Vorgärten mit Hecke zurückgesetzt. Dazu sind 116a und 117 um 30 Meter (mit der Ecke in die Pasteurstraße) zurückgesetzt, so ergibt sich mit spiegelsymmetrischer Fassade und Lage beidseits der Pasteurstraße eine platzartige Erweiterung an der Mündung der Pasteur- auf die Kniprodestraße. Die ehemals vom Arnswalder Platz durchgehende Friedberger Straße ist mit den Neubauten überbaut. Die Symmetrie an der Pasteurstraße wird weiter von Kniprodestraße 118, 118a und entsprechend Pasteurstraße 50 und 52 aufgenommen. Die Hauseingänge am 180 Meter langen Abschnitt liegen ohne Vorgarten am Gehweg. Es folgen noch sechs Häuser der Kniprodestraße in Blockbebauung bis 122. An der gefasten Häuserecke zur Hufelandstraße 51–45 (ungerade) gehören diese bis zu den Altbauhäusern auch zum Block der 1950er Jahre. Zum statistischen Block 111601 gehören die acht Häuser der Kniprodestraße. liegt Eine Durchfahrt zur Lieselotte-Hermann-Straße (vormals: Allensteiner Straße) befindet sich zwischen 119 und 119a in Erdgeschosshöhe und drei Meter Breite.

Südliche Kniprodestraße (Westseite)
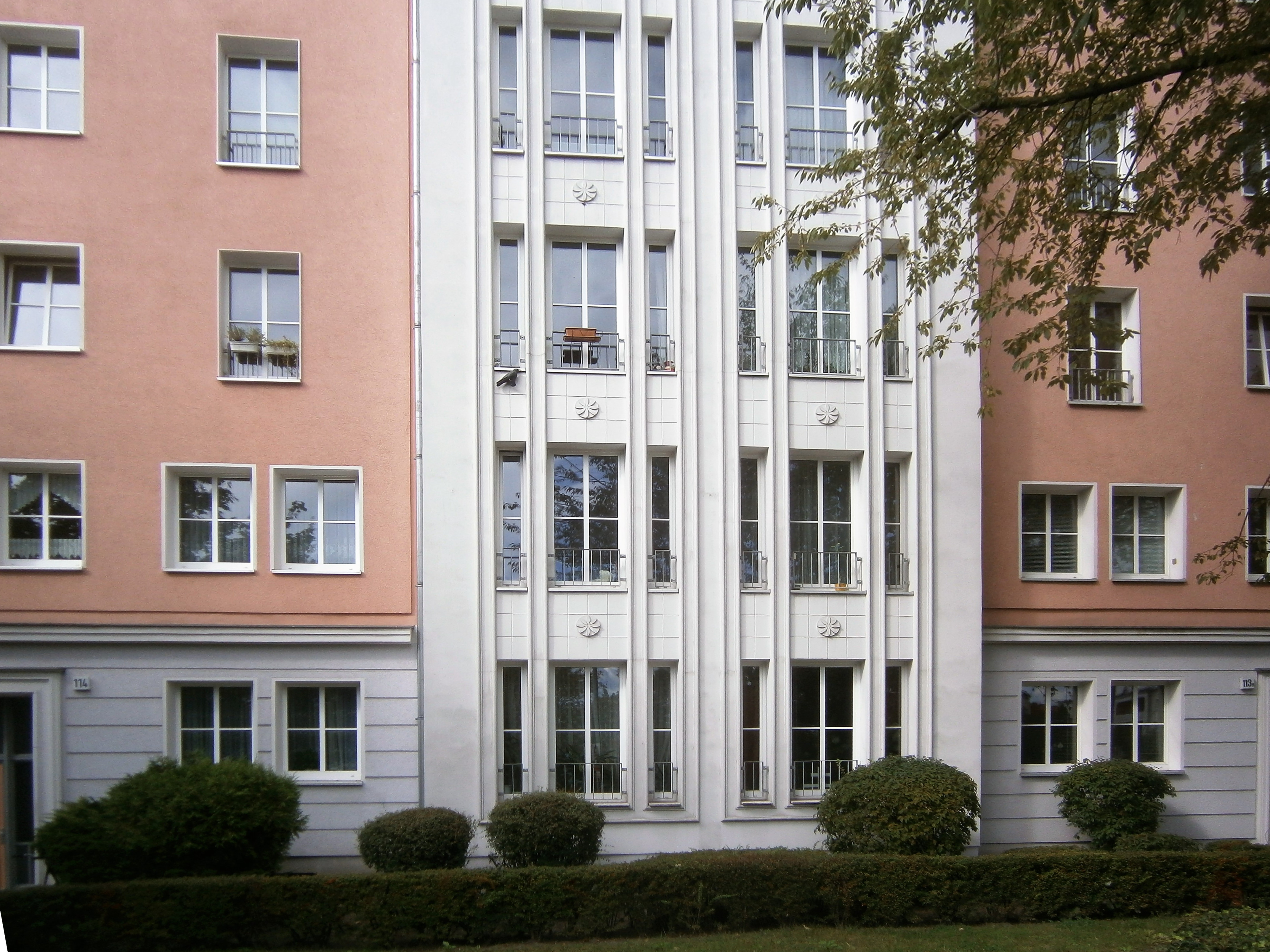
Fassadengliederung (113a und 114)
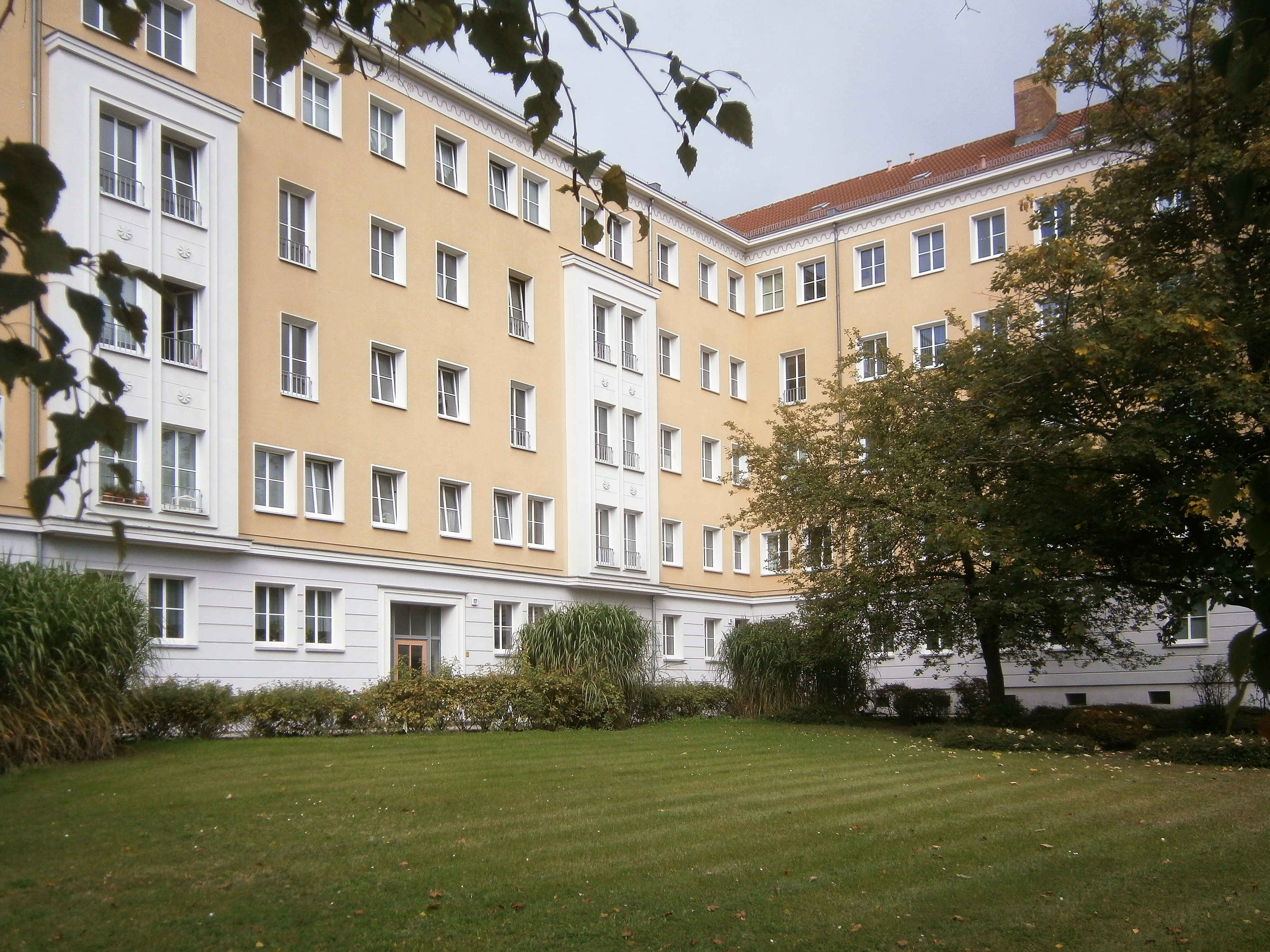
Nordwestecke zur Pasteurstraße: 116a, 117
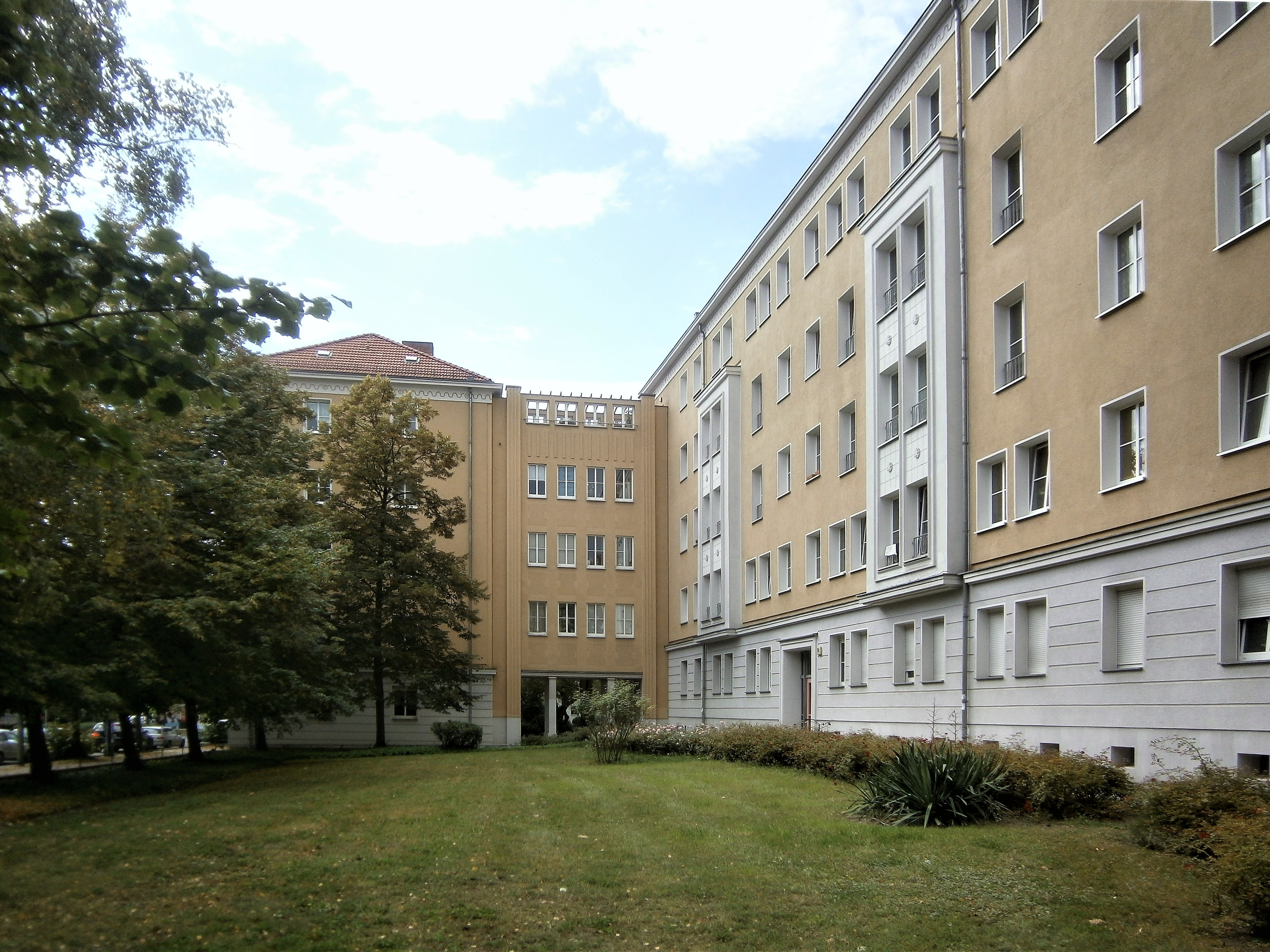
Südwestecke zur Pasteurstraße: 118, 118a
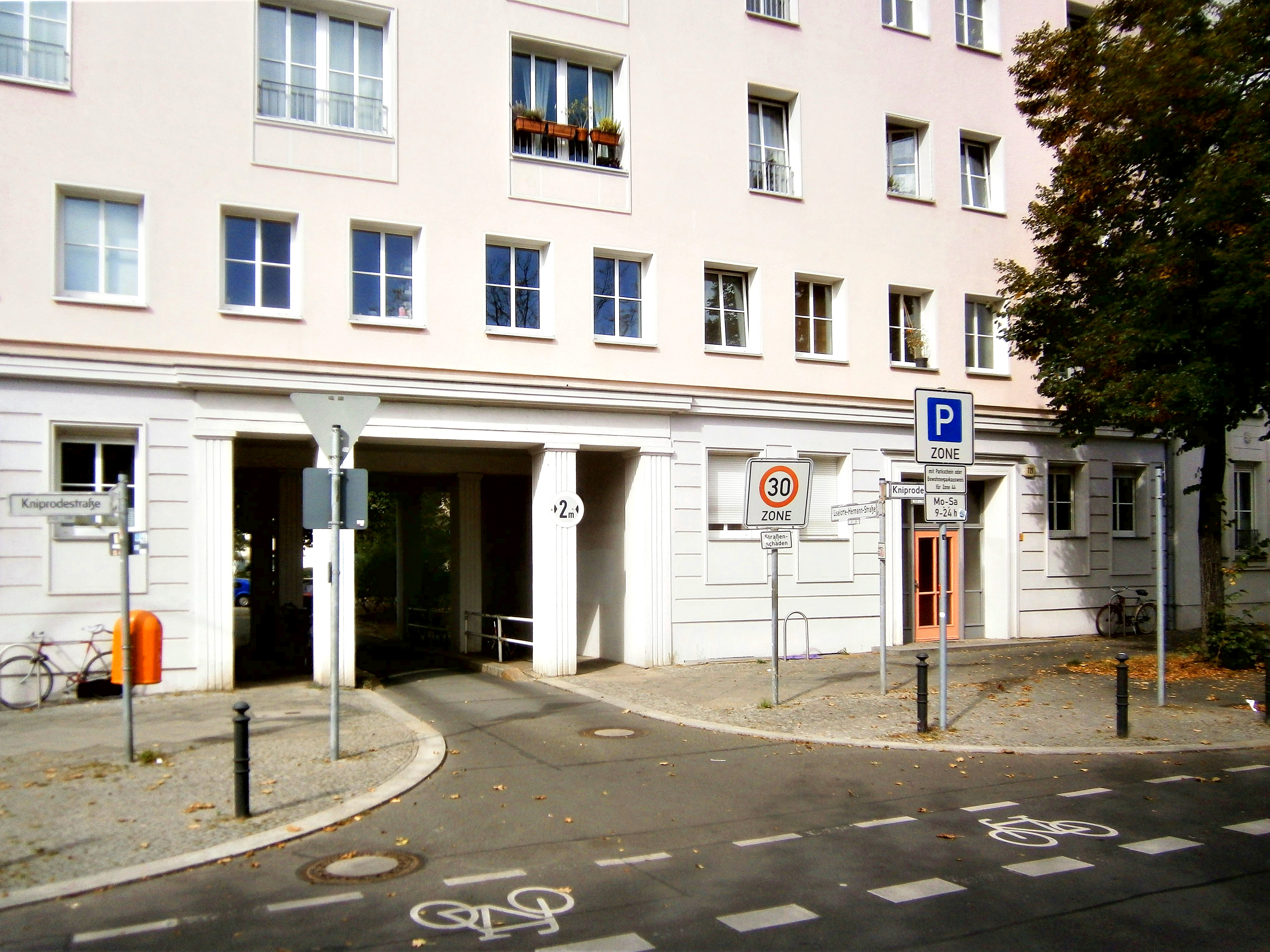
Durchfahrt 119, 119a Lieselotte-Hermann-Straße
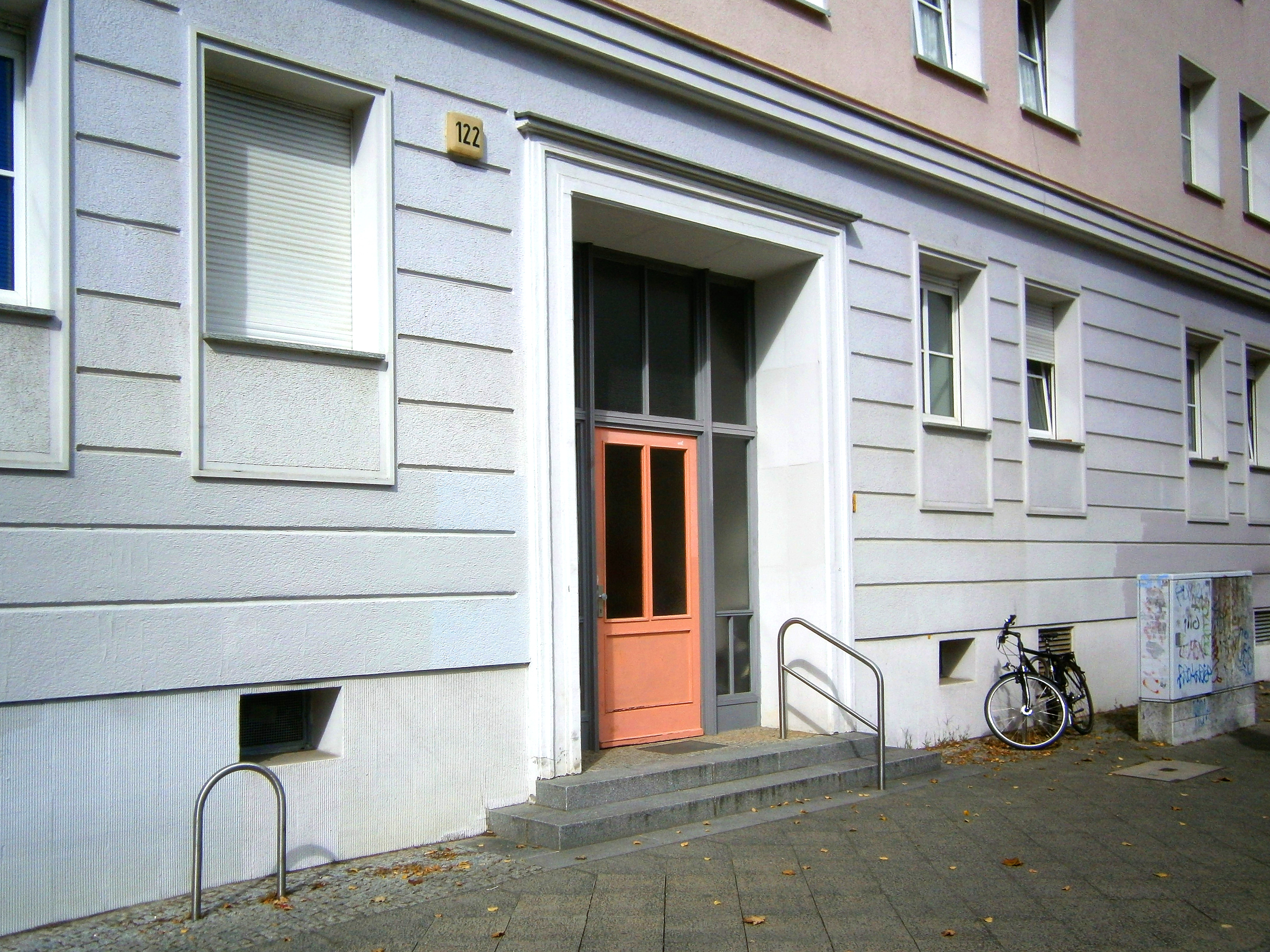
Hauseingang 122
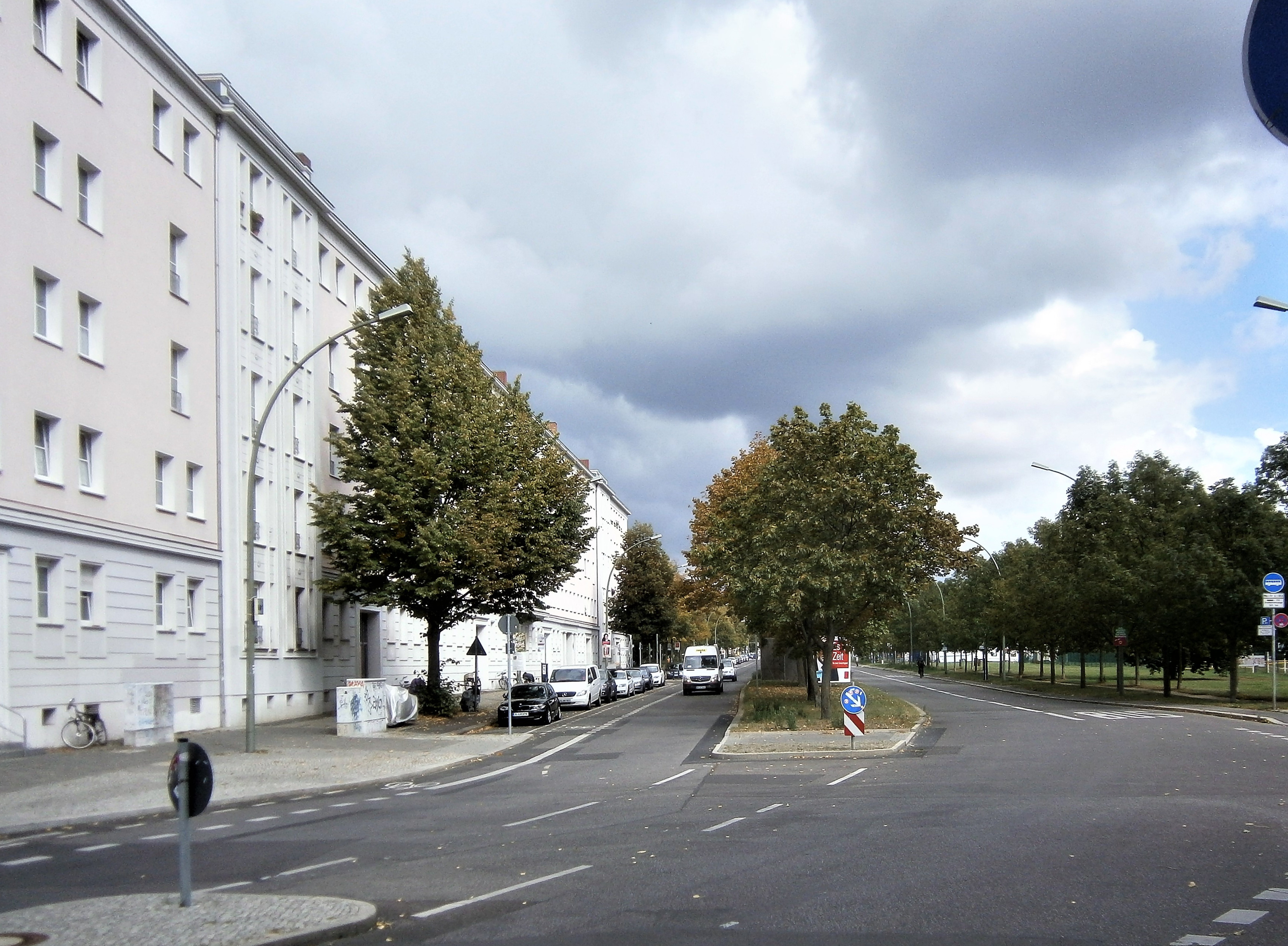
Westseite Kniprodestraße nordwärts von 122

## Verkehr

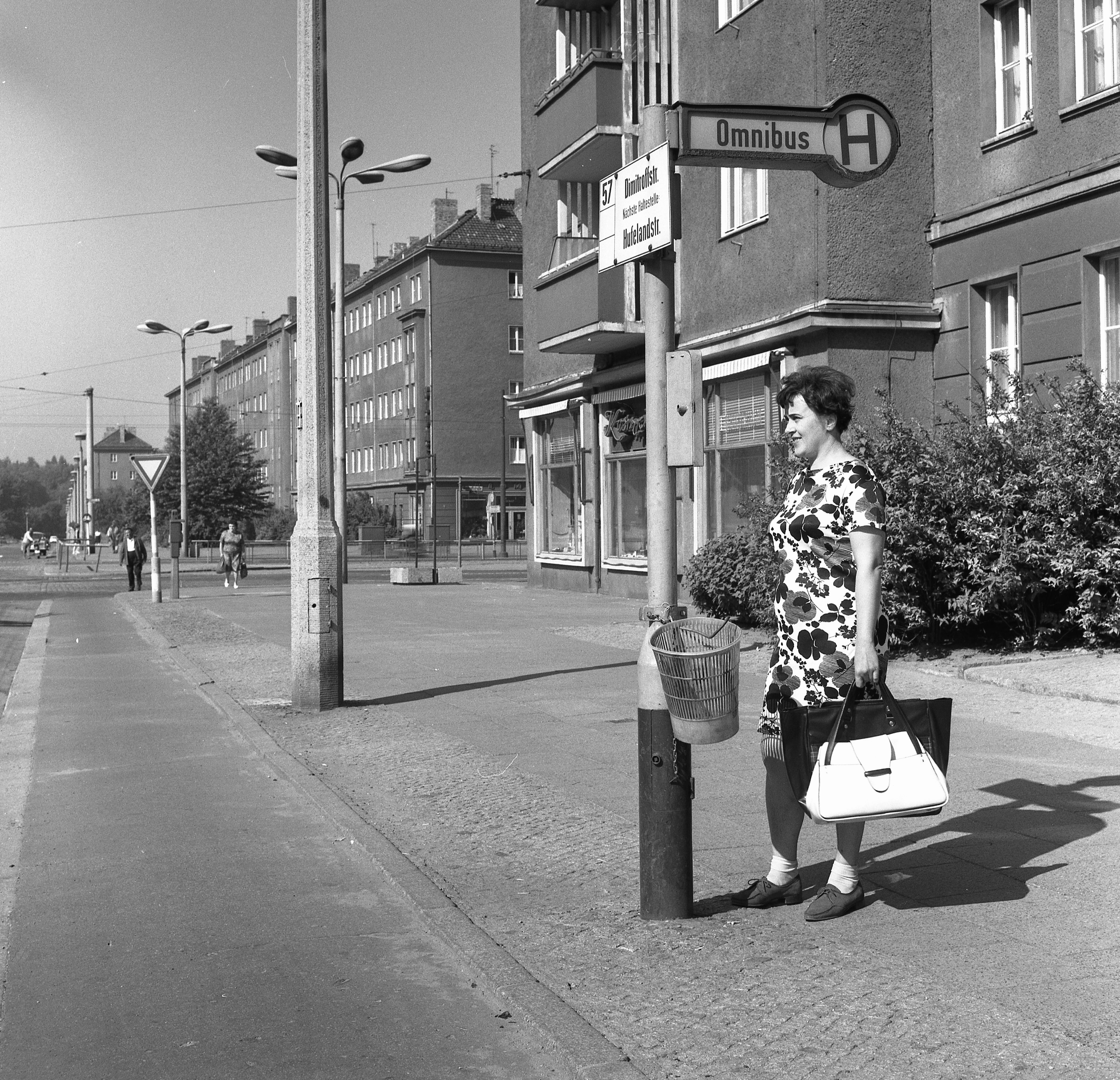
Bushaltestelle an der Dimitroffstraße, 1970 (seit 1995 wieder Danziger Straße)

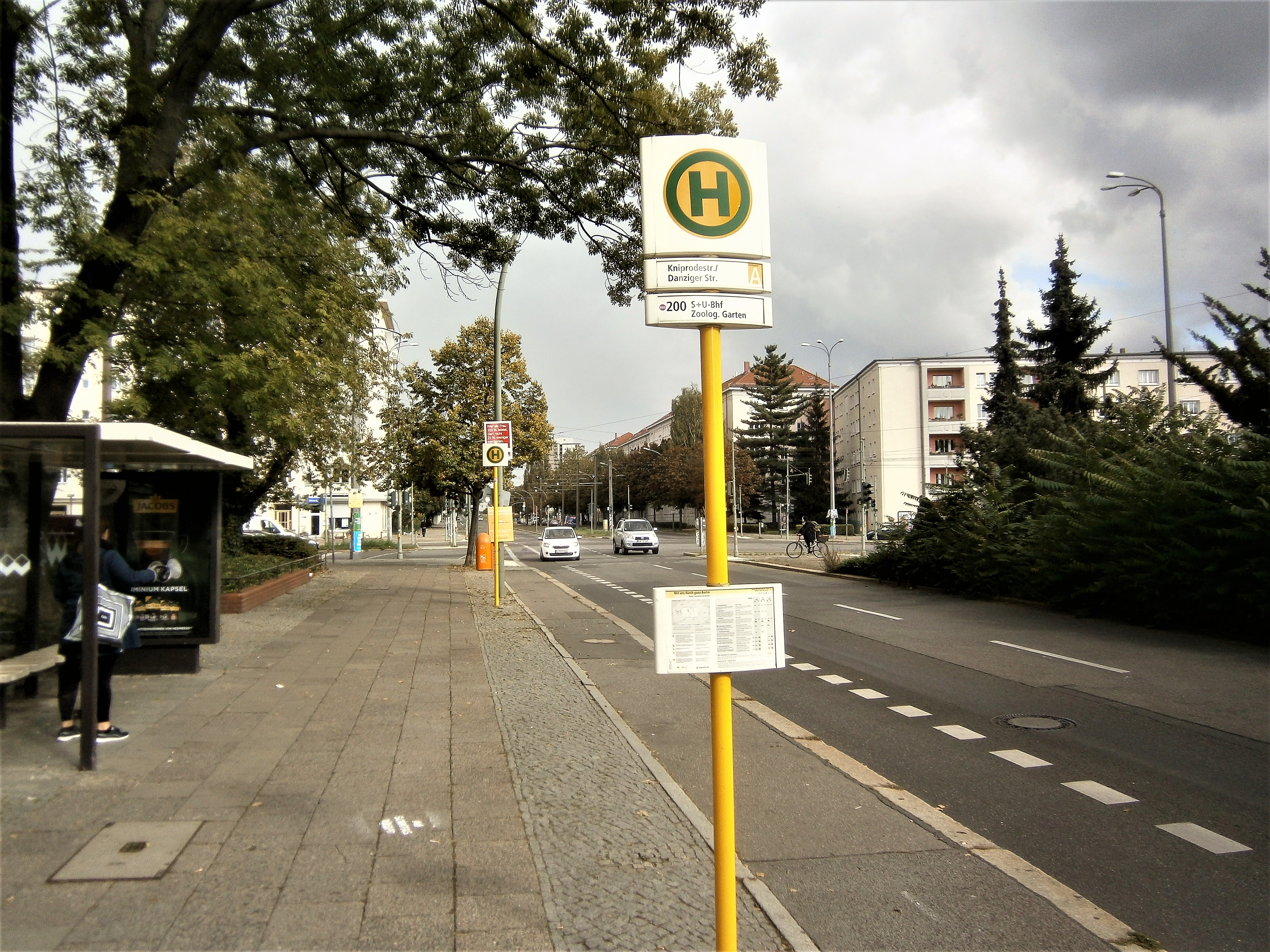
Bushaltestelle 200 Danziger/Kniprodestraße, 2017

### Straßenbahn und Bus

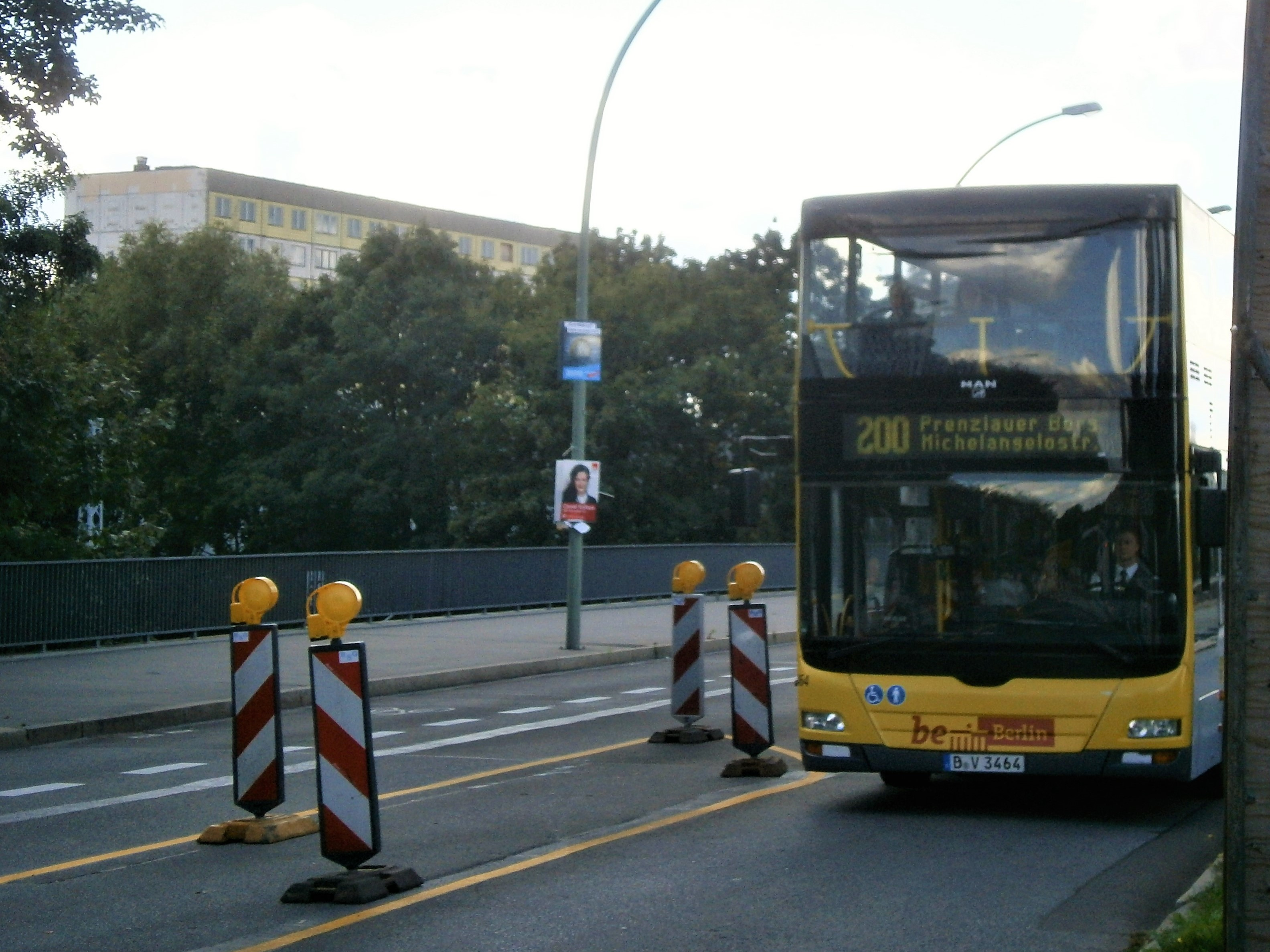
Bus der Linie 200 auf der Kniprodenstraßenbrücke

Die Kniprodestraße wird durch die Buslinie 200 in voller Länge genutzt. Zwischen Storkower und Michelangelostraße fährt zusätzlich die Buslinie 156. Auf der Straße gibt es im Busverkehr fünf Haltestellen.
Auf der Danziger Straße kreuzt die Straßenbahnlinie M 10 die Kniprodestraße, Haltestelle Kniprodestraße/Danziger Straße. Von dieser Streckenführung führt die Gleisschleife Hans-Otto-/John-Schehr-Straße/Kniprodestraße ab. Diese Schleife wird nur bei Umleitungsmaßnahmen oder Bauarbeiten angefahren. Auf der Kniprodestraße liegen zudem Gleise als Zufahrt zum Gleislager der BVG (Conrad-Blenkle-Straße 37) an der Westecke Kniprode-/Conrad-Blenkle-Straße. Diese Zufahrt ist eingleisig, für die Wendeschleife sind 90 Meter zweigleisig.

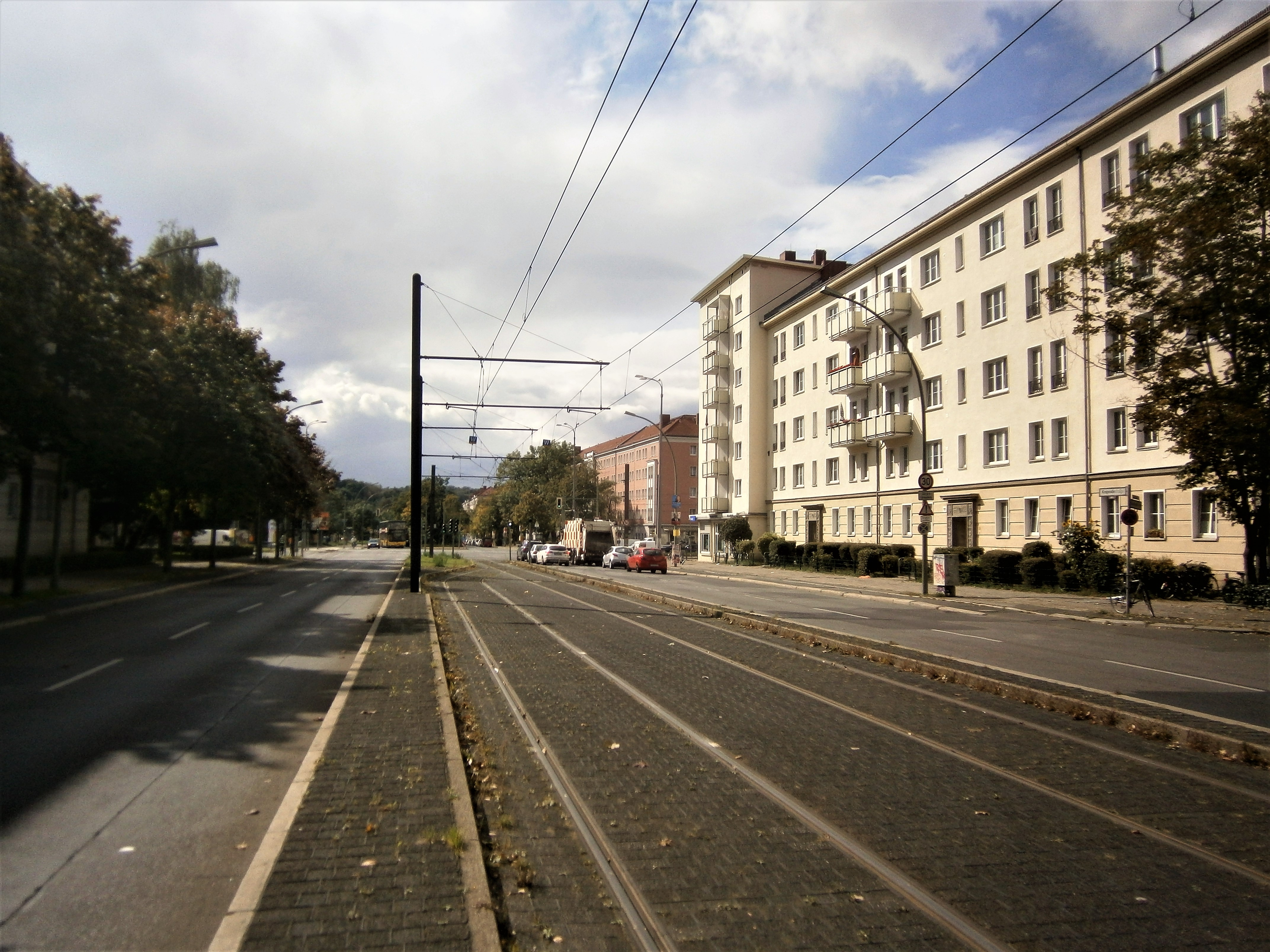
Gleisanlage Kniprodestraße an der Ausfahrt Danziger Straße

Diese Gleisanlage besaß bis April 1945 südlich der Danziger Straße den zweigleisigen Anschluss über Am Friedrichshain einerseits zur Friedenstraße und andererseits zur Bahn nach Weißensee an der Neue Königs-/ Greifswalder Straße. Nördlich der Danziger Straße lag auf der Kniprodestraße die Endstation der Straßenbahnlinien und die Einfahrt in den Straßenbahnhof (seit 1993 nur noch Gleislager). Auf der Kniprodestraße fuhren ab 1907 die Linie Q der Berlin-Charlottenburger Straßenbahn (Kniprode-/Elbinger Str. – Halensee Ringbahnhof, durch die Straße Prenzlauer Berg) und die Linie 74 der Großen Berliner Straßenbahn (Kniprode-/Elbinger Straße – Bahnhof Ebersstraße, durch die Neue Königstraße). Ab 1922 wurde aus Linie Q die Linie 144, die 1923 eingestellt wurde, Linie 74 fuhr „Kniprode-/Elbinger Straße – Lichterfelde, Händelplatz“. Ab 1927 befuhr die Linie 43 die Strecke „Kniprodestr./Elbinger Str. – Dahlem, Königin-Luise-Straße“ und ab 1928 fuhr die 74 „Kniprode-/Elbinger Straße – Lichterfelde, Zehlendorfer Straße (staatl. Bildungsanstalt)“. Ab 1930 kam zur 74 die Linie 174 (Kniprode-/Elbinger Straße – Steglitz, Birkbusch-/Siemensstraße) hinzu. Die Linie 74 befuhr ab 25. Januar 1945 die Greifswalder Straße nach Weißensee, Rennbahnstraße. So war die Linienführung aus der Kniprodestraße herausgenommen. Beide Linien wurden spätestens im April 1945 eingestellt. Ab 1951 wurde die Kuppel Endstelle nördlich der Danziger Straße für die Linie 69E (Dimitroffstraße – Oberschöneweide, Parkstraße → Kniprodestraße – Parkstraße, während der Hauptverkehrszeit als Decklinie) aktiviert. Ab 1970 wurde die 69E zur Vollzeitlinie 17 (Kniprodestraße – Johannisthal, Haeckelstraße). Zur 1973 angelegten Wendeschleife Kniprodestraße (Artur-Becker-Straße) kamen an 1975 die Linien 14, 15, 19 Zudem kreuzten die Linien auf der Danziger Straße (damals Dimitroffstraße), dazu gehörten die Linien 4 und 13 und ab 1971 ergänzend die 21.
Ab 1957 war die Buslinie A57 (Kniprodestraße – Robert-Koch-Platz) auf der (abgebauten) Gleistrasse eingesetzt, weiter Am Friedrichshain–Neue Königstraße–Alexanderplatz. Zudem befuhr ab 1958 ein Oberleitungsbus, der Ostring „O30“, die Kniprodestraße zwischen Kurische Straße (seit 1974: John-Schehr-Straße) und Thorner Straße (seit 1974 Conrad-Blenkle-Straße). Ab 1964 befuhr auf dieser Trasse die Kniprodestraße die O-Bus Linie (O30: Gruner-/Klosterstraße – Koppenstraße/Ostbahnhof) weiter. Ab 1967 kam die (verlängernde) Bus-Linie A54 (Ostseestr. – Dimitroffstraße) hinzu. Ab 1978 gab es in der Artur-Becker-Straße die Buslinien 43, 54, 56 und 57/57E mit dem Endpunkt an der Kniprodestraße (damals: Artur-Becker-Straße). Im November 1959 wurde die Linie 56 nach beiden Seiten verlängert und die 43 wieder als 30 bezeichnet. Linie 56 fuhr Michelangelo- zur Storkower Straße durch die Artur-Becker-Straße, die 57 durch die gesamte Straßenlänge und mit dem Buswendeplatz Artur-Becker-/Michelangelostraße wurde dies die Endhaltestelle.

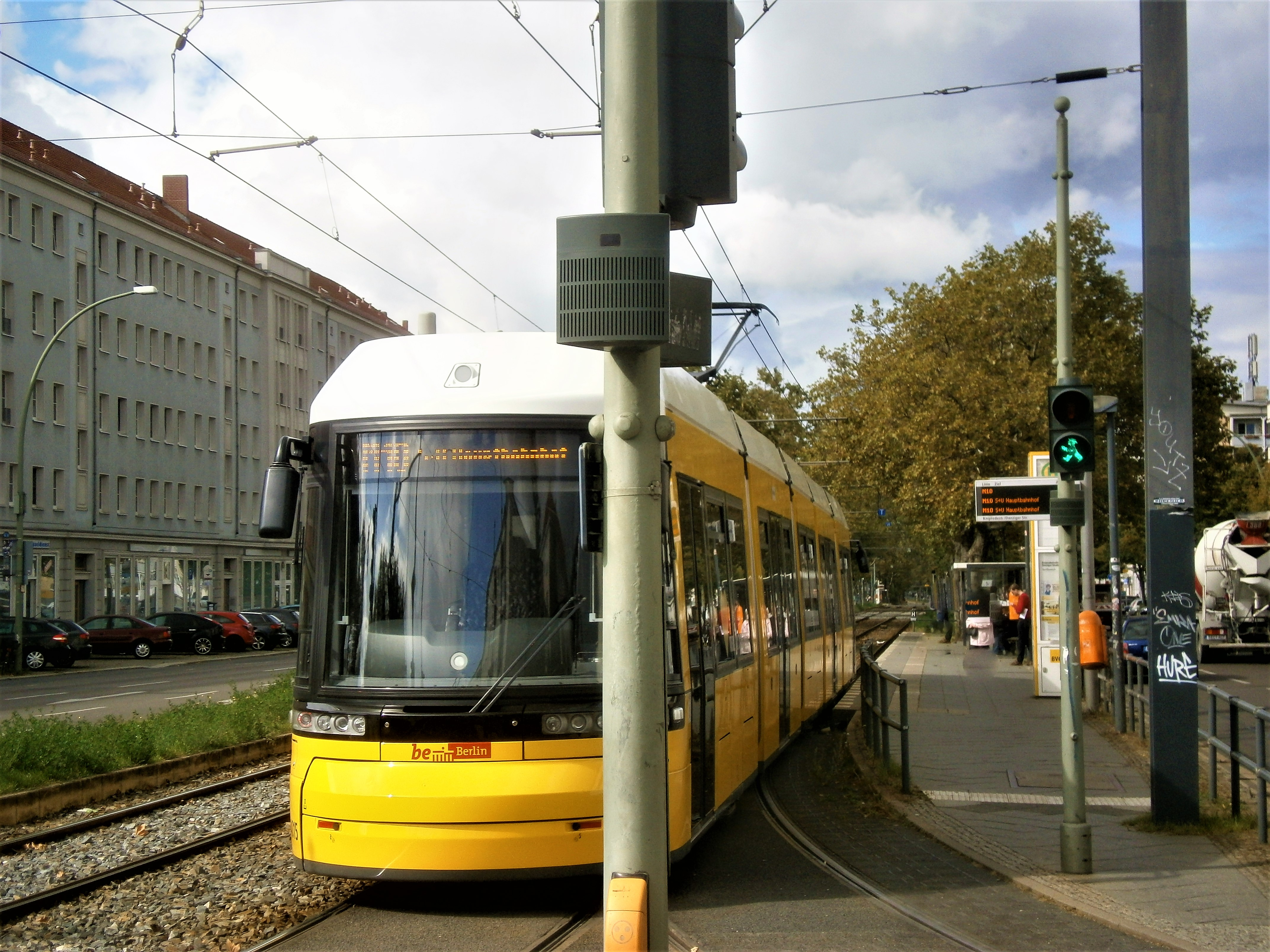
M10 auf der Fahrt in die Danziger Straße

Nach der politischen Wende und der Zusammenfassung von Ost- und Westnetz wurde 1991 und 1993 eine berlinweite Linienbezeichnung eingeführt. Auf der Danziger Straße fuhren (dabei) die Straßenbahnlinien 20 und 21 und mit der Nummerierung der Busse wurde 56 zu 156 und 57 wurde zu 157 und 257. Seit der letzten Umnummerierung des Netzes am 12. Dezember 2004 bestehen der aktuelle ÖPNV um die Kniprodestraße aus den folgenden Verkehrsmitteln:
- Bus 156[158] auf Storkower Straße–Kniprodestraße–Michelangelostraße.
- Bus 200[159] seit 2007 auf der Kniprodestraße zwischen Am Friedrichshain–Kniprodestraße–Michelangelostraße.
- Metro-Tram M10[160] seit Mai 2006 auf der Danziger Straße – die Kniprodestraße kreuzend.

Die Wiederaufnahme des Straßenbahnverkehrs auf der Kniprodestraße auf der Trasse Königstor – Am Friedrichshain – Kniprodestraße – Michelangelostraße – Ostseestraße (bis Ecke Prenzlauer Allee) statt der Buslinie 200 wurde ins Gespräch gebracht.

### Straßenverkehr

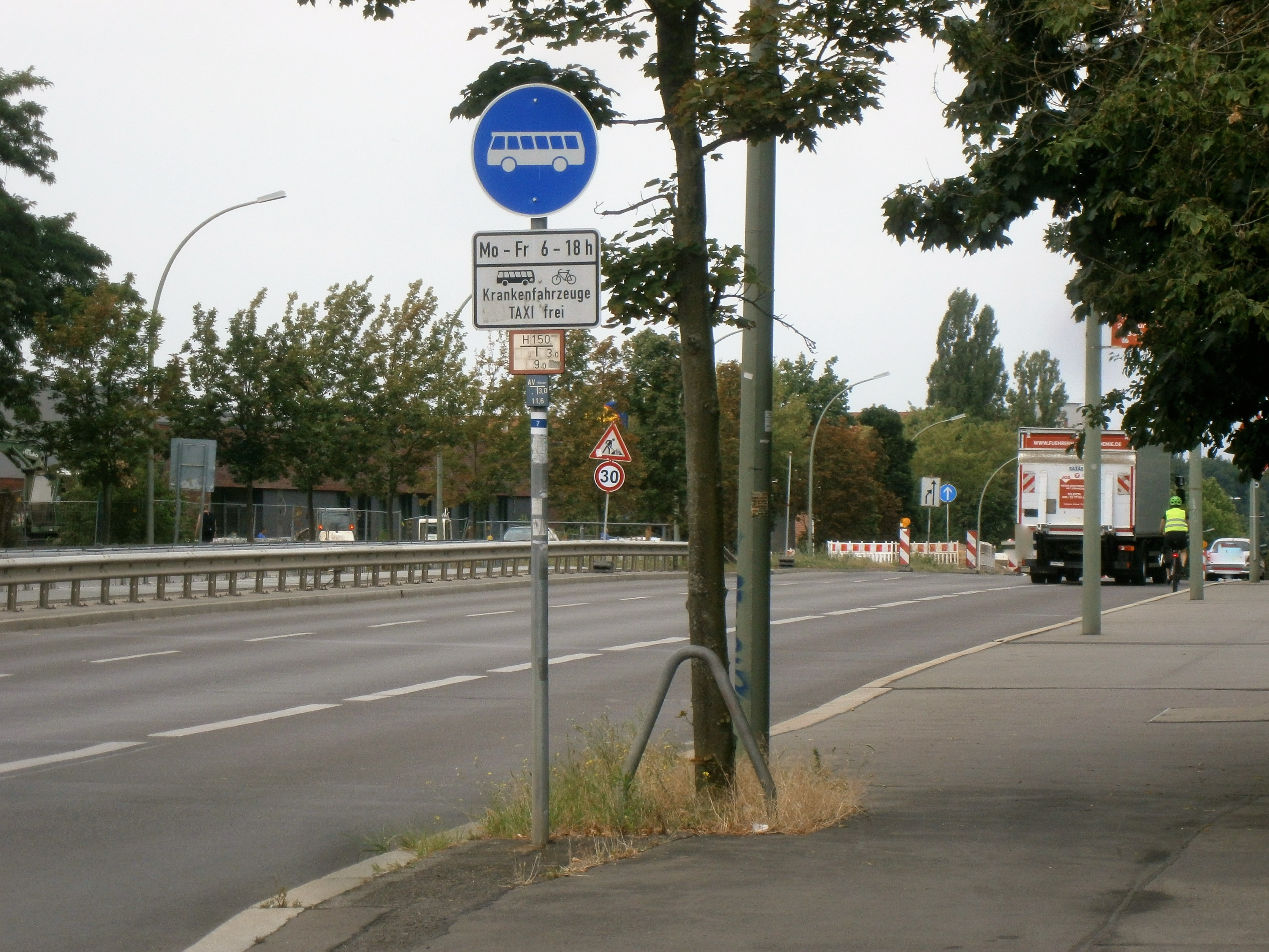
Verkehrsleitung Kniprodenstraßenbrücke

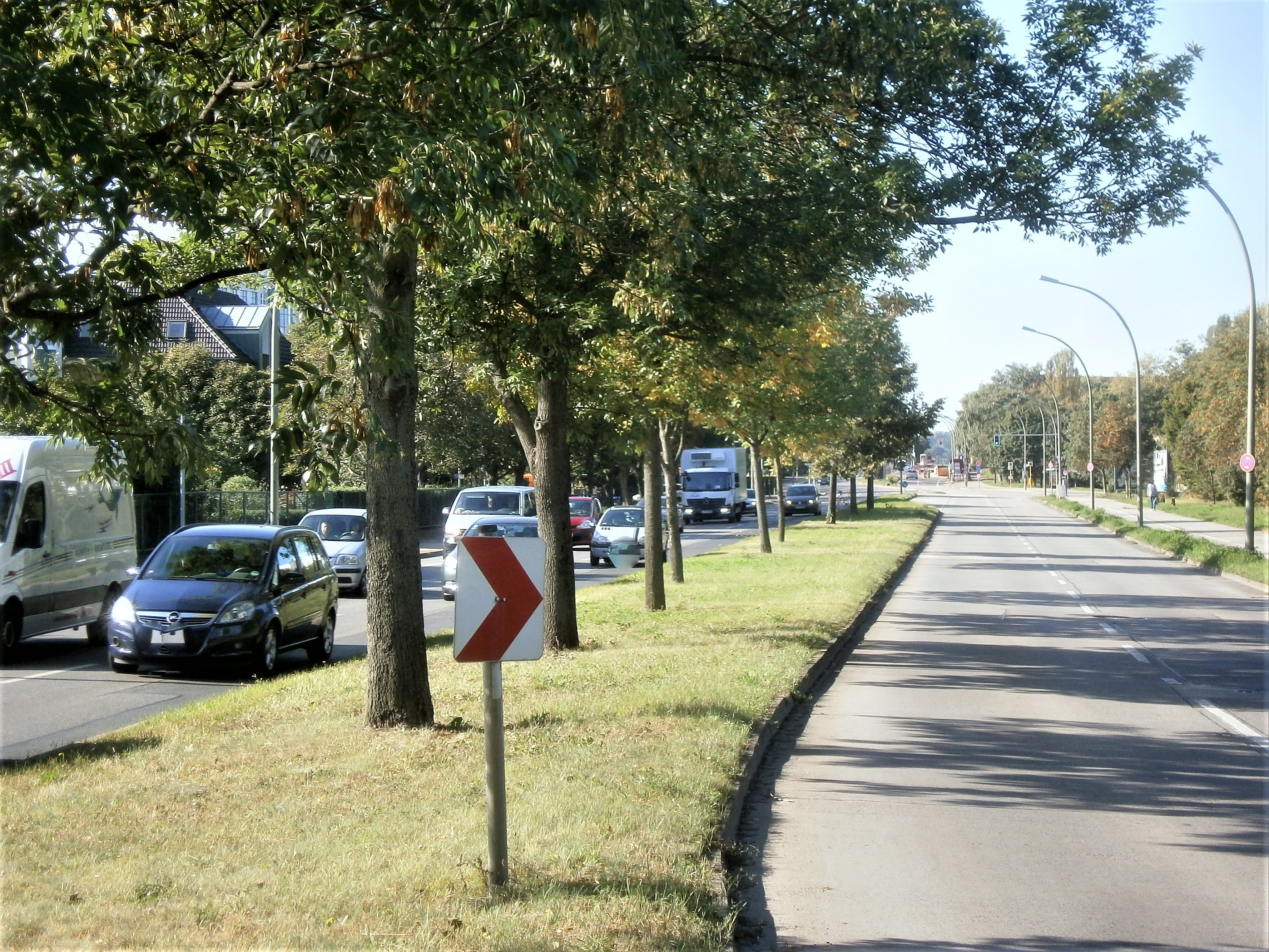
Stoßverkehr zur Michelangelostraße

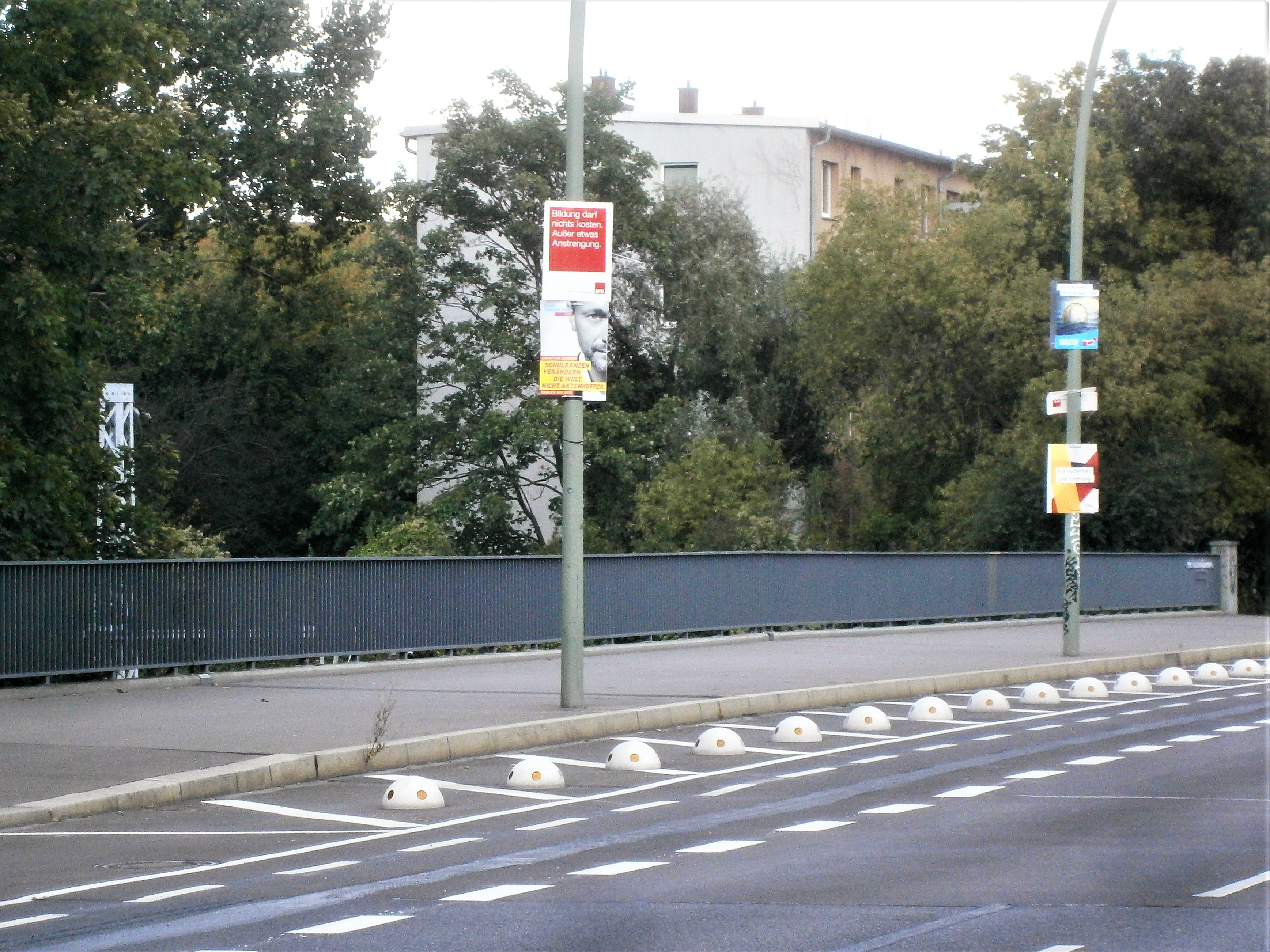
Gesperrte Parkspur auf der Brücke

Die Bedeutung für den Kraftverkehr (dazu siehe Lage im Straßennetz) als übergeordnete, teilweise regionale Straßenverbindung und die historische Ausgestaltung (mit Straßenbahn in Mittellage) beträgt die Straßenbreite 33,9 m. In dieser Breite war das Straßenland bereits um 1900 trassiert, auf Grund der Nutzung der Umgebung war diese Breite nördlich der Ringbahn bis in die 1970er Jahre nicht ausgeführt. Die seither vorhandene Brücke über die Ringbahn war 15 m breit. Durch Spezialisten der deutschen Wehrmacht wurde diese zu Beginn des Jahres 1945 gesprengt, um den aus den nördlichen Außenbezirken vorrückenden Einheiten der sowjetischen Armee den Weg in die Berliner Innenstadt zu erschweren. Nach dem Krieg wurde eine drei Meter breite Behelfsbrücke errichtet. Erst mit den Planungen zur Fortführung nach Weißensee (im Zuge der Artur-Becker-Straße) und den Bau der Großsiedlung Michelangelo-/ Greifswalder Straße wurde diese 1979 durch einen Neubau mit Spannbetonfertigteilträgern ersetzt. Seither führt diese Brücke zwei Richtungsfahrbahnen in der Breite von je zwei Fahrstreifen, dazu Busspur, weiter. Die Brücke wurde letztens zu Beginn der 2000er Jahre saniert. Für den Umbau der Brücke waren (2003–2006) 1,1 Millionen Euro bereitgestellt. 2017 wurde bei Bauarbeiten auf der Brücke die einstige Parkspur durch „Verkehrspilze“ unbeparkbar.
Der private Kraftfahrzeugverkehr nutzt derzeit insbesondere den Abschnitt zwischen Storkower Straße und der Michelangelostraße. Letztlich ist dies der Ersatz für den fehlenden Mittelring zwischen Greifswalder Straße und Landsberger Allee. Anzumerken sind die Staustellen vorrangig von Pkw in den Hauptverkehrszeiten: als Linksabbieger aus der Kniprode- zur Storkower Straße und im Gegenverkehr aus der Michelangelostraße über oder in die Greifswalder Straße. Getrennte Fahrbahnen mit grünen Mittelstreifen (großenteils mit einer Baumreihe) setzen sich über die mit Straßenbahn in eigener Mittellage kreuzende Danziger Straße hinweg fort. Durch die Anzahl der Spuren ist der Mittelstreifen (mit Abbiegespuren zur Kaufhalle) schmaler, aber bis in die Michelangelostraße hinein bleiben die Fahrbahnen getrennt. Die Kreuzungen Danziger Straße, Storkower Straße und die Kombination John-Schehr-/ Conrad-Blenkle-Straße sind ampelgeregelt.
Die Kniprodestraße wird zwischen Weißensee (Chopinstraße) und Friedenstraße (ausgleichsweise durch den Friedrichshain) vom Radverkehr genutzt. Insbesondere führt die Kniprodestraße verschiedene Trassen zusammen. Aus Am Friedrichshain heraus liegt zwischen den Richtungsfahrbahnen ein sieben Meter breiter Mittelstreifen. Stadtauswärts mit einer Fahr- und der Busspur (Fahrrad erlaubt), stadtwärts befindet sich neben der Fahrspur ein Radweg und Parktaschen, sowie die Gehwege. Für den „Radfahrstreifen Kniprodestraße“ nördlich Storkower Straße stellte die Senatsverwaltung beispielsweise 2014 235.000 Euro bereit. Der Schutzstreifen Kniprodestraße südlich Danziger Straße wurde ebenfalls in den 2010er Jahren ausgestaltet. Für einen Radweg weiter in der Storkower Straße nach Vorschrift sind die Planungen ausgesetzt, da die finanziellen Mittel für die insgesamt nötige Umgestaltung im Bezirk nicht vorhanden sind.

## Sonstiges
Nach Hochmeister Kniprode des Deutschen Ordens sind unter anderem Straßen in Celle, Köln, Wilhelmshaven und Wuppertal benannt. Es gab eine Kniprodestraße beispielsweise in Königsberg/Preußen.
Eine am 24. Februar 2022 in der Straße gefundene amerikanische Weltkriegsbombe wird nach erfolgter Entschärfung des defekten Zünders am Fundort auf dem Sprengplatz Grunewald kontrolliert gesprengt werden.